# Œuvres de Georges Braque

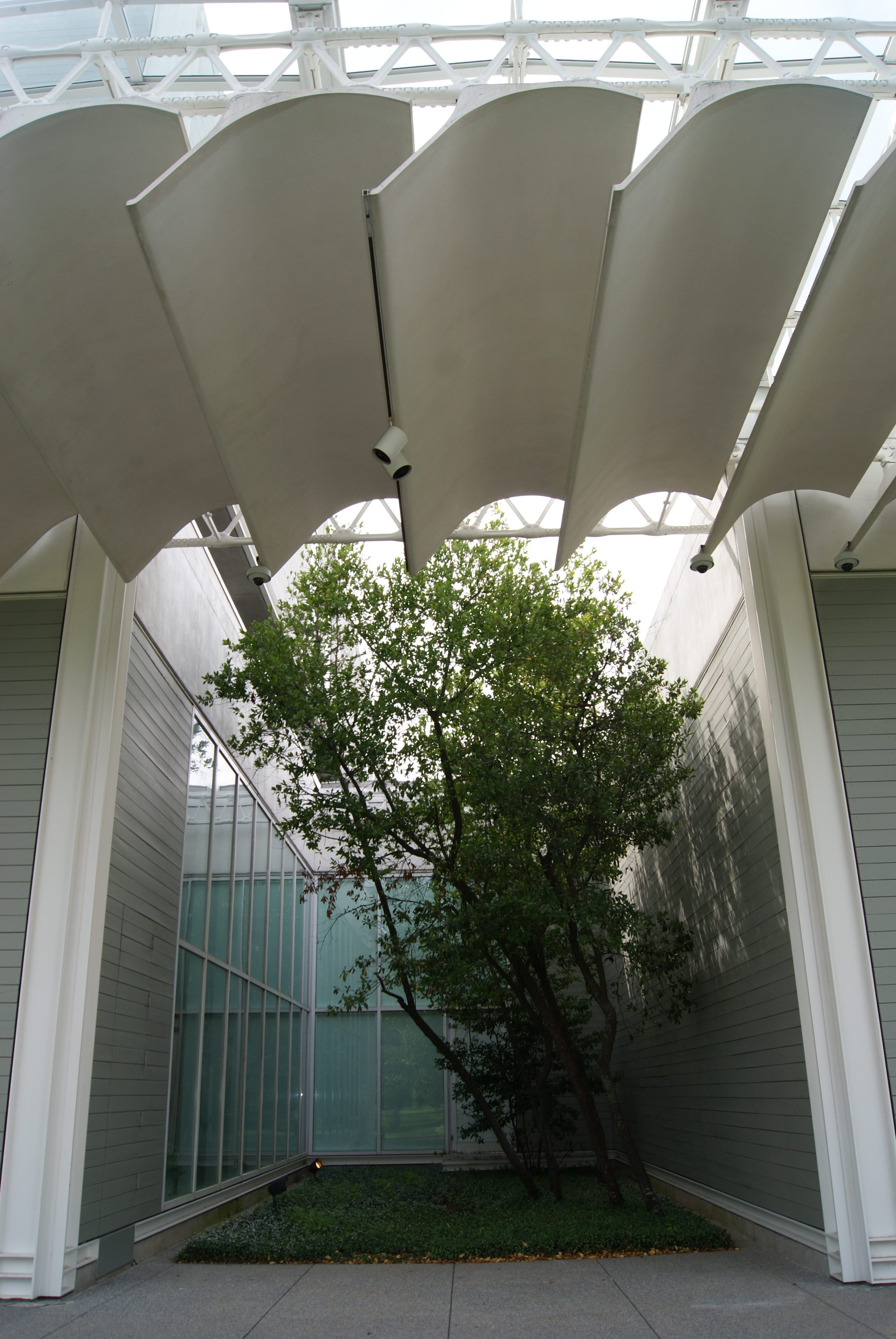
Menil Collection (Houston Texas).

Cette liste, forcément incomplète puisqu'il n'existe pas de catalogue raisonné des œuvres de Braque, recense en priorité, parmi les pièces les plus importantes de l'artiste, celles qui sont exposées dans des musées. Ou bien, dans le cas de collections particulières, celles qui sont le plus souvent prêtées et qui apparaissent dans les rétrospectives. Les œuvres de Georges Braque se composent principalement de tableaux, catégorie dans laquelle se trouvent les papiers collés, qui sont des compositions, à ne pas à confondre avec des collages. L'artiste a aussi réalisé des livres d'artistes, des lithographies, des eaux-fortes, des sculptures, des tapisseries et des bijoux.
Cependant, Braque a été longtemps « mis à l'écart » des historiens d'art qui ont produit peu d'ouvrages sur son œuvre. Comme le fait remarquer Alex Danchev en 2005 :
« Les ouvrages de référence sur Braque sont rares ou minces, les articles se réduisent à un point presque comique, notamment celui de l’Oxford Companion to Art (1970), qui tient en quinze lignes. Les travaux de ses six dernières années ne sont pas catalogués dans la série des catalogues raisonnés édités par Maeght : 7 volumes qui s'arrêtent en 1957, ce qui est symptomatique d'un climat général. Un quart des œuvres d'avant 1957, répertoriées en 1997 par l'historien d'art anglais John Golding (1930-2012), ne se retrouvent pas dans le catalogue raisonné de 1957. À Paris, une rétrospective s'est tenue à l'Orangerie en 1973, et une au musée national d'art moderne en 1982, et depuis, plus rien. Du moins pendant trente ans jusqu'à la rétrospective 2013 au Grand Palais. »
Comme il n'y a eu aucun catalogue raisonné intégral des œuvres de Braque, la multiplication de titres identiques pour des œuvres différentes, ou les titres différents pour désigner la même œuvre, rendent difficile l'exactitude absolue de la compilation. Certaines mensurations des tableaux diffèrent également d'un ouvrage à l'autre, et d'un musée à l'autre. La sélection ci-dessous, dans le doute, cite les deux versions.
C'est aux États-Unis que s'est tenue en 1997, à la Menil Collection (Houston), une sélection des œuvres de l'artiste, choisies par John Golding, qui a été présentée également à Londres cette même année. Le musée des beaux-arts de Houston coproduit la rétrospective 2013 au Grand Palais de Paris et l'accueillera ensuite du 16 février au 11 mai 2014.
Outre les références puisées dans les ouvrages cités en bibliographie, la liste des œuvres est en grande partie issue du catalogue de l'exposition de 1992 à la Fondation Gianadda, pour les lithographies, mais aussi des collections de tableaux et sculptures mises en ligne par les musées américains notamment : The Phillips Collection, le Metropolitan Museum of Art, le Philadelphia Museum of Art, l'Institut d'art de Chicago, les musées anglais Tate Gallery de Londres, par le site Athenaeum (devenu inaccessible actuellement), le catalogue de l'historien d'art John Golding, et le catalogue de la rétrospective Braque 2013-2014, de la Réunion des musées nationaux et du Grand Palais des Champs-Élysées.

## Période post-impressionniste

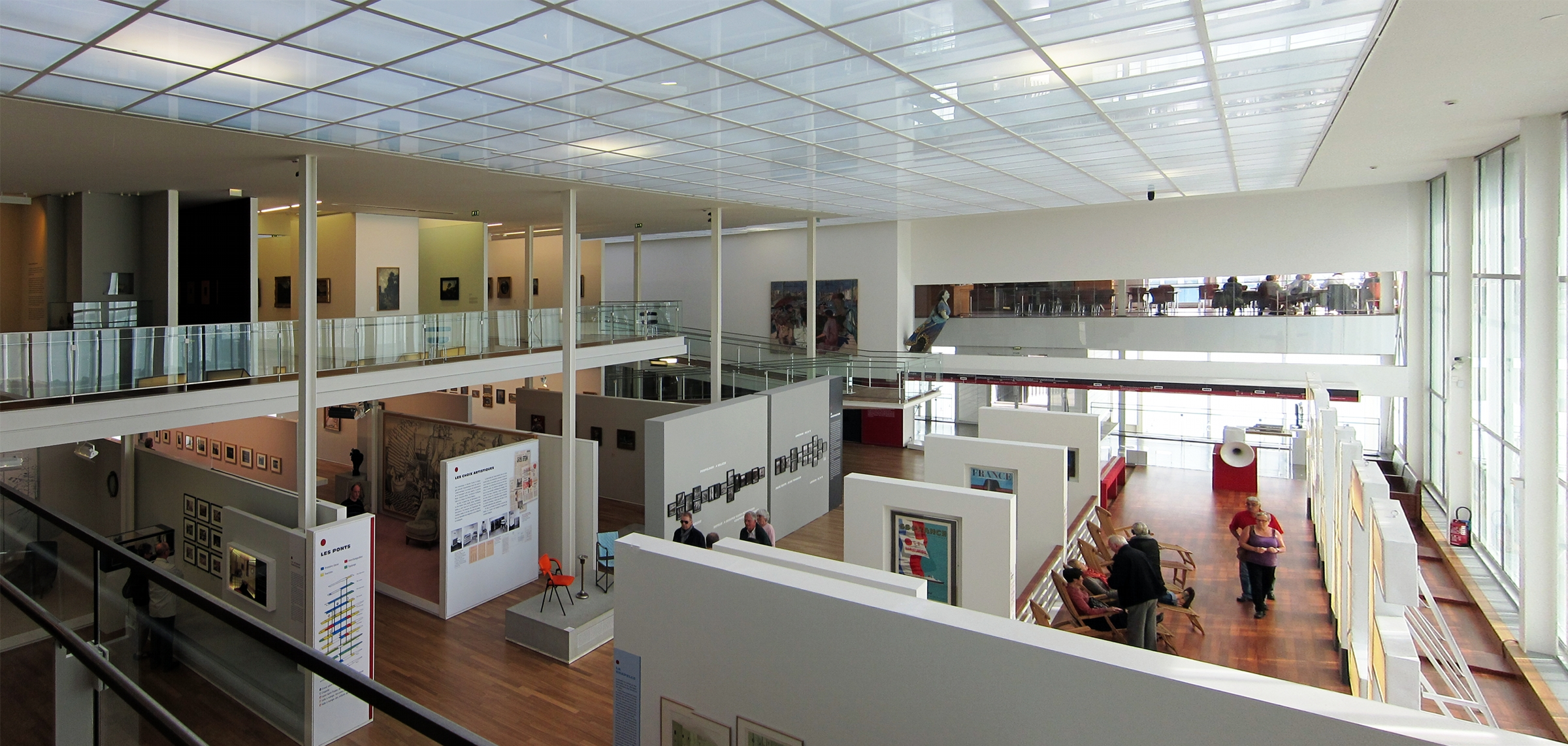
Intérieur du musée d'art moderne André-Malraux, au Havre, où s'est tenue l'exposition « Braque : l'espace », du 21 mars au 21 juin 1999

- 1900, Paysage d'Harfleur, huile sur carton (46 × 34,5 cm), collection Mme et M. Claude Laurens en 1992[4]. Le tableau a peut-être changé de localisation depuis 1992
  - La Grand-mère de l'artiste, huile sur toile (61 × 50 cm), collection particulière[5], collection Mme et M. Claude Laurens en 1992[6]. Le tableau a peut-être changé de localisation depuis 1992
  - Le Parc Monceau, collection privée[7].
- 1902, Marine, huile sur toile (61 × 50 cm), collection particulière[8]
- 1903, Portait de femme, huile sur toile (55 × 46 cm)
- Début 1905, La Côte de Grâce à Honfleur, huile sur toile (50 × 62 cm), musée d'art moderne André-Malraux (Le Havre)[9]
- 1905 : Paysage, lavis sur carton (24,9 × 32,7 cm)[10]
  - Mât dans le port d'Anvers, huile sur toile (46,5 × 38,4 cm)[10]
- 1906, L'Estaque, le port de La Ciotat, huile sur toile (50 × 60 cm), Centre national d'art et de culture Georges-Pompidou[11]

## Période fauve, 1905-1907
- 1905, Le Port d'Anvers (50,5 × 61,5 cm), Kunstmuseum (Bâle)

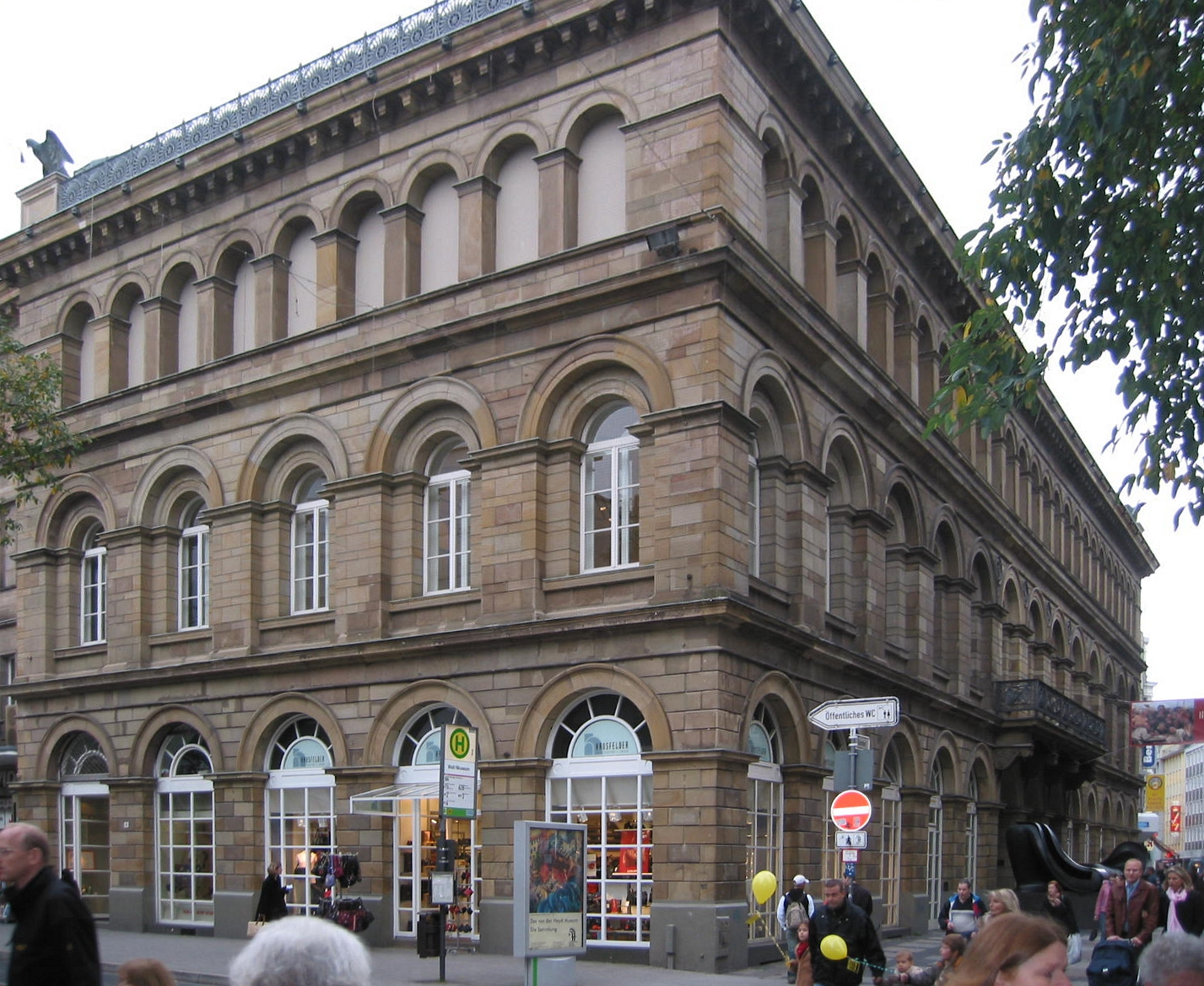
Von der Heydt Museum (Wuppertal)

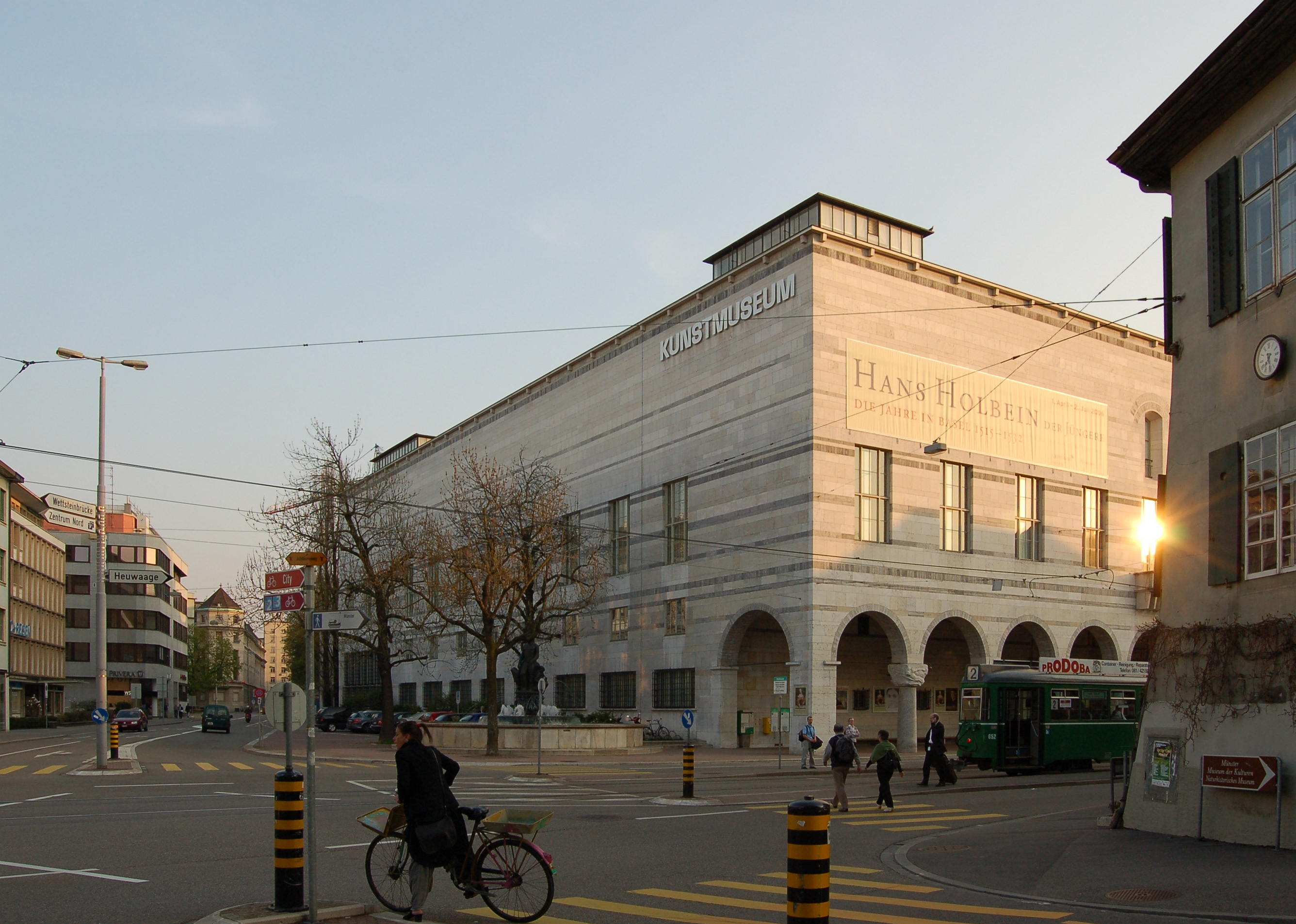
Kunstmuseum (Bâle)

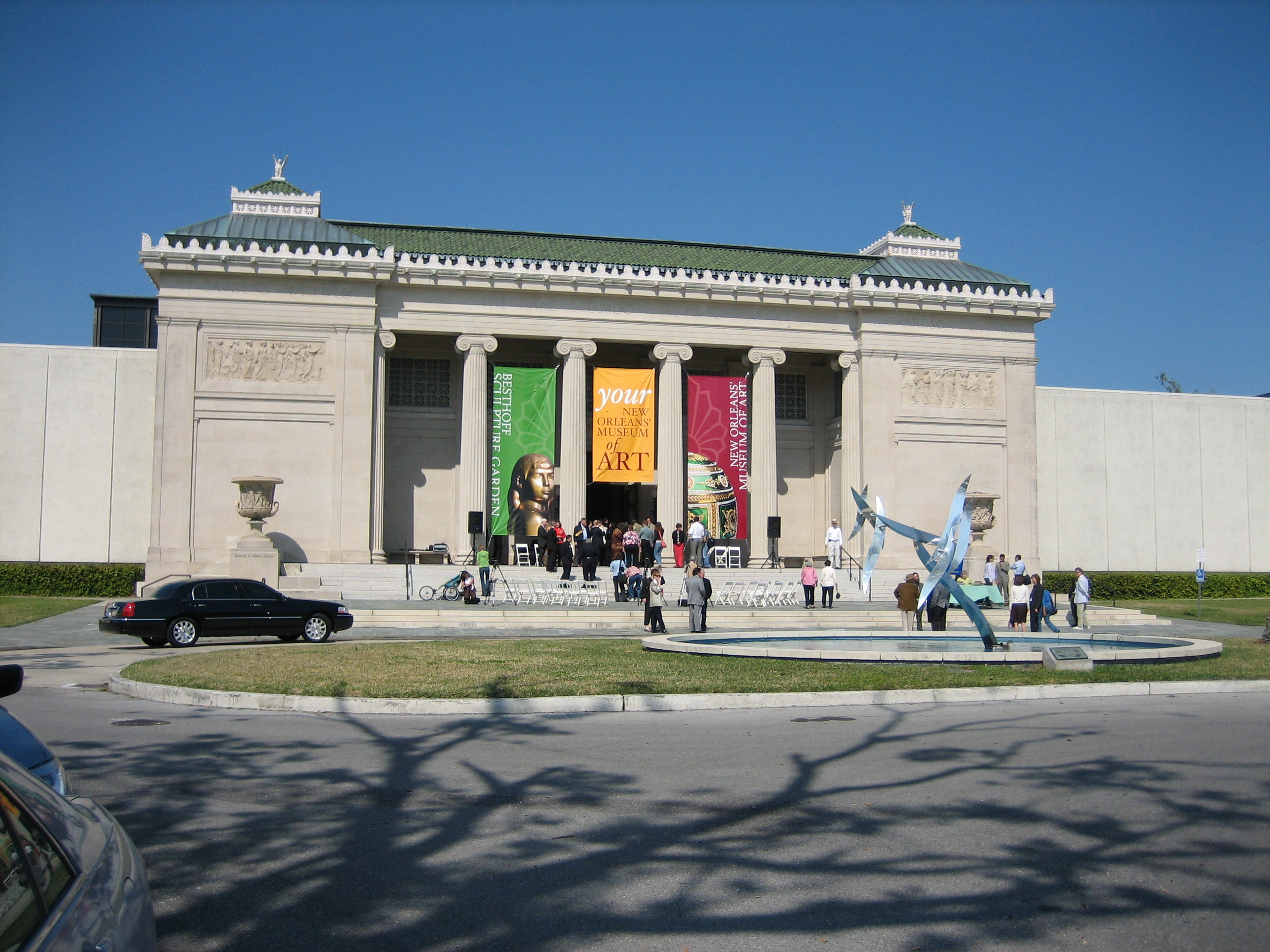
Musée d'art de La Nouvelle-Orléans

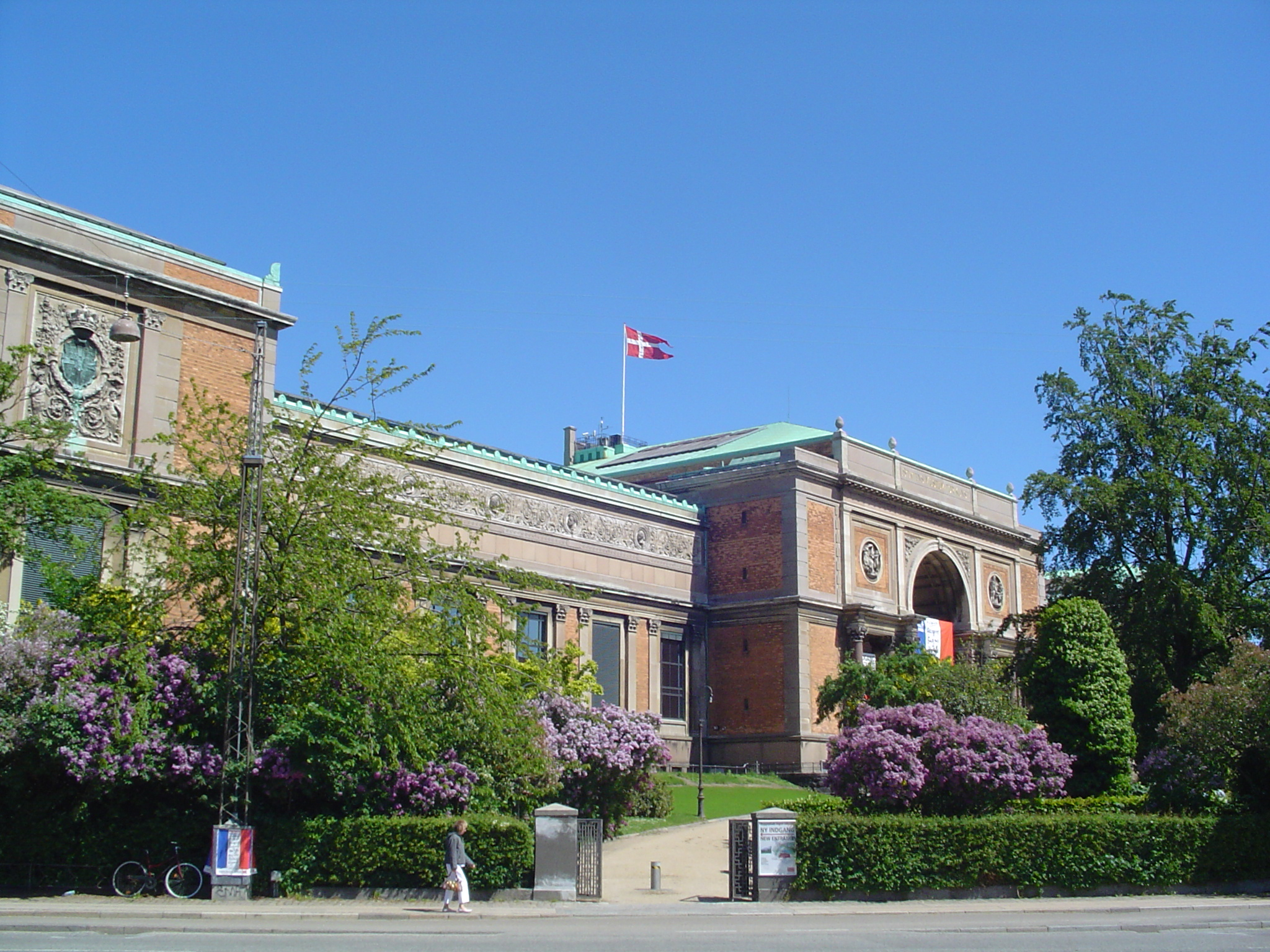
Statens Museum for Kunst (Copenhague)

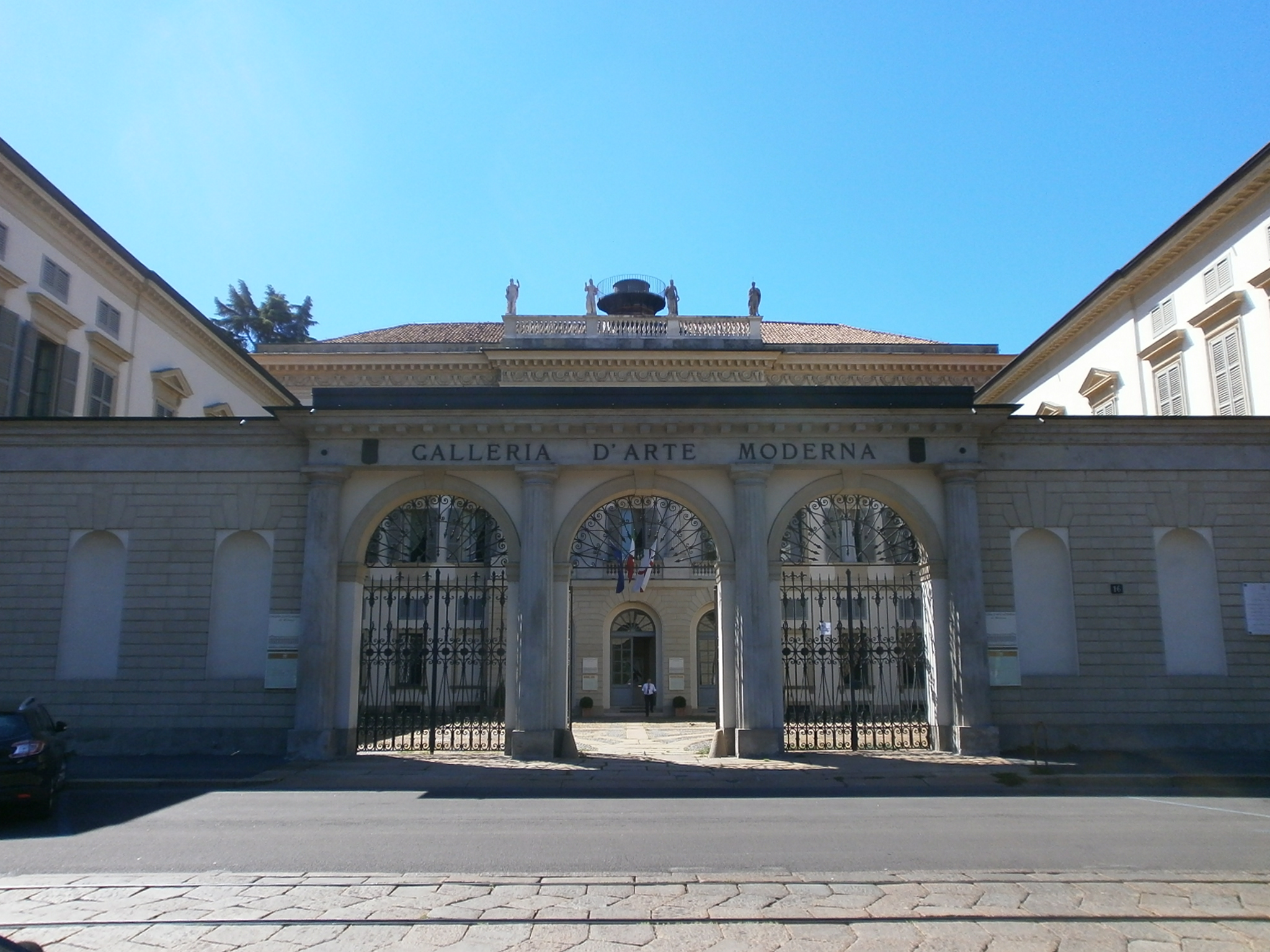
Galerie d'art moderne de Milan

  - Bateau à quai, Le Havre (54 × 65 cm), Museum of Modern Art (New York), voir le tableau exposé en 2009 au Musée des beaux-arts de Bordeaux
- 1905-1906, L'Olivier près de l'Estaque (50 × 61 cm), huile sur toile, Musée d'art moderne de la ville de Paris (France)[12]
- 1906, Anvers (Antwerp), huile sur toile (59,7 × 73 cm), collection privée, Aperçu d’Anvers
  - La Baie d'Anvers, huile sur toile (50 × 61 cm), collection privée, La Baie d'Anvers
  - Anvers, le mât, lavis sur carton (24,9 × 32,7 cm), Centre national d'art et de culture Georges-Pompidou, répertorié sur le site du Centre Georges-Pompidou virtuel, inventaire du Centre Georges-Pompidou
  - Paysage à L'Estaque II, autre titre (?) L'Estaque, la route avec deux personnages, huile sur toile (60 × 73 cm), Centre Georges-Pompidou (Paris)[13]
  - L'Estaque, le port de La Ciotat, huile sur toile (50 × 60 cm), Centre national d'art et de culture Georges-Pompidou[11]
  - Paysage II, lavis sur carton (24,9 × 32,7 cm), Centre Georges-Pompidou (Paris)
  - Mât dans le port d'Anvers, huile sur toile (46,5 × 38,4 cm)[14]
  - Le Port d'Anvers (38 × 46 cm), Von der Heydt Museum (Wuppertal)[9]
  - Le Port d'Anvers, huile sur toile (49,8 × 61,2 cm), acquis en 1951 par le Musée des beaux-arts du Canada (Ottawa), Le Port d'Anvers
  - Le Bateau blanc, huile sur toile (38,5 × 46,5 cm), Fridart Foundation[15]
  - Le Canal Saint-Martin, huile sur toile (50 × 62 cm), collection Alain Delon[16]
  - Le Canal Saint-Martin II, huile sur toile (50,2 × 61 cm), collection privée, Le Canal Saint-Martin II
  - Mât dans le port d'Anvers, huile sur toile (46,5 × 38,4 cm), Centre Georges-Pompidou[10]
  - Mât dans le port d'Anvers II, huile sur toile (48 × 35,5 cm), collection privée, Mât dans le port d'Anvers II
  - La Baie d'Anvers, huile sur carton (50 × 61 cm), collection privée, La Baie d'Anvers
  - Paysage à l’Estaque (60,3 × 72,7 cm), Institut d'art de Chicago, Paysage à L'Estaque de Chicago
  - Anvers, huile sur toile (59,7 × 73 cm), Institut d'art de Chicago
  - Le Port de L'Estaque (50 × 61 cm), collection privée (Londres)[17]
  - Le Port de L'Estaque (37 × 46 cm), collection privée[18]
  - Le Port de L'Estaque (60,5 × 73 cm), Statens Museum for Kunst (Copenhague)[19]
  - Grands arbres à L'Estaque (80 × 75 cm), Museum of Modern Art (New York), voir Les Grands Arbres
  - L'Estaque, le Port de La Ciotat, huile sur toile (50 × 60 cm), Centre national d'art et de culture Georges-Pompidou[11]
  - L’Estaque, huile sur toile (46 × 55 cm), musée national d’art moderne, Centre Georges-Pompidou[20]
  - L'Estaque, huile sur toile (50 × 60 cm), musée national d’art moderne, Centre Georges-Pompidou[18]
  - L'Estaque, huile sur toile (60 × 73,5 cm), musée national d’art moderne, Centre Georges-Pompidou[21], L'Estaque III
  - L'Estaque (L'embarcadère), huile sur toile (38,5 × 46 cm), musée national d’art moderne, Centre Georges-Pompidou
  - Paysage à L'Estaque, marine, huile sur toile (59 × 72,4 cm), musée Thyssen-Bornemisza (Madrid), Paysage à L'Estaque, marine
  - Paysage à L'Estaque, huile sur toile (48 × 59 cm), musée national d’art moderne, Centre Georges-Pompidou[22]
  - Paysage à L'Estaque, huile sur toile (37 × 46 cm), musée national d’art moderne, Centre Georges-Pompidou[23]
  - Paysage à L'Estaque, huile sur toile (50 × 61 cm), musée national d’art moderne, Centre Georges-Pompidou[24]
  - Bateaux sur la plage, huile sur toile (49,53 × 69,85 cm), musée d'art du comté de Los Angeles, Bateaux sur la plage
  - Automne 1906, L’Estaque, huile sur toile (60 × 73,5 cm), musée national d’art moderne, Centre Georges-Pompidou[20]
  - Bateaux sur la plage de L'Estaque, huile sur toile (38,1 × 46 cm), Bateaux sur la plage de L'Estaque
  - Paysage près d'Anvers, huile sur toile (60 × 81 cm), musée Solomon R. Guggenheim (New York), Paysage près d'Anvers
- 1906-1907, La Maison derrière les arbres (37,5 × 46 cm), Metropolitan Museum of Art (New York), voir La Maison derrière les arbres
  - Paysage à l’Estaque (50 × 61 cm), musée national d’art moderne, Centre Georges-Pompidou[20]
  - Paysage à L'Estaque, huile sur toile (60 × 73 cm), Musée national d'art moderne, Centre Georges-Pompidou (Paris), en dépôt au Musée de l'Annonciade, Saint-Tropez[25]
  - Paysage à L'Estaque, huile sur toile (60,3 × 72,7 cm), Institut d'art de Chicago[22], L'Estaque de Chicago
  - Paysage à L'Estaque I, huile sur toile (60,8 × 50,3 cm), musée d'art de La Nouvelle-Orléans, L'Estaque de La Nouvelle-Orléans
- 1907, Oliviers à La Ciotat (Olive Trees), huile sur toile (38,1 × 48,2 cm), Worcester Art Museum, Worcester (Massachusetts), Oliviers de La Ciotat
  - Port Miou, huile sur toile (50 × 61 cm), Galerie d'art moderne de Milan (Italie), (Port Miou est une calanque de Cassis), Port Miou
  - Paysage à La Ciotat (71,7 × 59,4 cm), Museum of Modern Art, voir Paysage à La Ciotat
  - Maison sur la colline, huile sur toile (46 × 38 cm), collection particulière (Genève)[26]
  - Femme nue assise, huile sur toile (55,5 × 46,5 cm), Centre Georges-Pompidou (Paris), musée national d'art moderne, descriptif Femme nue assise
  - Femme nue assise de dos, huile sur toile (55 × 46 cm), Centre Georges-Pompidou (Paris)[27]
  - Le Golfe des Lecques, huile sur toile (38 × 46 cm), musée national d'art moderne, Centre Georges-Pompidou (Paris)[28]
  - Nu assis, huile sur toile (61 × 50 cm), collection Samir Traboulsi[29]
  - Le Port de La Ciotat, huile sur toile (50,8 × 60,3 cm), musée d'art de La Nouvelle-Orléans[30]
  - Paysage à L'Estaque, huile sur toile (37 × 46 cm), musée d'art moderne de Troyes[31]
  - Paysage de La Ciotat, huile sur toile (71,7 × 59,4 cm), MoMA, Paysage de La Ciotat
  - La Petite Baie de La Ciotat, huile sur toile (60,3 × 72,7 cm), musée national d'art moderne[32]
  - Campagne à La Ciotat, huile sur toile (38 × 46 cm), musée fédéral de Rhénanie-du-Nord-Westphalie (Düsseldorf)
  - L'Olivier, huile sur toile (63 × 73 cm), collection privée, L'Olivier, 1907
  - Viaduc de L'Estaque, huile sur toile (65,1 × 81 cm), Minneapolis Institute of Arts (Minnesota, États-Unis), Viaduc à L'Estaque, également cité sur Artcyclopedia
- 1908, Le Viaduc à L'Estaque II, (deuxième version), huile sur toile (72,5 × 59 cm), Centre Georges-Pompidou (Paris), Notice

## Cubisme analytique, 1907 à 1912

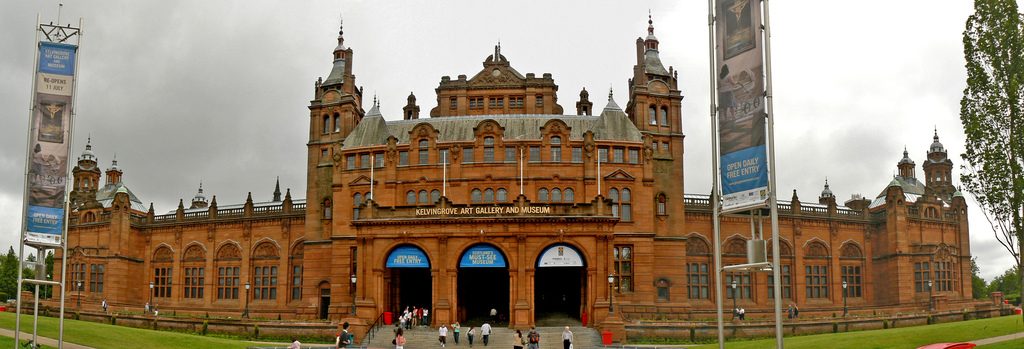
Kelvingrove Art Gallery and Museum (Glasgow).

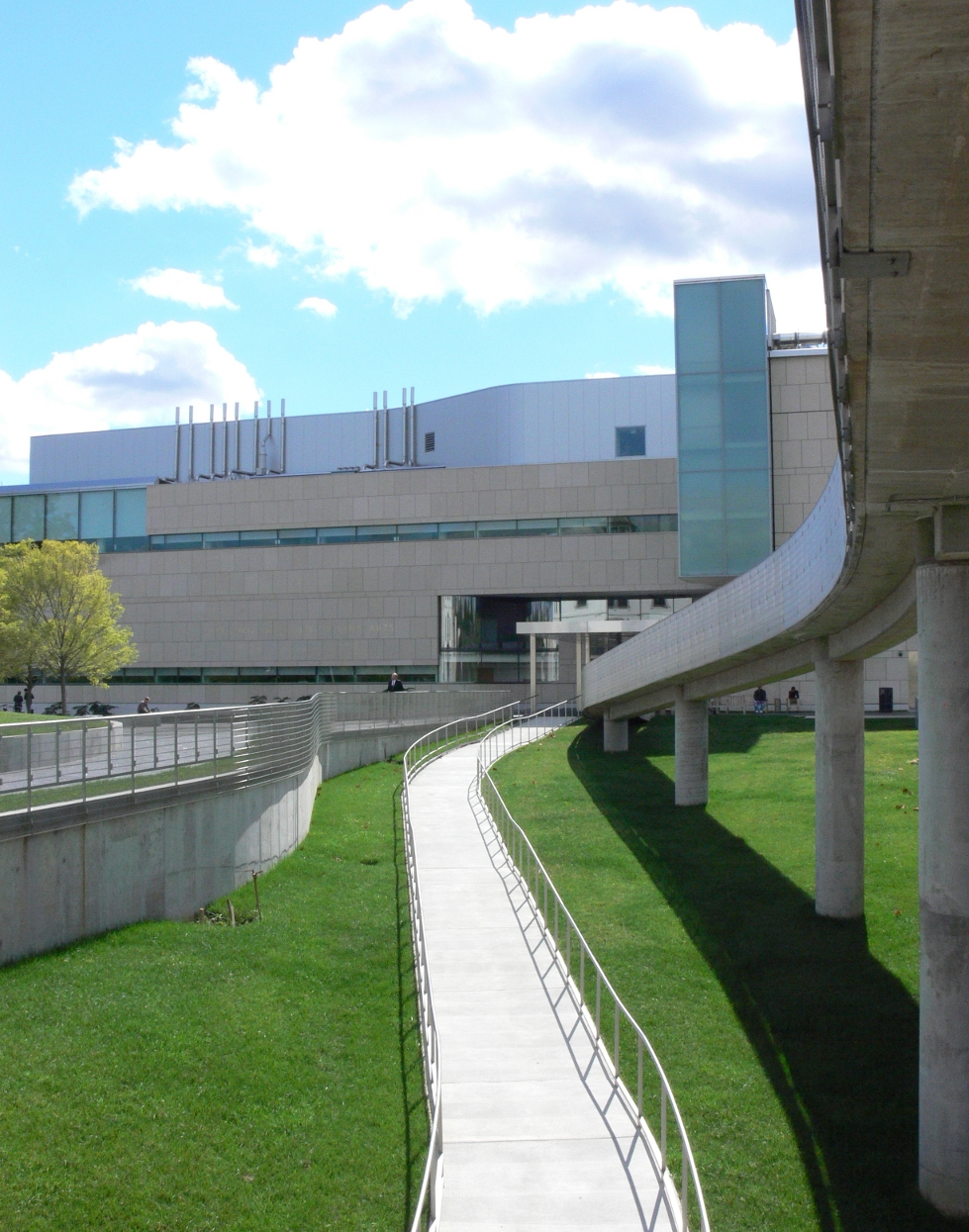
Virginia Museum of Fine Arts, Richmond (Virginie).

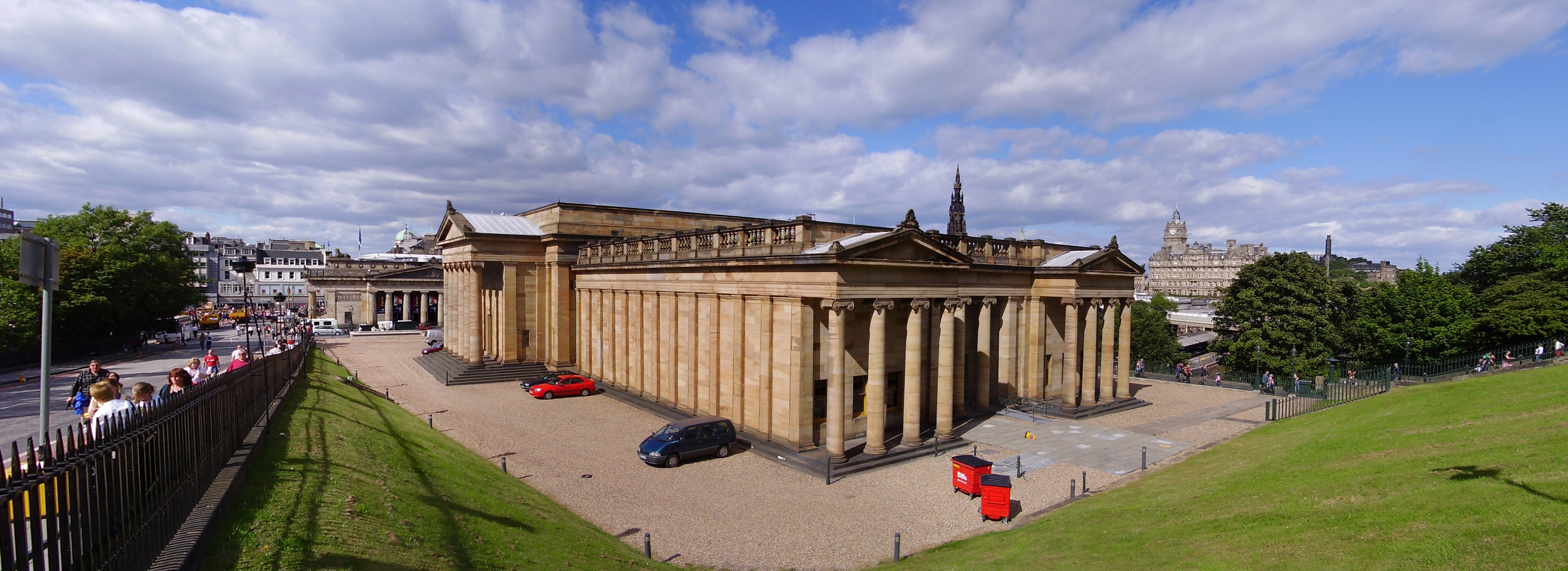
Galerie nationale d'Écosse (Édimbourg)

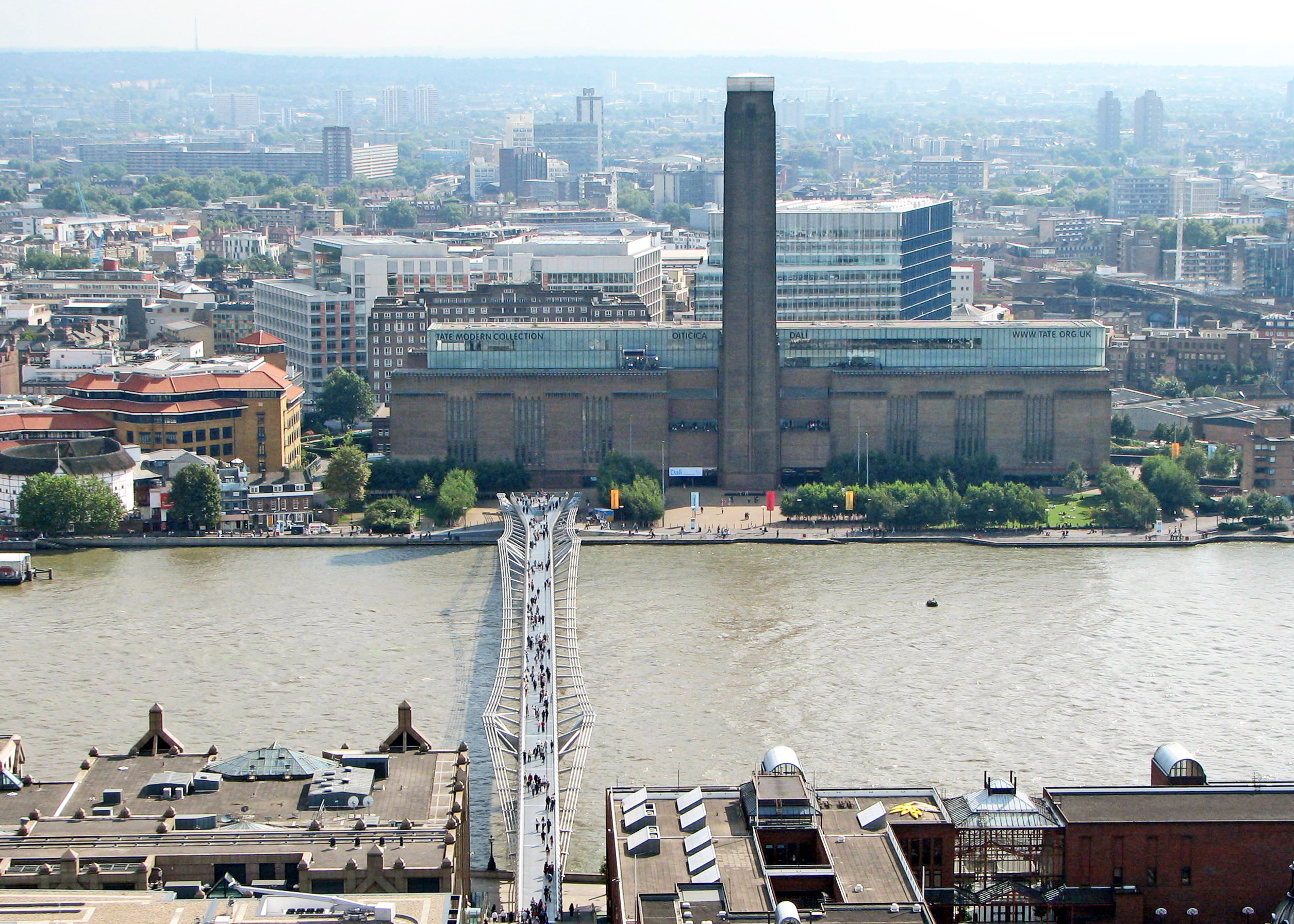
Tate Modern, Londres et le Millenium Bridge.

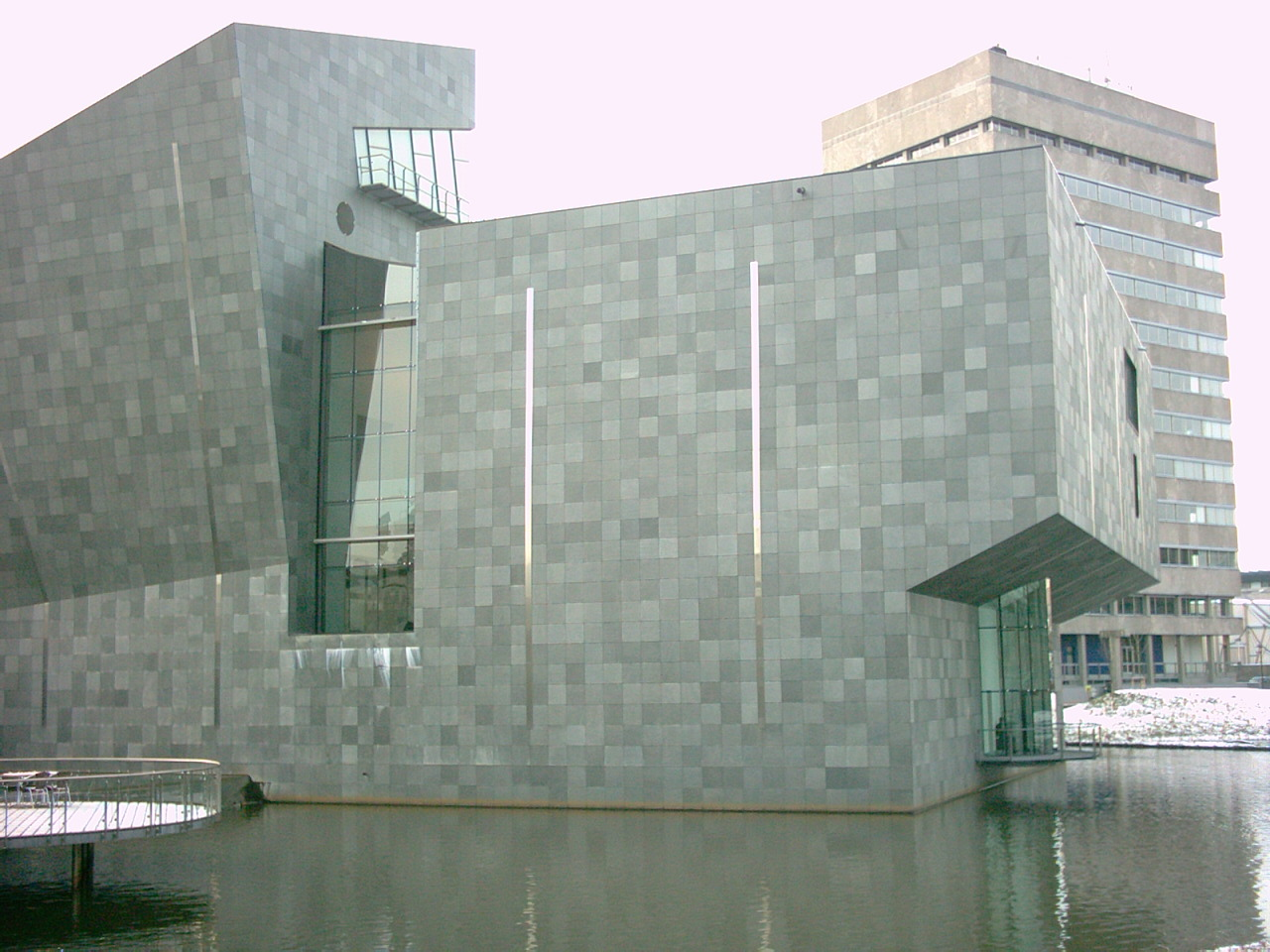
Aile moderne du Musée van Abbe de Eindhoven, accueillant les œuvres d'art moderne

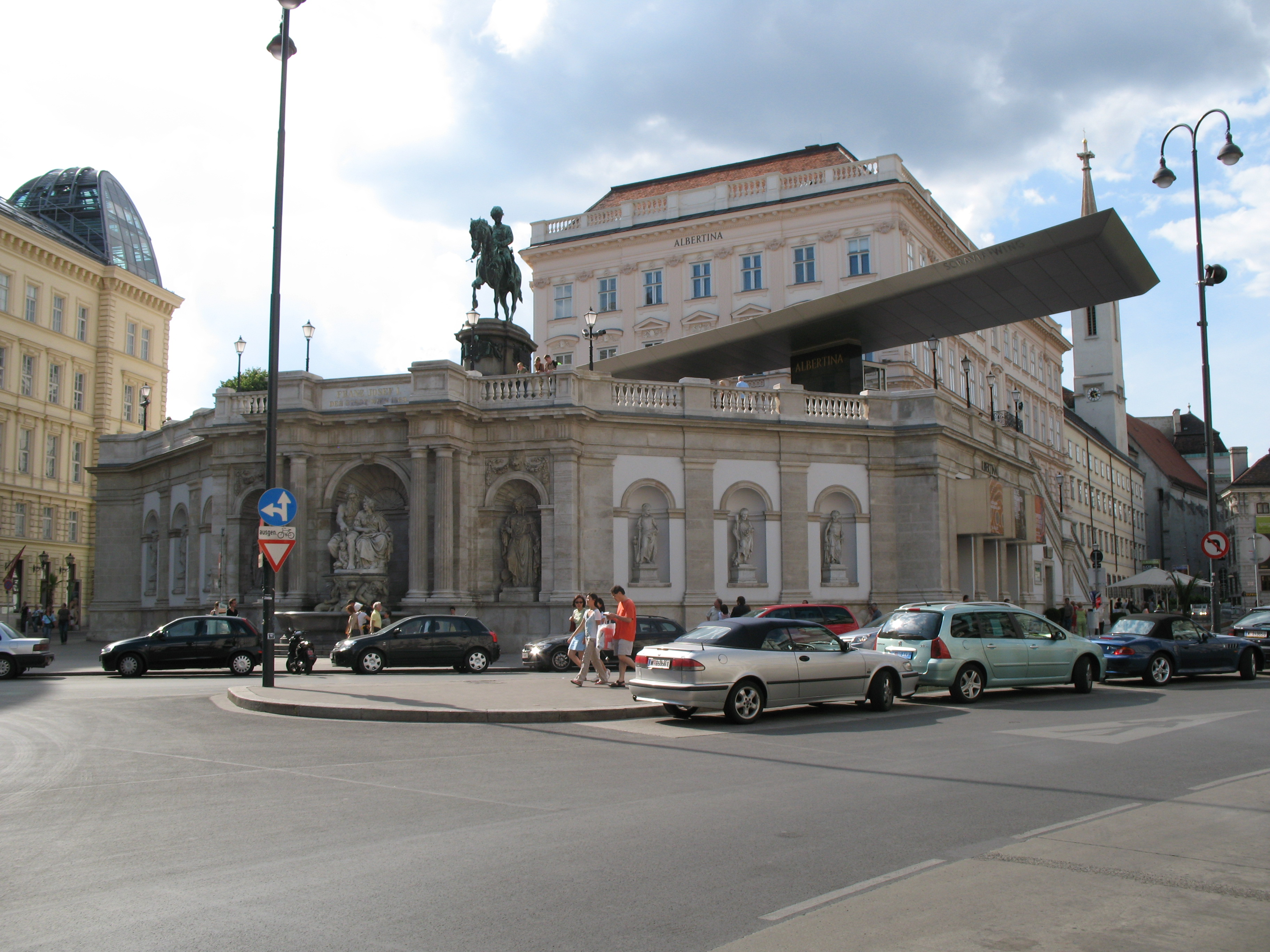
Musée Albertina (Vienne, Autriche)

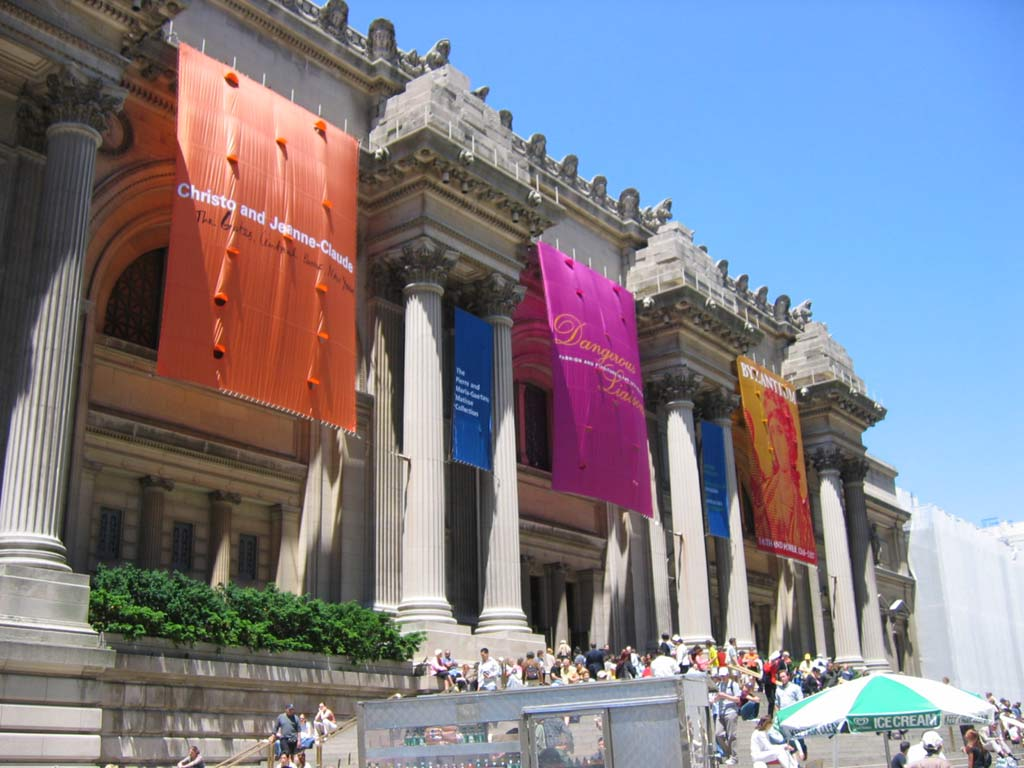
Metropolitan Museum of Art

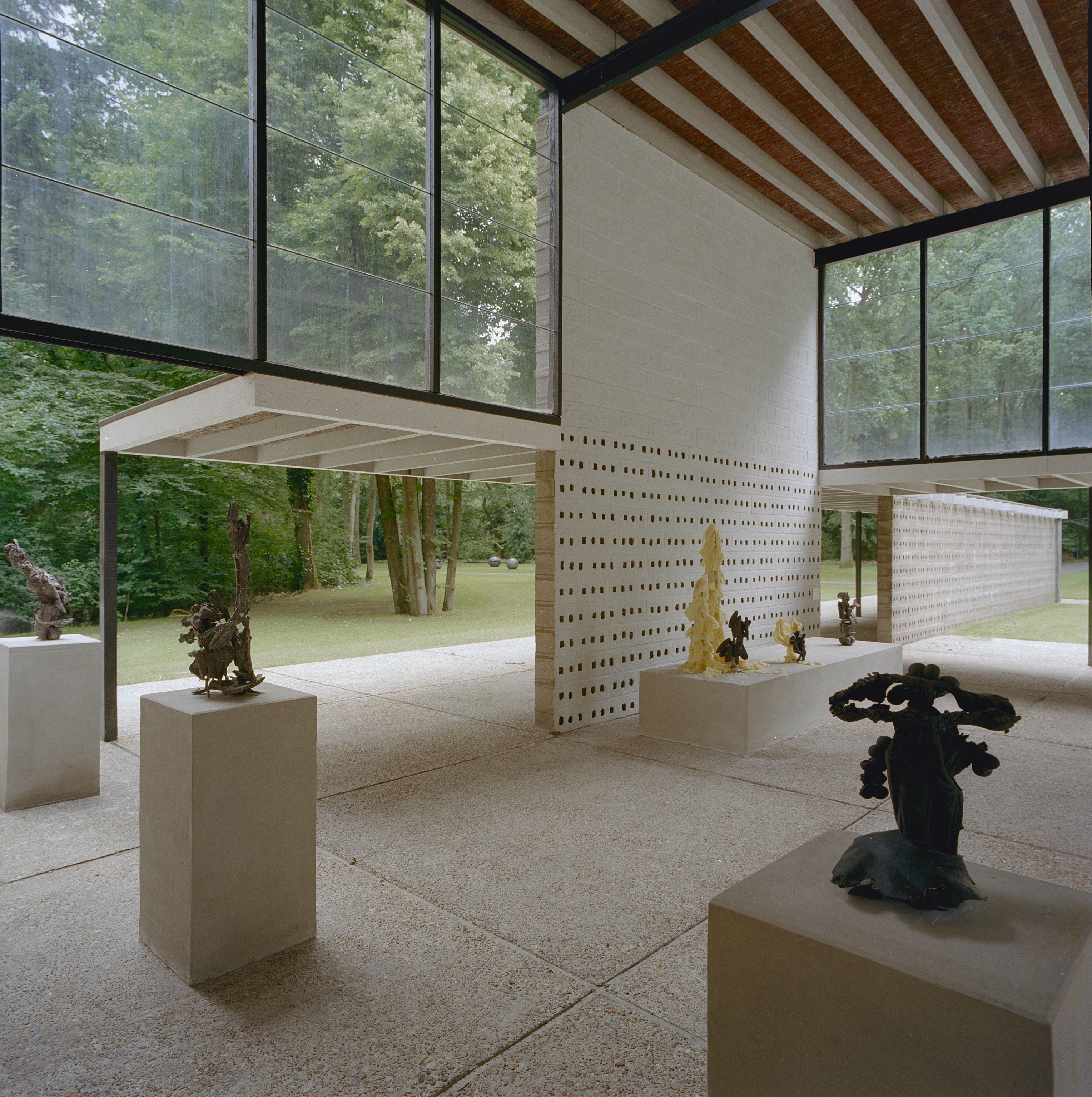
Intérieur du musée Kröller-Müller (Otterlo, Pays-Bas)

Lille Métropole Musée d'art moderne, d'art contemporain et d'art brut

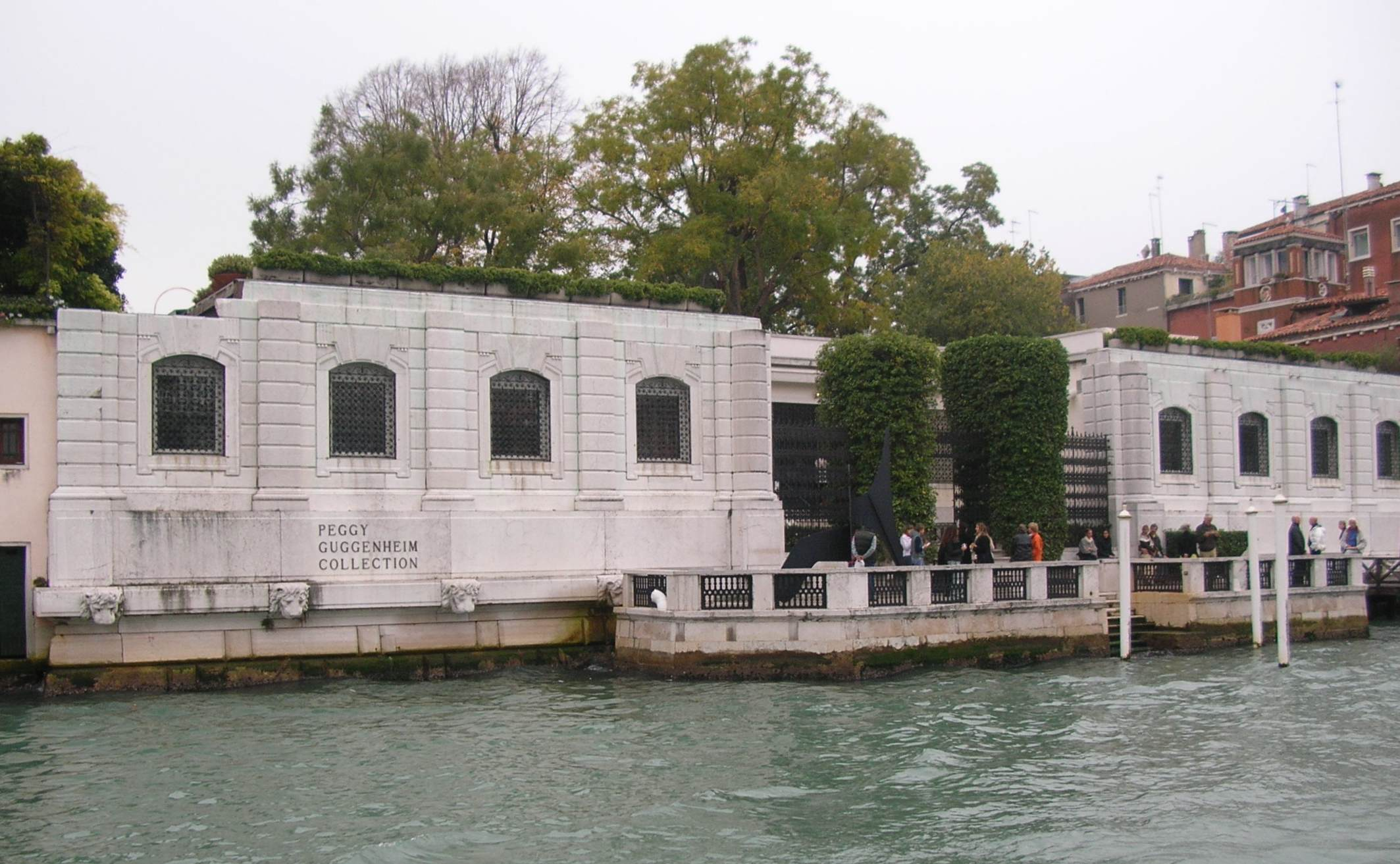
Collection Peggy Guggenheim (Venise)

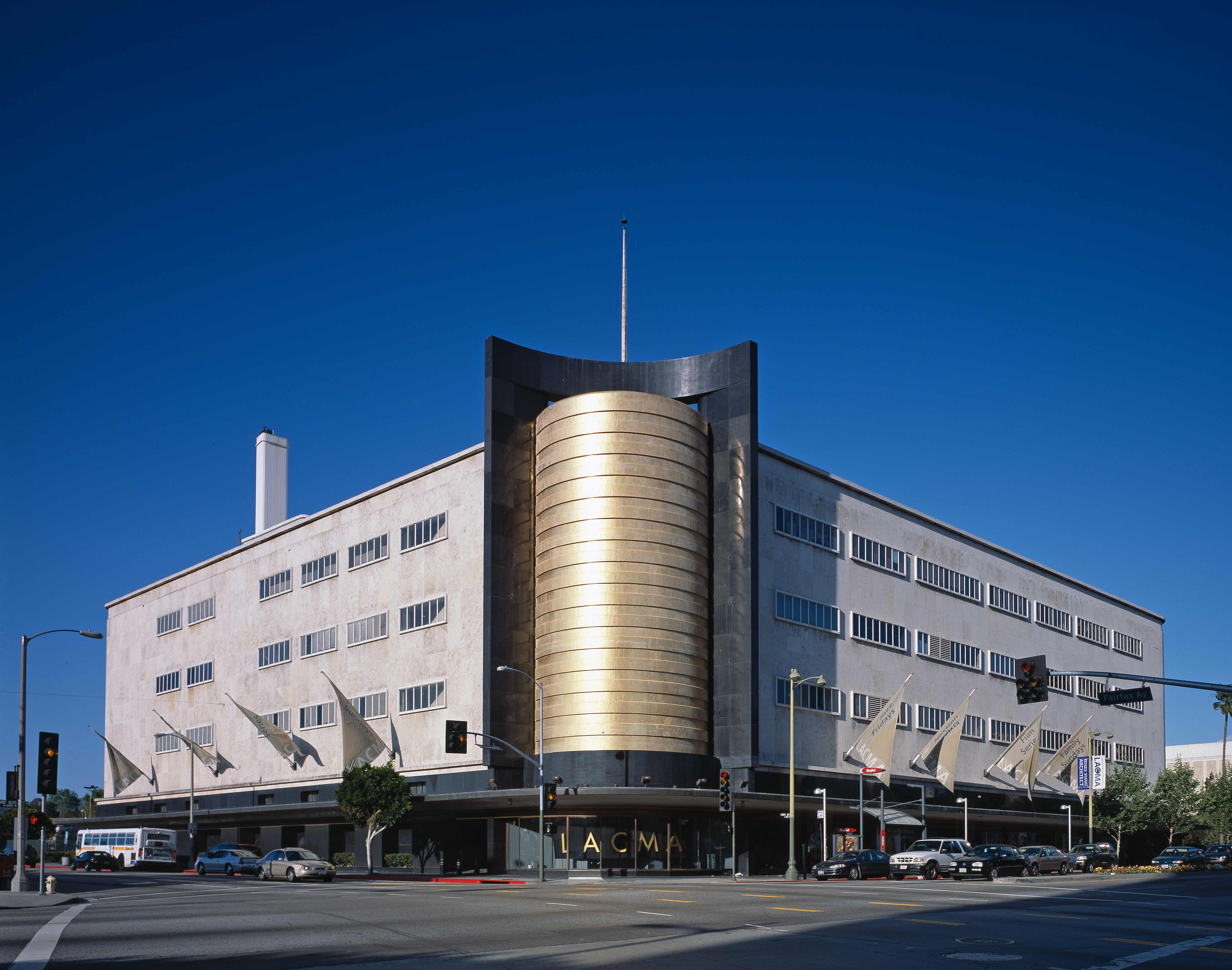
Musée d'art du comté de Los Angeles

### 1907-1910

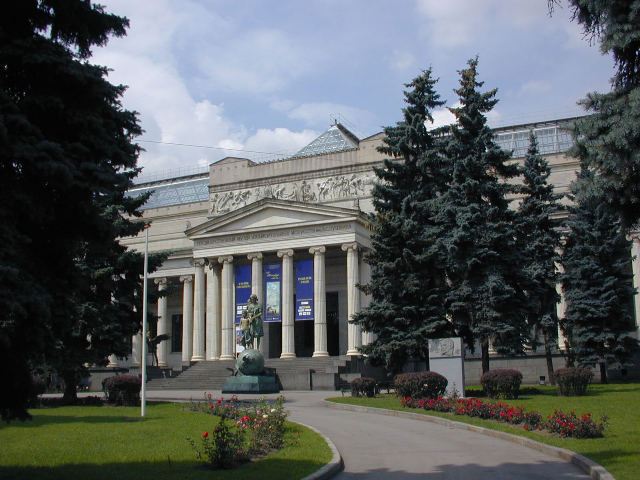
Musée des beaux-arts Pouchkine (Moscou).

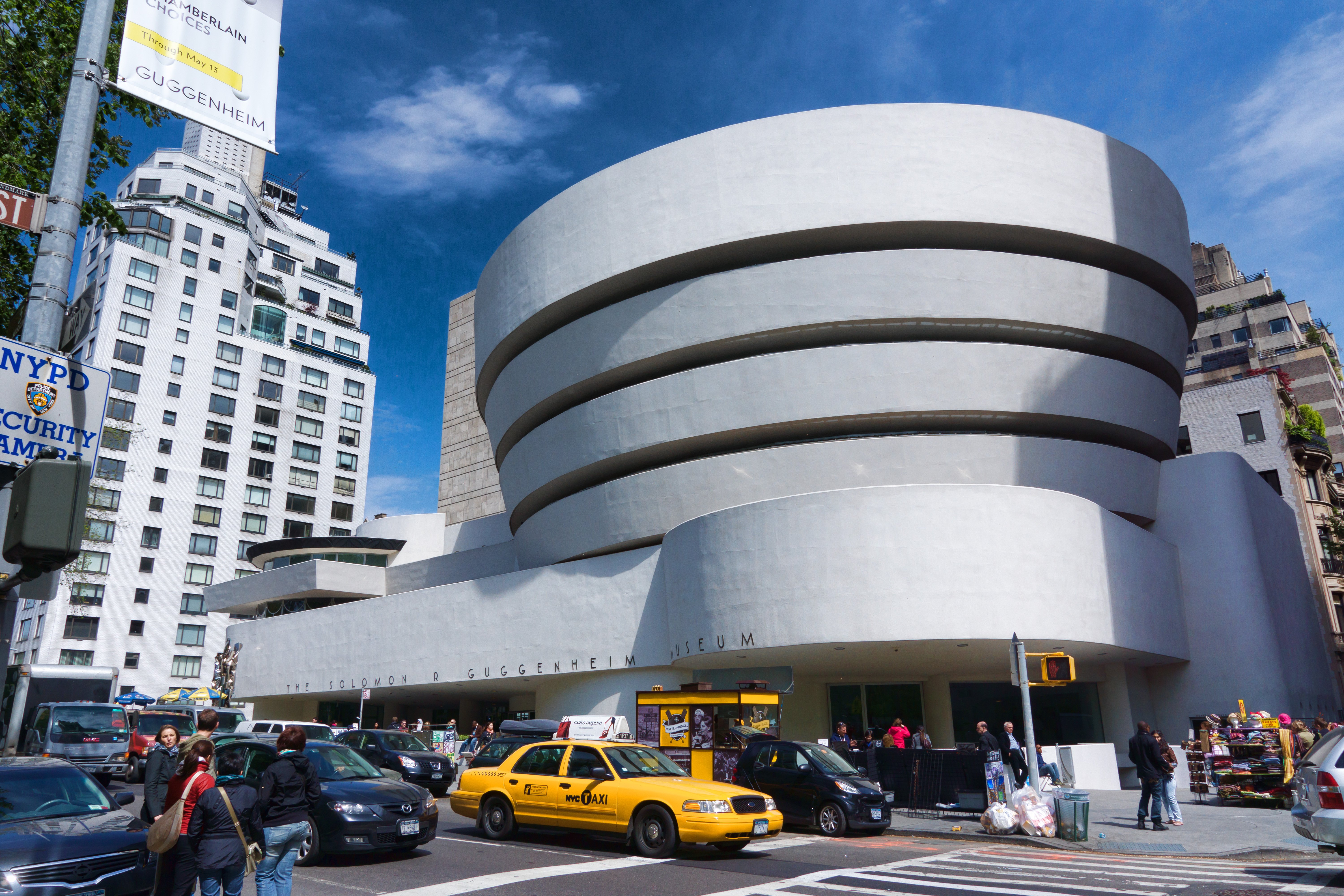
Musée Solomon R. Guggenheim (New York)

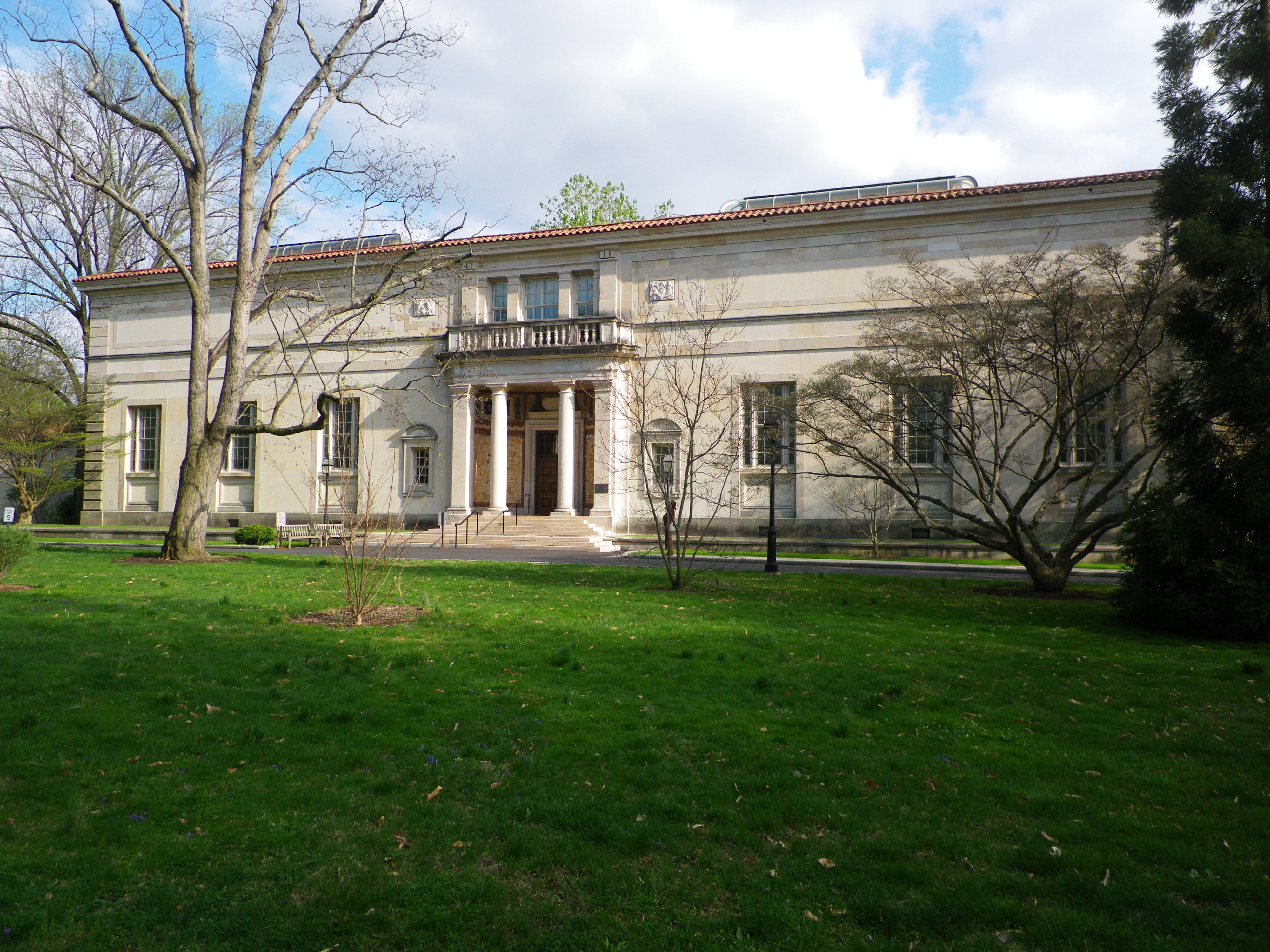
The Barnes Foundation, Merion (Pennsylvanie, États-Unis)

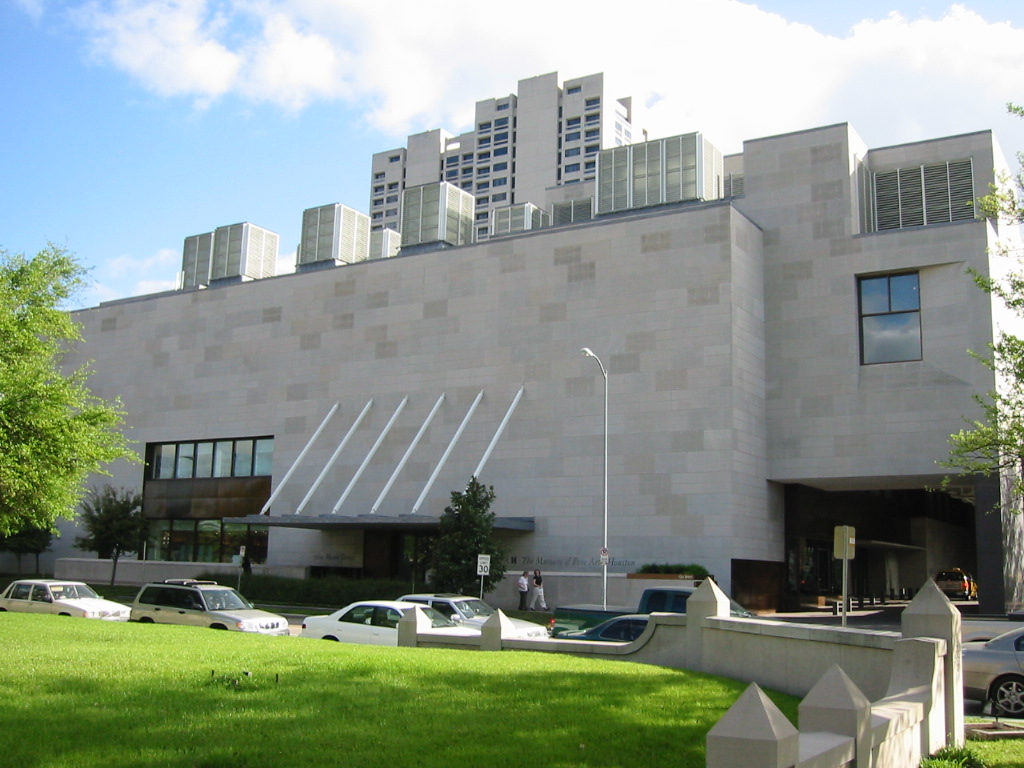
Musée des beaux-arts (Houston)

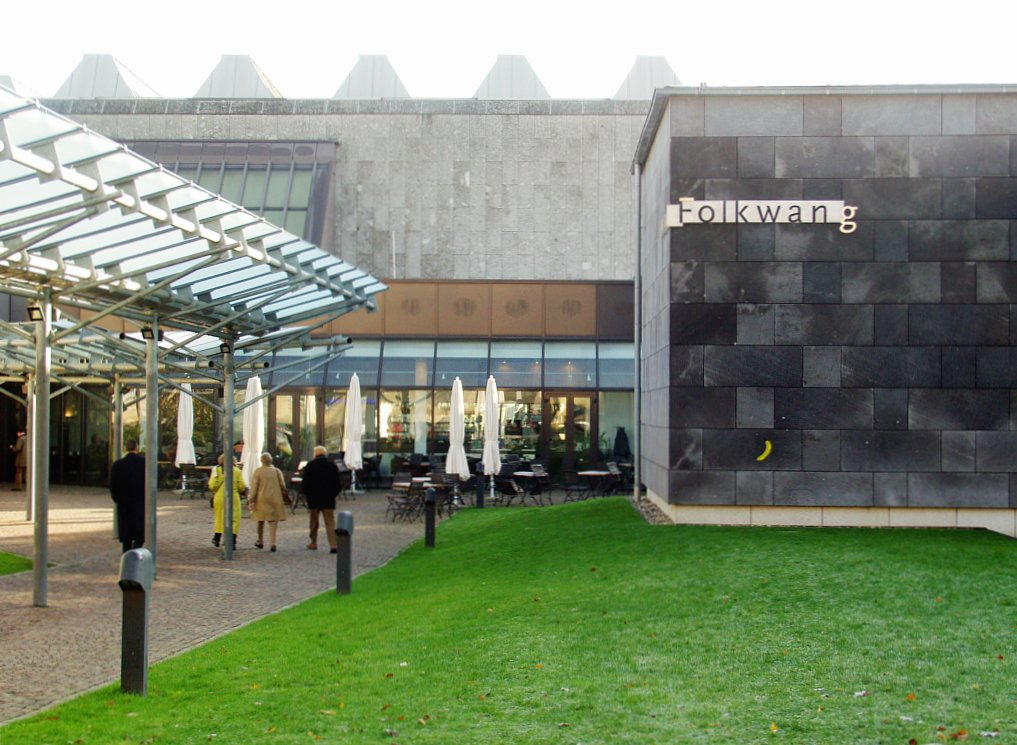
Musée Folkwang (Essen)

- 1907, La Femme, encre sur papier, localisation inconnue[33]
  - Viaduc à l'Estaque, première version, huile sur toile (65,1 × 81 cm), Minneapolis Institute of Art[34] (image non accessible)
  - Le Viaduc de L'Estaque, huile sur toile (65 × 81 cm), collection privée (New York)[33]
  - Terrasse à l'hôtel Mistral, huile sur toile (81 × 61 cm), collection privée (New York)[35]
- 1907-1908, Nu debout, encre sur papier (31 × 20 cm)[36]
  - Le Grand Nu, huile sur toile (140 × 100 cm), Centre national d'art et de culture Georges-Pompidou, dation Alex Maguy-Glass, 2002. Villeneuve-d'Ascq[37]
  - Maisons à l'Estaque, huile sur toile (46 × 55 cm), collection privée[38]
- 1908, Le Viaduc de L'Estaque, huile sur toile (73 × 60 cm), collection privée[33]
  - Le Viaduc à L'Estaque, huile sur toile (72 × 59 cm), Centre Georges-Pompidou (Paris)[39]
  - Le Viaduc de L'Estaque 3, huile sur toile (73 × 60 cm), musée d'art de Tel Aviv, Le Viaduc de L'Estaque 3
  - Arbres à L'Estaque I, huile sur toile (80,4 × 60 cm), collection Leonard Lauder (The Leonard A. Lauder Cubist Trust)[40], dont on annonçait la donation en avril 2013, au Metropolitan Museum of Art (New York), dans le New York Times, donation Lauder
  - Arbres à L'Estaque II, huile sur toile (73 × 60 cm), collection Leonard Lauder (The Leonard A. Lauder Cubist Trust)[40], dont on annonce la donation en avril 2013, au Metropolitan Museum of Art (New York), dans le New York Times, donation Lauder
  - Arbres à L'Estaque III, huile sur toile (72 × 58 cm), Tate Modern, Londres, Arbres à L'Estaque 3
  - Route à L'Estaque, huile sur toile (48 × 38 cm), musée national d'art moderne (Paris)[38]
  - Terrasse à L'Estaque, huile sur toile (41 × 33 cm)[41], Terrasse à L'Estaque
  - La Terrasse à L'Estaque, huile sur toile (41,5 × 33,5 cm), musée national d'Art moderne, Paris
  - La Baie de L'Estaque, huile sur toile (33 × 41 cm)[42]
  - Les Toits d'usine à L'Estaque, huile sur toile (73 × 60 cm)[43]
  - Chemin à L'Estaque, huile sur toile (46 × 38 cm)[43]
  - Paysage à L'Estaque, huile sur toile (73 × 60 cm), Kunstmuseum (Bâle)[44]
  - Route près de l'Estaque, huile sur toile (60,3 × 50,2 cm), Museum of Modern Art (New York)[45] Route près de l'Estaque, MoMA
  - Maisons à l'Estaque, huile sur toile (60 × 73 cm), Musée des beaux-arts de Berne[38]
  - Maisons et arbre, huile sur toile (40 × 32 cm), Musée d'art moderne du Nord (Lille)[38]
  - Chemin à L'Estaque I, huile sur toile (48 × 18 cm)[44]
  - Chemin à L'Estaque II, huile sur toile (48 × 18 cm)[43], les deux tableaux de même date, même titre, même dimension, présentent un traitement différent (localisation inconnue)
  - Chemin à L'Estaque III, huile sur toile (46 × 38 cm), collection privée, Chemin à L'Estaque III
  - Arbres à L'Estaque, huile sur toile (72 × 59 cm), Statens Museum for Kunst (Copenhague)[46]
  - Le Métronome, huile sur toile (41 × 33 cm), Statens Museum for Kunst (Copenhague)[47]
  - Les Instruments de musique, huile sur toile (50 × 61 cm), Centre Georges-Pompidou (Paris), Les Instruments de musique
  - Cafetière et pichet, huile sur toile (46 × 38 cm), Neue Staatsgalerie (Stuttgart)[47]
  - Le Compotier, huile sur toile (54 × 65 cm), Moderna Museet (Stockholm)[48]
  - Broc et trois bouteilles, huile sur toile (46 × 38 cm), Stedelijk Museum (Amsterdam)[49]
  - Serviette, couteau et poires, huile sur toile (22 × 27 cm), The Barnes Foundation (Merion, Pennsylvanie, États-Unis)[50], Serviette, couteau et poires
  - Compotier et assiette, huile sur toile (46 × 55 cm)[51]
  - Cinq bananes et deux poires, huile sur toile (24 × 33 cm), Centre Georges-Pompidou (Paris), Descriptif
  - Maison La Roche-Guyon, huile sur toile (46 × 48 cm)[52]
  - Maison La Roche-Guyon, huile sur toile (65 × 54 cm), Galerie d'art de Nouvelle-Galles du Sud (Sydney, Australie)[53]
- 1909, Petit Port en Normandie, huile sur toile (81,1 × 80,5 cm), Institut d'art de Chicago[50], Le Port en Normandie
  - Route de L'Estaque, huile sur toile (65 × 54 cm), musée national d'art moderne[45]
  - Le Port, hiver, huile sur toile (40,6 × 48,2 cm), National Gallery of Art (Washington)[54]
  - Nature morte avec broc, bouteille et citron, huile sur toile (46 × 38 cm), Stedelijk Museum (Amsterdam)[55]
  - Paysage des carrières Saint-Denis (41 × 33 cm), musée national d’art moderne (Paris)[56]
  - Le Broc (41 × 33 cm), Barnes Foundation (Merion, Philadelphie, Pennsylvanie)[49], Le Broc
  - Verres, huile sur toile (55 × 38 cm)[57]
  - Le Pont de La Roche-Guyon, huile sur toile (81 × 65 cm), collection privée[58]
  - Barques de pêche, huile sur toile (92,1 × 73,3 cm), Musée des Beaux-Arts de Houston (Houston), Le Bateau de pêche, Houston, Fishing Boat
  - L'Église des carrières de Saint-Denis I, huile sur toile (54,6 × 46,2 cm)[59], Tate Gallery (Londres), L'Église des carrières de Saint-Denis I
  - L'Église des carrières de Saint-Denis II, huile sur toile (55 × 38 cm), ancienne collection Kahnweiler, localisation inconnue[59]
  - L'Église des carrières de Saint-Denis III, huile sur toile (55 × 46 cm), collection privée, L'Église et les carrières de Saint-Denis, nheim[Quoi ?][60], voir Piano et mandore
  - Tête de femme, huile sur toile (41 × 33 cm), musée d'art moderne de la ville de Paris[61]
  - Le Château de La Roche-Guyon, huile sur toile (73 × 60 cm), Lille Métropole Musée d'art moderne, d'art contemporain et d'art brut[62]
  - La Roche-Guyon : le château, huile sur toile (80 × 59,5 cm), Moderna Museet (Stockholm)[63]
  -  À travers les arbres, huile sur toile (81,2 × 65 cm), vue d'un village près de La Roche-Guyon, collection particulière[64]
  - Le Vieux Château de la Roche-Guyon (65 × 54 cm), musée des beaux-arts Pouchkine (Moscou)[65]
  - Le Vieux Château de la Roche-Guyon (92 × 73 cm), Van Abbemuseum (Eindhoven)[66]
  - Nature morte à la mandore, huile sur toile (81 × 54 cm), Tate Gallery (Londres)[67], The Leonard A. Lauder Cubist Trust, donation au Metropolitan Museum of Art
  - Le Port, huile sur toile (40,6 × 48,2 cm), National Gallery of Art (Washington)[54], The Leonard A. Lauder Cubist Trust, donation au Metropolitan Museum of Art
  - Le Pyrogène et le quotidien Gil Blas, huile sur toile (35 × 27 cm)[68], collection Leonard A. Lauder, fils d'Estée Lauder qui en a fait don au Metropolitan Museum of Art, Leonard A. Lauder
  - Guitare et Compotier, huile sur toile (72 × 60 cm), Kunstmuseum Bern (Berne)[69]
  - Mandoline et compotier, huile sur toile (38 × 46 cm)[70]
  - Violon et compotier, huile sur toile (61 × 50 cm)[71], San Francisco Museum of Modern Art
  - Nature morte avec broc, bouteille et citron, huile sur toile (46 × 38 cm), Stedelijk Museum (Amsterdam)[55]
  - L'Église et les carrières de Saint-Denis, huile sur toile (55 × 46 cm), collection privée, L'Église et les carrières de Saint-Denis
  - Violon et Palette, huile sur toile (91,7 × 42,8 cm), musée Solomon R. Guggenheim (New York), Violon et palette[72]
- 1909-1910, Paysage des carrières Saint-Denis, huile sur toile (41 × 33 cm), Centre Georges-Pompidou (Paris)[56]
  - Le Parc des carrières de Saint-Denis, huile sur toile (38 × 46 cm), Musée Thyssen-Bornemisza (Madrid)[73], Le Parc des carrières de Saint-Denis
  - Le Bougeoir, huile sur toile, Musée des beaux-arts de Berne[74]
  - Broc et violon, huile sur toile (117 × 75 cm), Kunstmuseum (Bâle)[75]
  - Piano et Mandore, huile sur toile (91,7 × 42,8 cm), Musée Solomon R. Guggenheim (New York)[76], voir Piano et mandore
  - Verre et bougeoir, huile sur toile[77]
  - Le Bougeoir, huile sur toile, Kunstmuseum (Berne)[74]
  - Le Miroir, huile sur toile (81 × 34 cm), collection privée[78]
  - La Mandore, huile sur toile (71,1 × 55,9 cm), Tate Gallery (Londres)[79]
  - Femme à la mandoline, huile sur toile (80,5 × 54 cm)[80], musée Thyssen-Bornemisza (Madrid), Femme à la mandoline[81]
  - Femme à la mandoline, huile sur toile (91,5 × 72,5 cm), Pinakothek der Moderne (Munich)[81]
  - Verre sur table, huile sur toile (33,1 × 37,2 cm), Tate Gallery (Londres), Verre sur table. Le tableau portait le titre de Verre en 1988[82], lorsqu'il appartenait à Lady Hornby. Il a été acquis en 2004 par la Tate Modern, Verre sur table
  - Nature morte, Still Life, huile sur toile ovale (65 × 54 cm), Perls Galleries[note 1] (New York). Le tableau a peut-être changé de localisation[83]
- 1910, Carrières de Saint-Denis, huile sur toile (33,2 × 41,3 cm), musée d'art de Saint-Louis, Carrières de Saint-Denis
  - Poissons dans une corbeille, huile sur toile (50,3 × 61 cm), Philadelphia Museum of Art[83], Poissons dans une corbeille, Basket of Fish
  - Le Sacré-Cœur de Montmartre, huile sur toile (55 × 40,5 cm), Lille Métropole Musée d'art moderne (Villeneuve-d'Ascq)[84], The Leonard A. Lauder Cubist Trust, donation au Metropolitan Museum of Art
  - Composition ou Personnage à la guitare, encre sur papier (50 × 32 cm), collection particulière, exposé en 1989-1990 au Museum of Modern Art[85]
  - Violon, verre et couteau, huile sur toile ovale (51 × 67 cm), Národní galerie (Prague)[83]
  - Le Jacquet, huile sur toile (64 × 53 cm), Perls Galleries en 1992 (New York). La galerie a été fermée en 1997[86]
  - Violon et bougie (Violin and Candlestick), huile sur toile (60,96 × 50,17 cm), San Francisco Museum of Modern Art (San Francisco), Violon et bougie
  - Les Usines du Rio Tinto à L'Estaque, huile sur toile (73 × 60 cm), Lille Métropole Musée d'art moderne, Villeneuve-d'Ascq[87]
  - Les Usines du Rio-Tinto à L'Estaque, huile sur toile (65 × 54 cm), Centre Georges-Pompidou (Paris)[88]
  - Bougie et cartes à jouer sur table, huile sur toile, forme ovale (65,1 × 54,3 cm), Metropolitan Museum of Art, Bougeoir et cartes à jouer sur table, Metropolitan Museum of Art
  - Nature morte à l'éventail, huile sur toile (38 × 55,3 cm), Museum of Modern Art, Nature morte à l'éventail
  - Violon et compotier, huile sur toile (60 × 51 cm), San Francisco Museum of Modern Art[71]
  - Panier de poissons, huile sur toile (50,3 × 61 cm), Philadelphia Museum of Art, Panier de poissons
  - La Table (1910), huile sur toile (38 × 55 cm), Colin Collection (New York)[89]. La localisation a peut-être changé depuis 1988

Bouteille et Poissons, huile sur toile (61,9 × 74,9 cm), Tate Liverpool (Liverpool), Bouteille et poissons

### 1910-1912

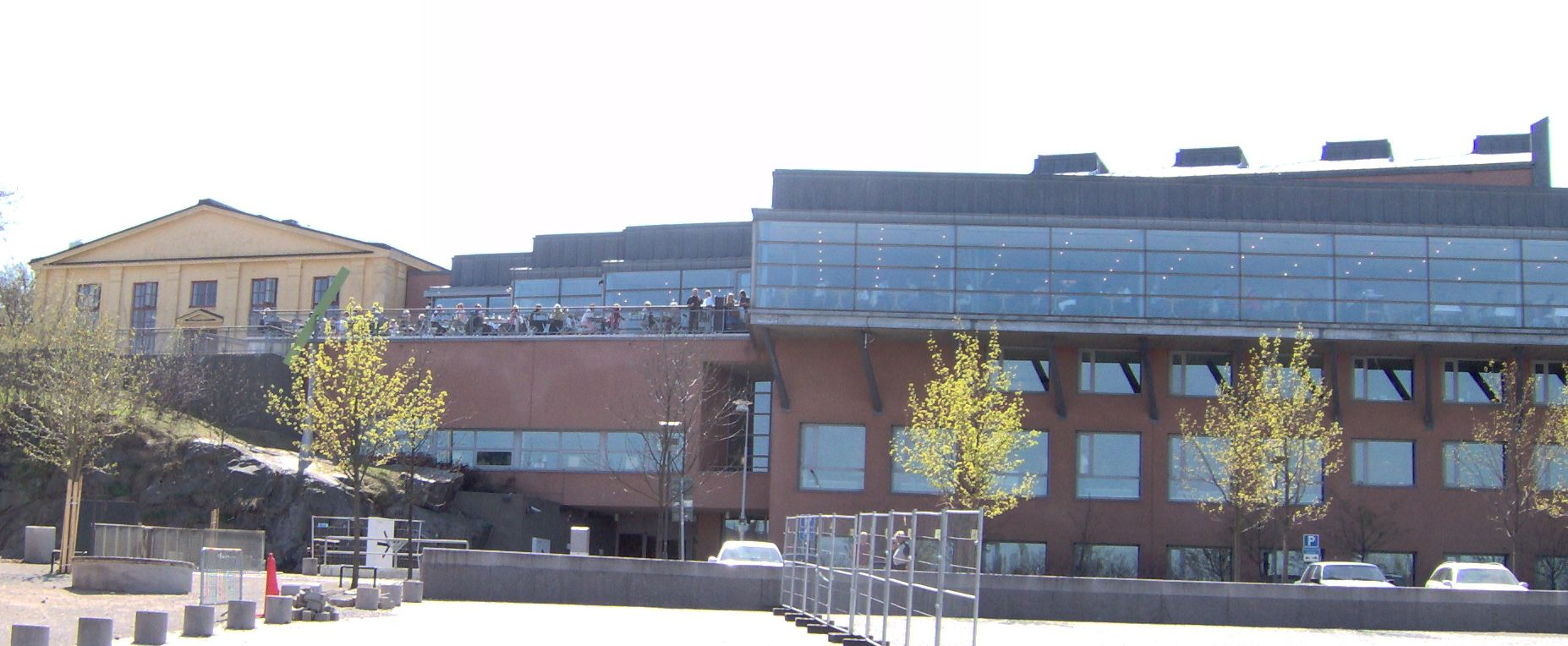
Moderna Museet (Stockholm)

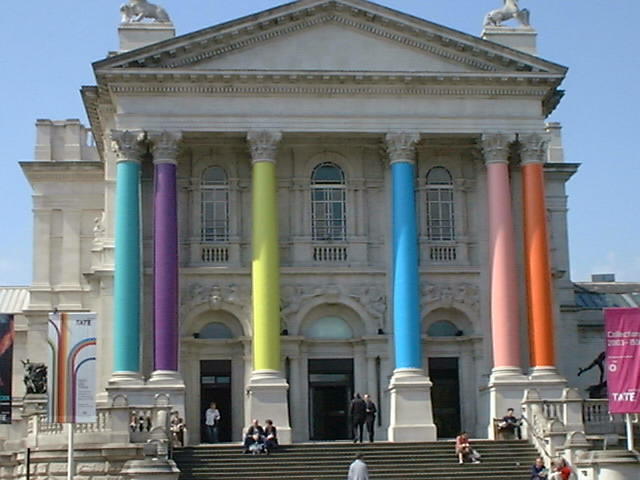
Tate Gallery (Londres)

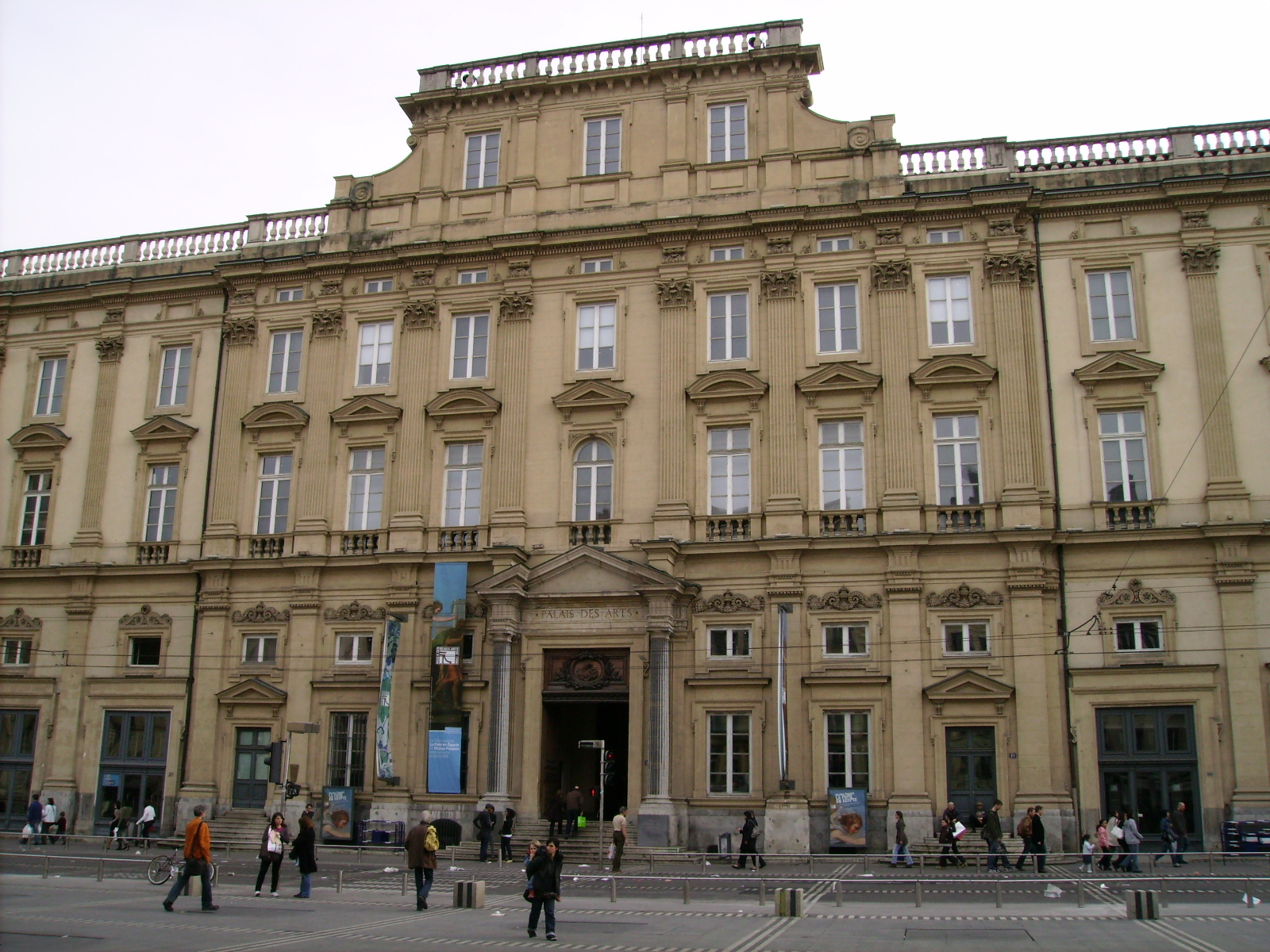
Musée des beaux-arts de Lyon

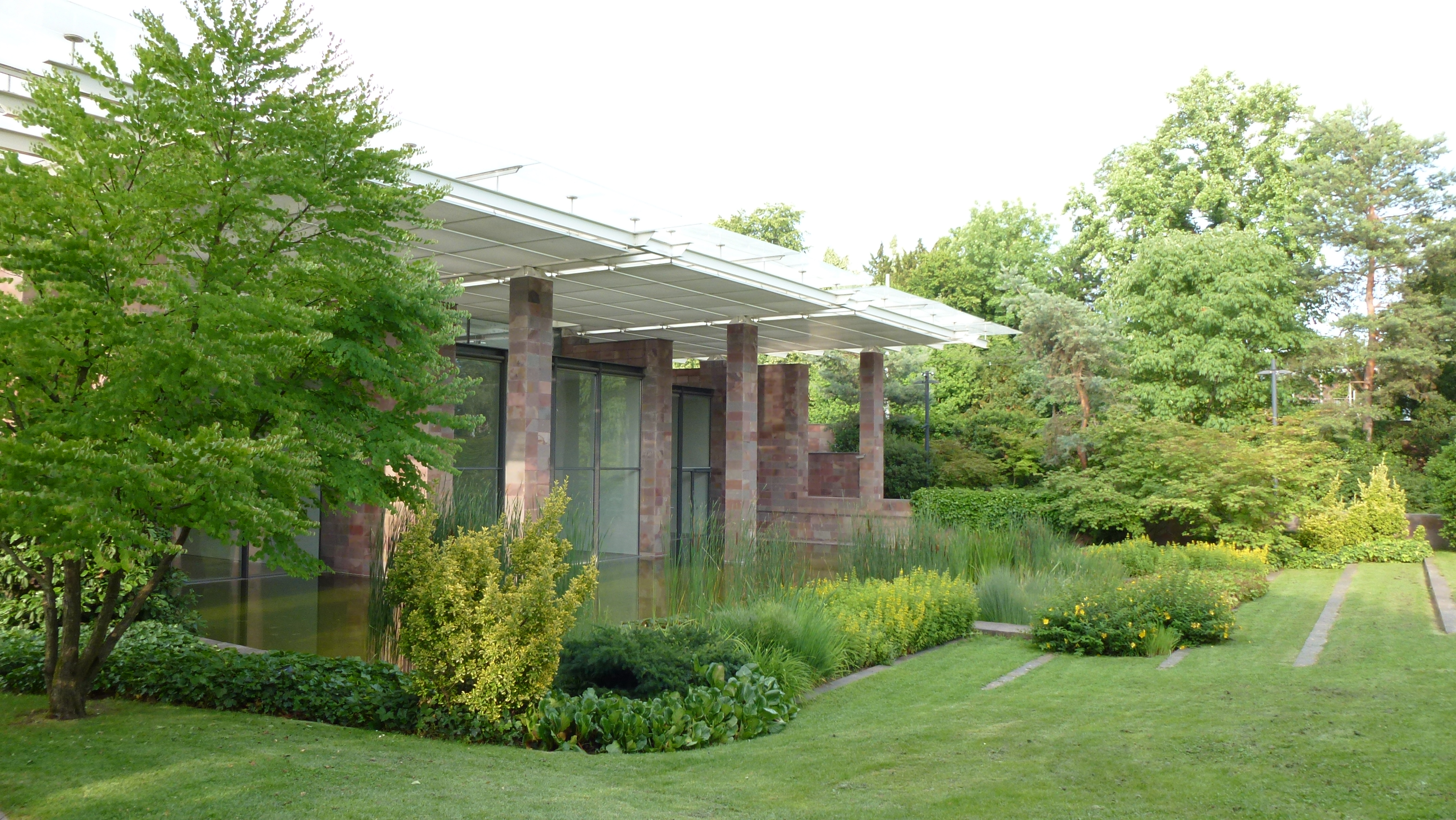
Fondation Beyeler (Bâle)

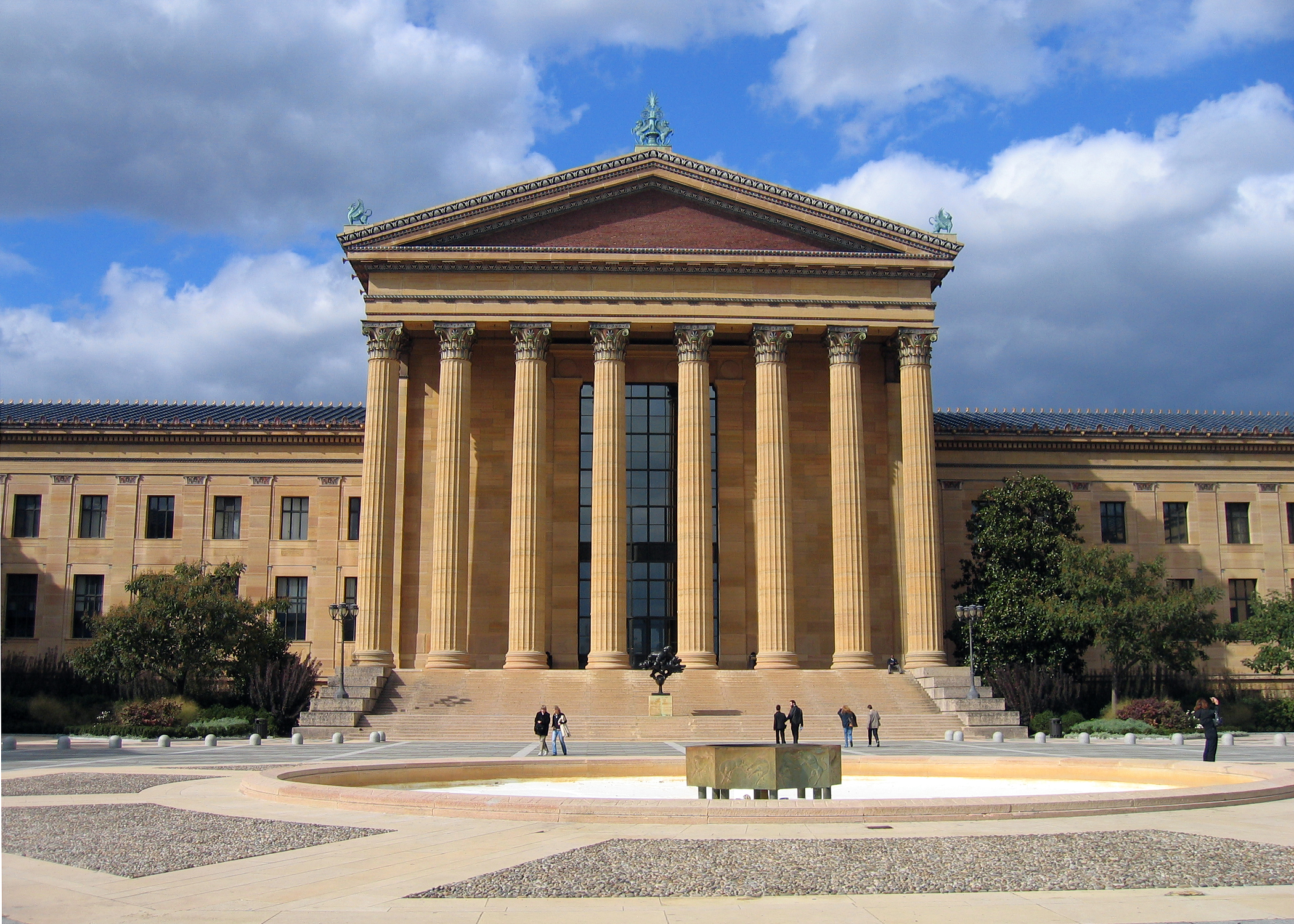
Philadelphia Museum of Art (Philadelphie)

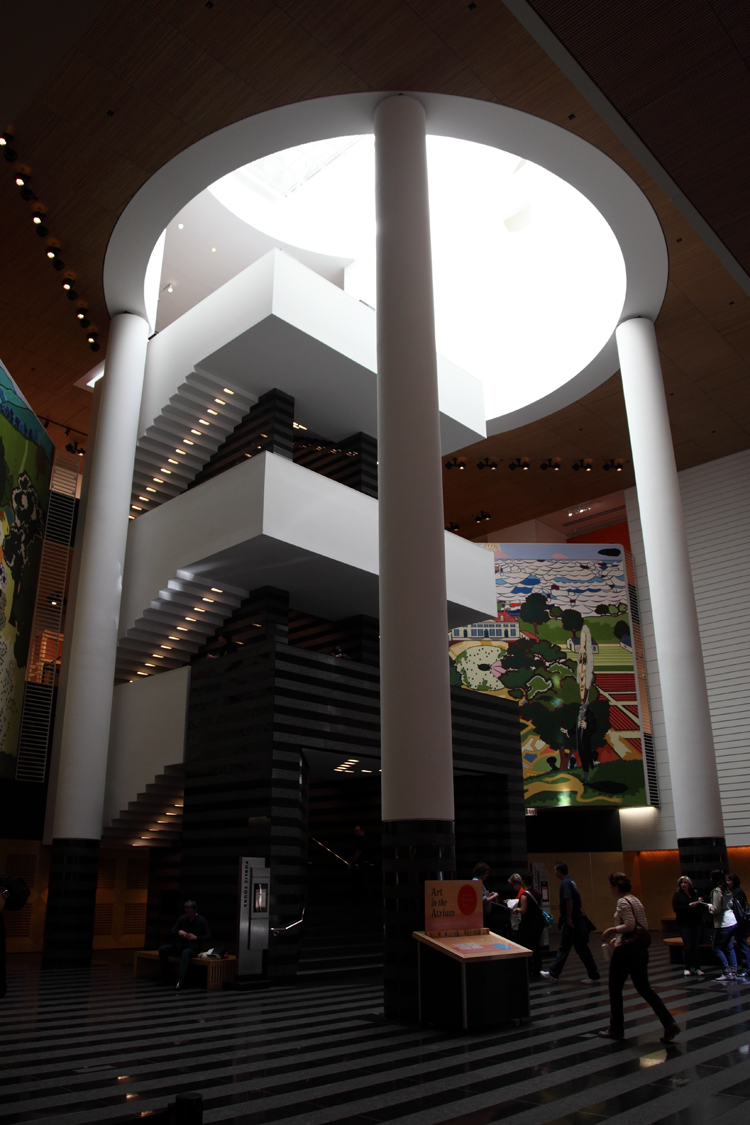
San Francisco Museum of Modern Art, l'escalier intérieur

- 1910-1911, Nature morte à la bouteille, huile sur toile (55 × 46 cm), Musée du Louvre (Paris)[91]
  - Composition au violon, huile sur toile (130 × 80 cm), Musée national d'art moderne (Paris), donation Braque[92]
  - Bouteille, huile sur toile (55 × 38 cm), collection particulière présentée à l'exposition de la Fondation Gianadda, en 1992[93]
- 1910-1911, Le Verre d'absinthe, huile sur toile ovale (30,1 × 24,5 cm), Musée des beaux-arts du Canada (Ottawa), Le Verre d'absinthe
- 1911, Bière blonde, (bouteille de Bass et verre sur table), gravure et pointe sèche, publié en 1954 (45,9 × 33 cm), MoMA Bière blonde
  - Bouteille et fruits, huile sur toile (64,5 × 54,2 cm), collection privée, Bouteille et fruits
  - Bouteille et Verre, huile sur toile (72,5 × 54 cm), Fitzwilliam Museum (Cambridge)
  - Bass, gravure et pointe sèche imprimée en 1950 (45,7 × 32,8 cm), MoMA
  - Fox II, gravure, pointe sèche (54,6 × 38,1 cm), Philadelphia Museum of Art, Fox II
  - Fox III, pointe sèche (54,8 × 38,1 cm), Philadelphia Museum of Art, Fox III
  - Bouteille et fruits, huile sur toile (65 × 54 cm), Centre national d'art et de culture Georges-Pompidou (Paris). En 1988, il appartenait encore à la succession Kahnweiler[94]
  - Le Bougeoir (1911), huile sur toile (46,2 × 38,2 cm), Scottish National Gallery of Modern Art (Édimbourg)[95]
  - La Cheminée, huile sur toile (81 × 60 cm), Tate Gallery (Londres)[96]
  - Le Portugais (L'Émigrant), huile sur toile (117 × 81 cm), Kunstmuseum (Bâle)[91]
  - Les Toits de Céret (88,2 × 64,8 cm), collection privée[97]
  - Fenêtre de Céret (46 × 38 cm), collection privée[98]
  - Femme lisant, huile sur toile (130 × 81 cm), Fondation Beyeler (Bâle)[99]
  - Violon et papier à musique (54 × 65 cm), Moderna Museet (Stockholm)[95]
  - Torse de femme, huile sur toile (91 × 61 cm), The Carey Walker Foundation (New York)[100]. Le tableau a peut-être changé de localisation
  - Nature morte aux banderilles (65,4 × 54,9 cm), Metropolitan Museum of Art (New York), voir le tableau[101]
  - Verre, bouteille et dés, huile sur toile (60 × 46 cm), Pinakothek der Moderne (Munich)[102]
  - Violon, huile sur toile de forme ovale (75 × 60 cm), Musée des beaux-arts de Lyon[103], Violon
  - Violon et archet, huile sur toile (46 × 33 cm), Kunstmuseum, Berne[100]
  - Harmonica et flageolet (autre titre : Flûte et harmonica), huile sur toile (33 × 41 cm), Philadelphia Museum of Art[100], Harmonica et flageolet
  - Le Guéridon, huile sur toile (116,5 × 81,5 cm), musée national d'art moderne, Centre Georges-Pompidou (Paris)[104]
  - Nature morte au violon, Céret, novembre, huile sur toile (130 × 89 cm), musée national d'art moderne, Centre Georges-Pompidou (Paris)[105]
  - La Table (fusain) I, fusain sur papier (62,9 × 48 cm), musée national d'art moderne, Centre Georges-Pompidou (Paris)[105]
  - La Table (fusain) II, fusain sur papier (62,9 × 48 cm), Kunstmuseum (Bâle), Kupferstichkabinett (Berlin)[106]
  - Le Guéridon (1911), fusain sur papier (63 × 48 cm), Kunstmuseum (Bâle)[107]
  - Le Guéridon (1911) huile, huile sur toile (63 × 48 cm), Centre Georges-Pompidou (Paris)[108]
  - Clarinette et bouteille de rhum sur une cheminée, huile sur toile (81 × 60 cm), Tate Gallery (Londres), Clarinette et bouteille de rhum sur la cheminée
  - Nature morte, huile sur toile (34 × 41 cm), Musée des beaux-arts de Strasbourg[109]
  - Bouteille et fruits, huile sur toile (64,5 × 54 cm)[94], non localisé en 1988, il est entré dans les collections du musée Reina Sofia en 2004, Musée national centre d'art reine Sofía (Madrid), Bouteille et fruits
  - Le Verre, huile sur toile ovale (27 × 22 cm), musée d'Art moderne de la ville de Paris
  - Le Verre d'absinthe (ovale), huile sur toile ovale (30 × 24 cm), collection Pedro Vallenilla Echeverría[110], donné au Musée des beaux-arts de Caracas (Vénézuela), donation Echeverría
  - Le Verre d'absinthe, huile sur toile (35 × 27 cm), collection privée[111]
  - Violon et papier à musique (ovale), huile sur toile ovale (54 × 65 cm), Moderna Museet (Stockholm)[100]
- 1910-1912, Bouteille et poissons, huile sur toile (61,9 × 74,9 cm), Tate Modern (Londres), Bouteille et poissons
- 1911-1912, L'Homme à la guitare, huile sur toile (116,2 × 80,9 cm)[112], MoMA, L'Homme à la guitare
  - Hommage à J. S. Bach, huile sur toile (54 × 73 cm), MoMA[113]
  - Nature morte au violon Bal, Kunsmuseum de Bâle[114].
  - L'Homme à la guitare, le joueur de mandoline, également intitulé Le Joueur de mandoline[115] ou L'Homme à la mandoline (Céret), huile sur toile (116,2 × 80,9 cm), Museum of Modern Art[116], L'Homme à la guitare. On peut supposer qu'il s'agit du même tableau que celui intitulé en 1988 L'Homme à la mandoline, attribué au MoMA par Nicole Worms de Romilly, avec les dimensions de 116 × 81 cm[117]. Ce tableau a été présenté au Grand Palais lors de la rétrospective 2013-2014
  - L'Homme au violon, huile sur toile, Fondation et Collection Emil G. Bührle (Zurich)[118]
  - Nature morte, harpe et violon, huile sur toile (116 × 81 cm), Musée Fédéral de la Rhénanie-du-Nord-Westphalie (Düsseldorf)[117]
  - La Table de bar, huile sur toile (55 × 38 cm), Kuntsmueum (Berne)[100]
  - Bouteille et Journal, huile sur toile (72,5 × 59,5 cm), Musée Folkwang
- 1912, La Table à la pipe, huile sur toile (59,5 × 75 cm), Galerie Rosengart (Lucerne)[107]
  - Compotier, bouteille et verre, huile et sable sur toile (60 × 73 cm), musée national d'art moderne[119]
  - Soda, huile sur toile ronde (36,2 cm de diamètre), MoMA[120], Soda

## Cubisme synthétique, 1912 à 1917-1918

### 1912-1914

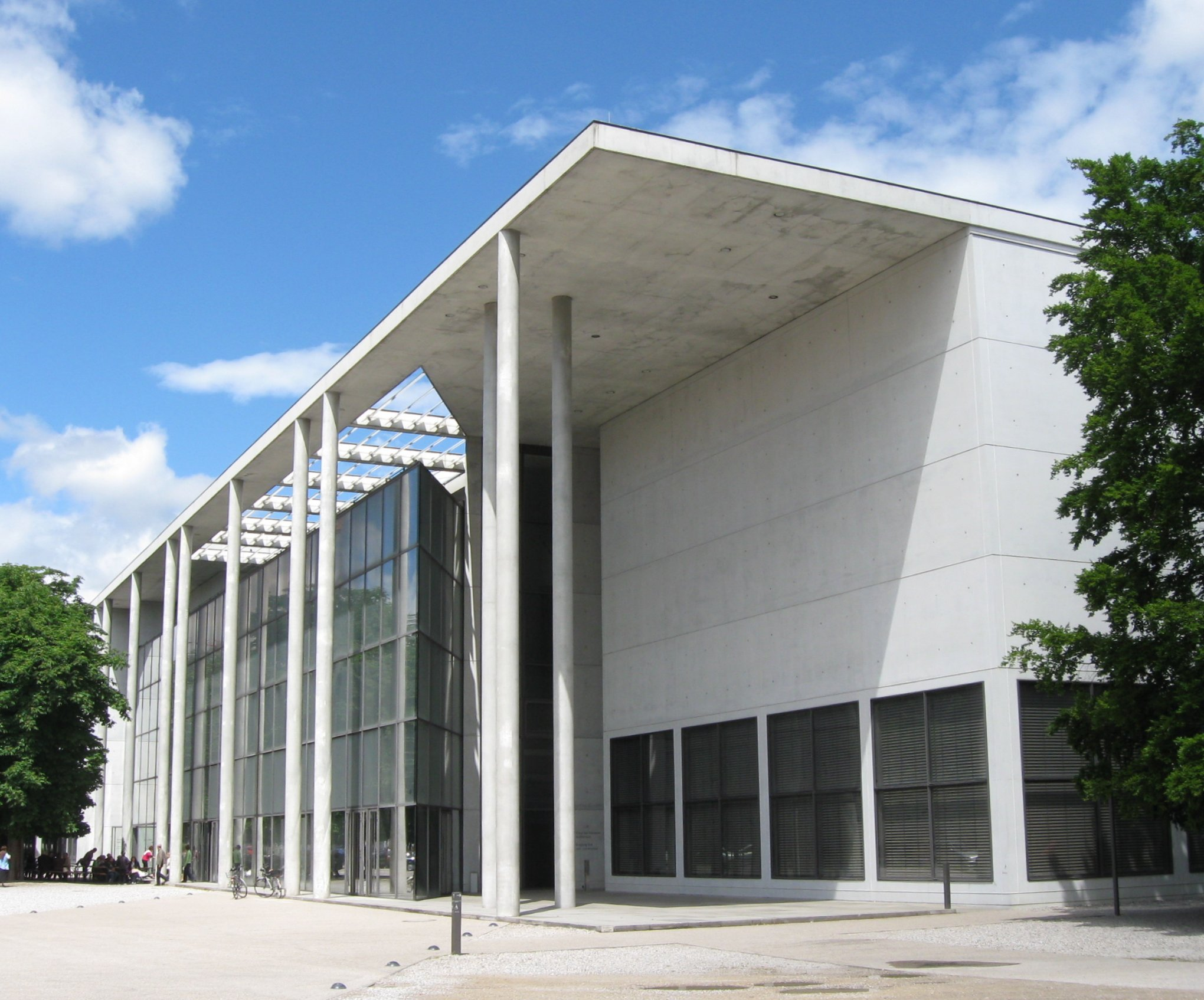
Pinakothek der Moderne (Munich)

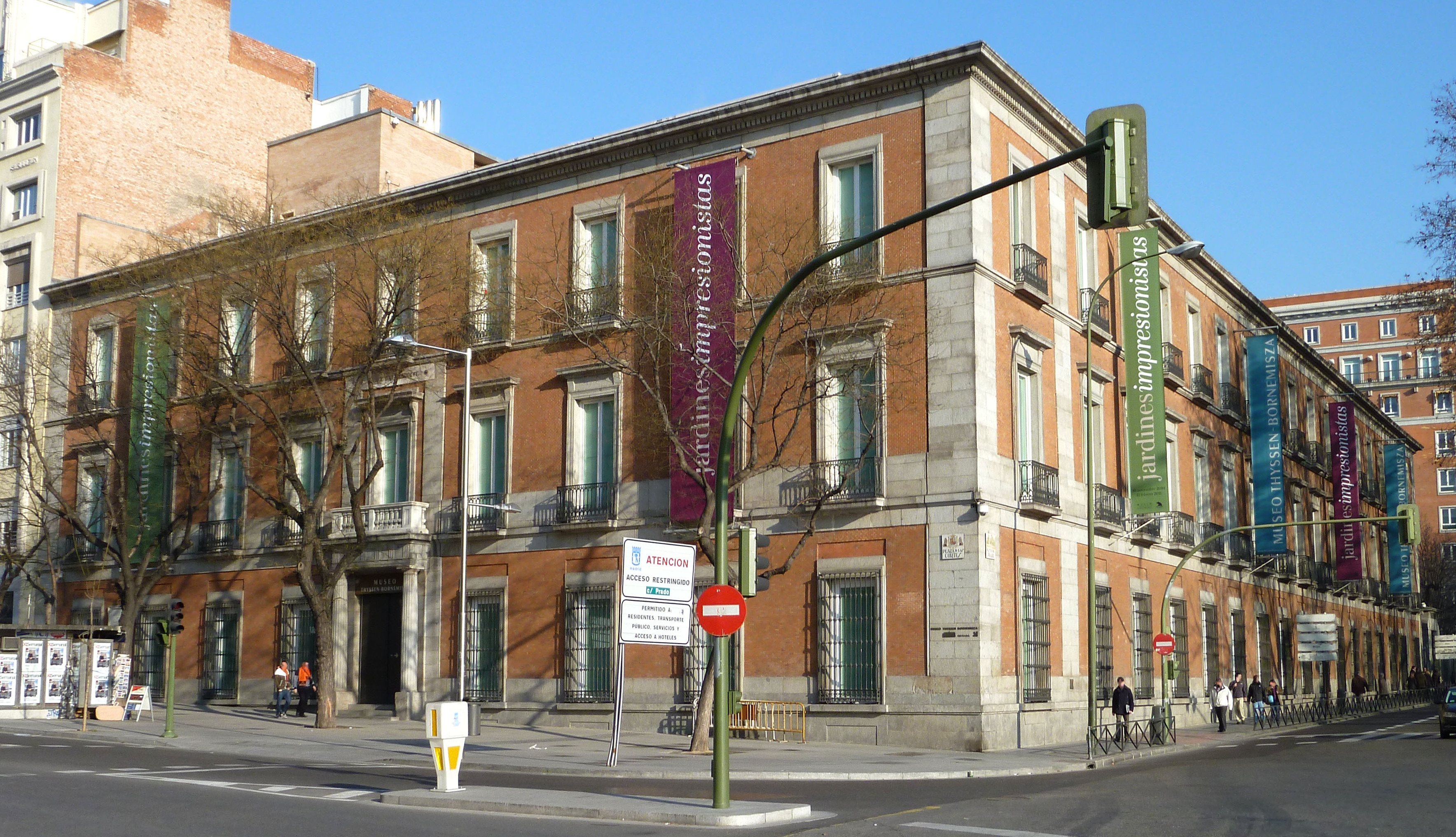
Musée Thyssen-Bornemisza, (Madrid)

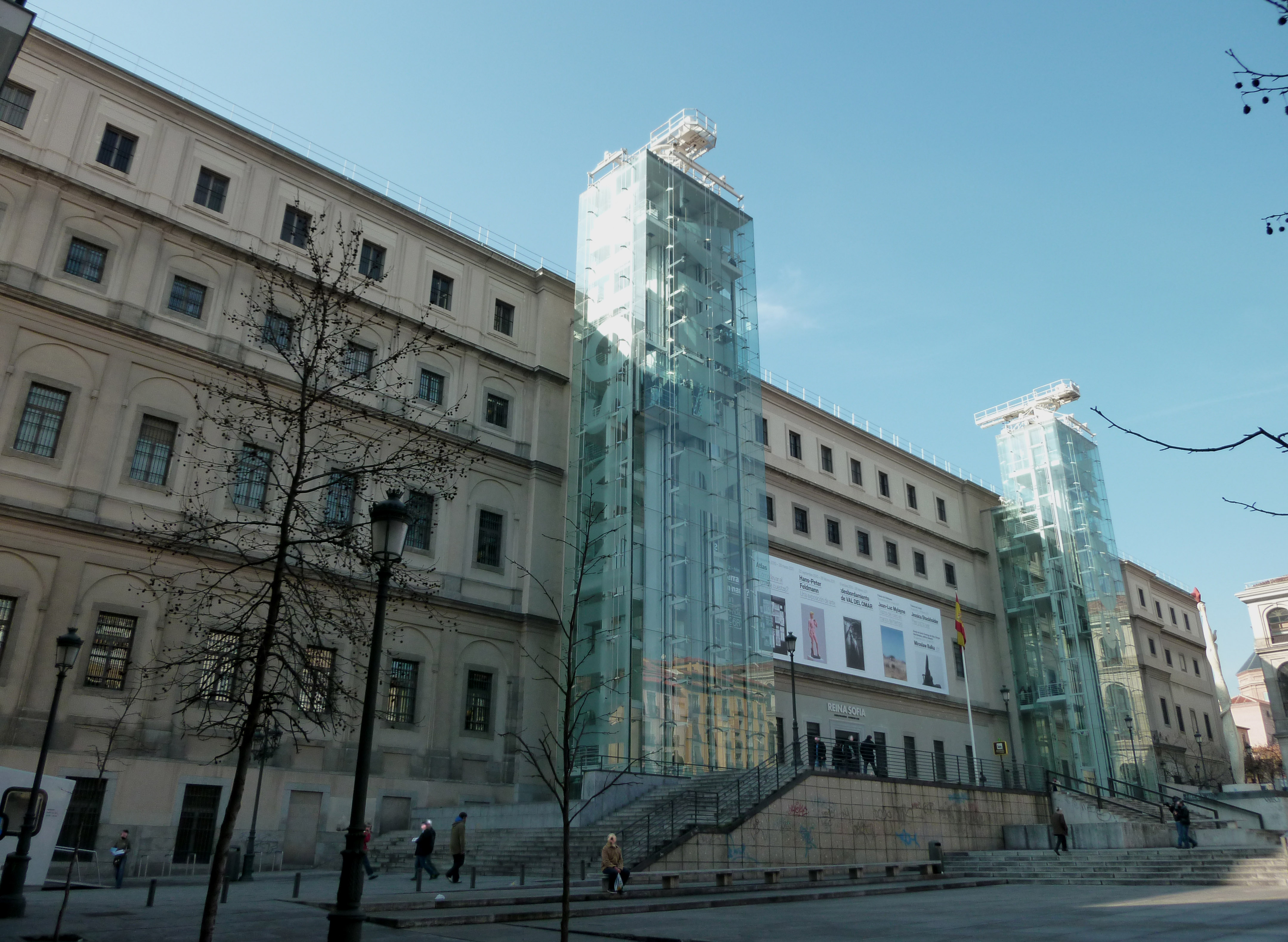
Musée national centre d'art reine Sofía (Madrid)

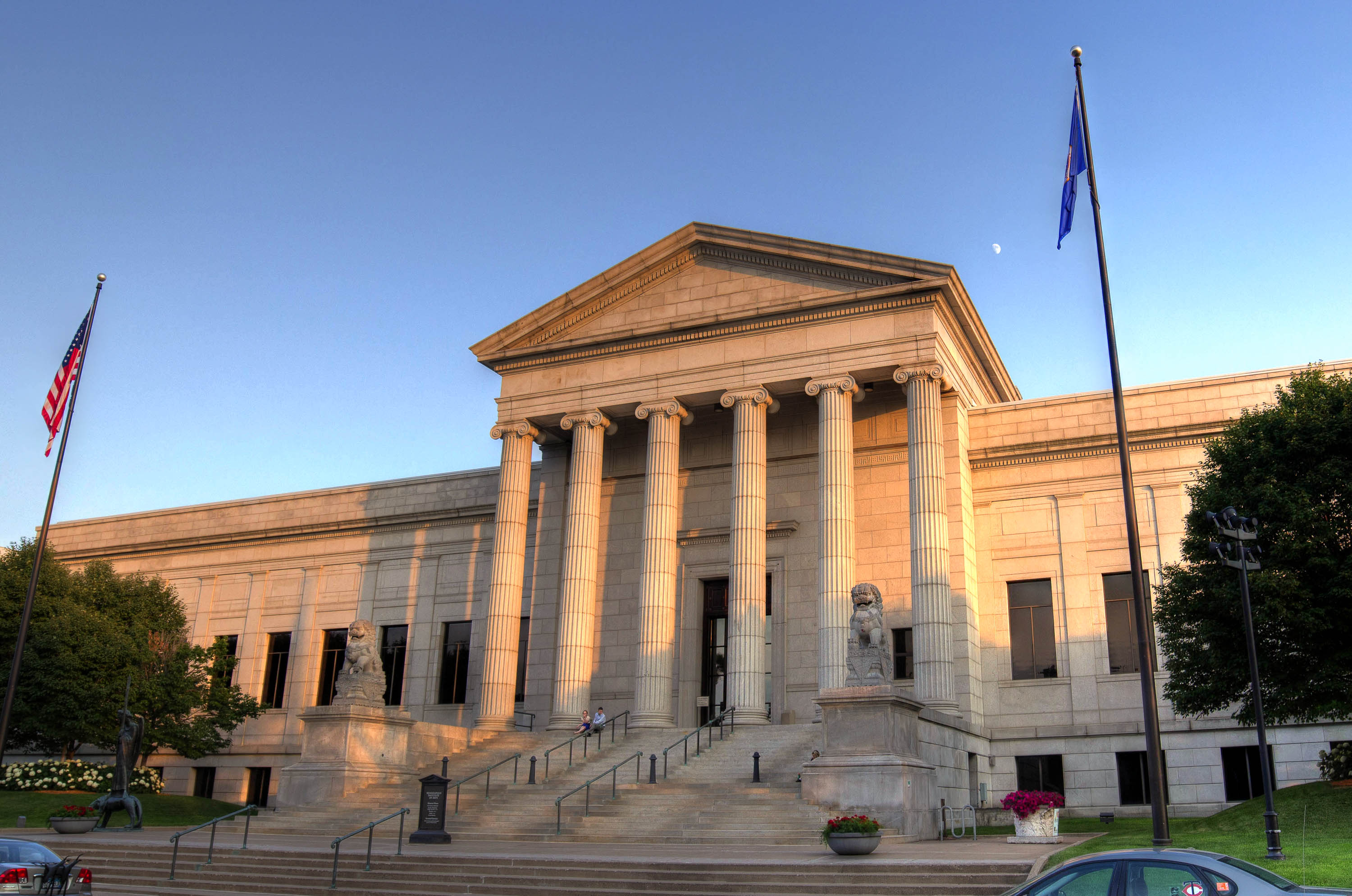
Minneapolis Institute of Arts

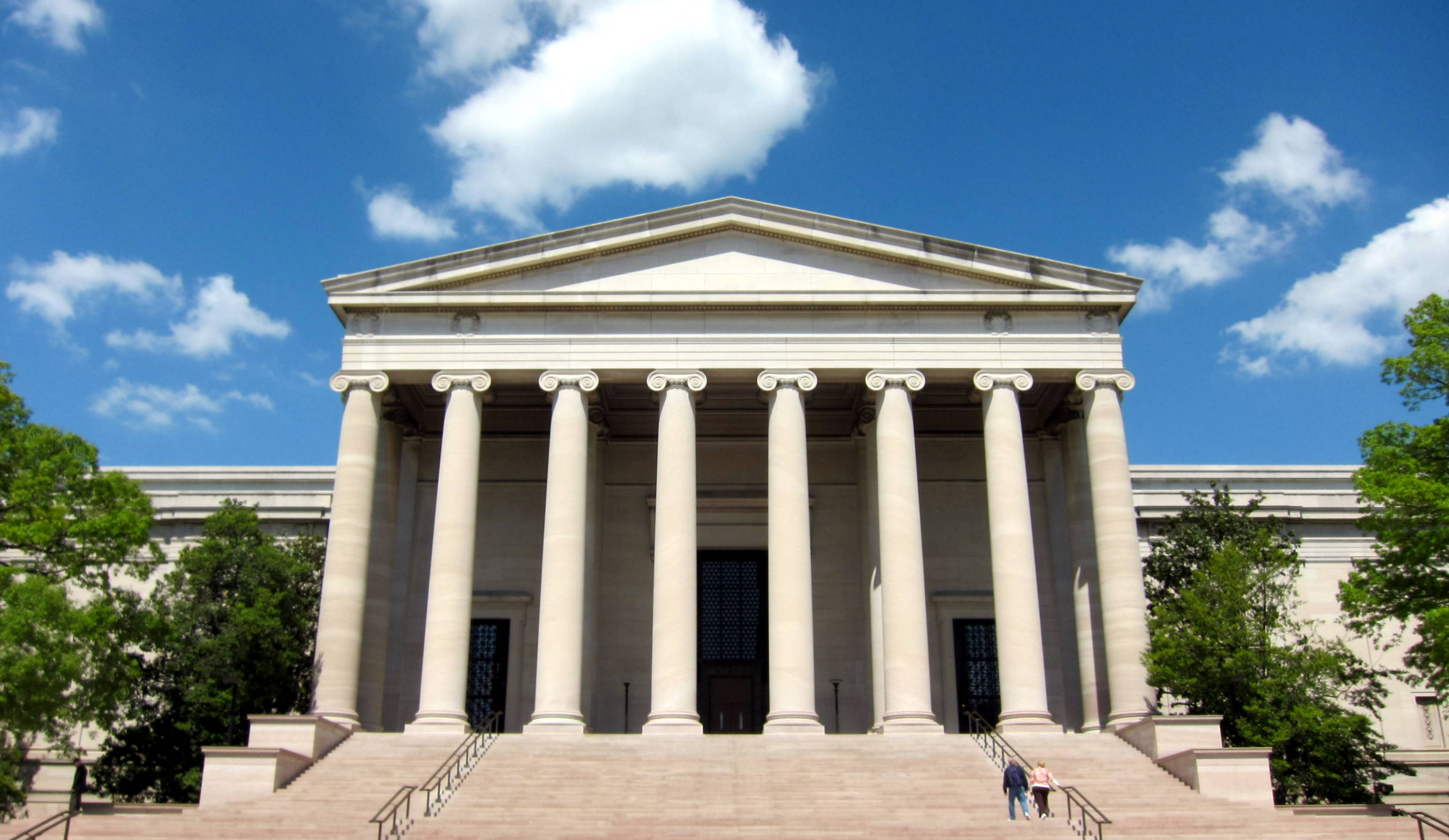
National Gallery of Art (Washington, district de Columbia)

- 1912, Compotier et verre, huile et sable sur toile (50 × 65 cm), collection privée[121], premier papier collé sous cet intitulé[122]
  - Guitare, huile sur toile (24 × 34,5 cm), Musée de Grenoble[123],[124]
  - La Table à la pipe, huile sur toile ovale (59,5 × 73 cm), collection Angela Rosengart (Lucerne)[125]
  - Sorgues (femme dans un fauteuil), mine de plomb (34,5 × 21,5 cm), collection Mme et M. Claude Laurens[126]. Depuis 1993, la localisation a peut-être changé
  - Une bouteille de rhum, huile sur toile (54,5 × 45,4 cm), collection privée, Une bouteille de rhum
  - Le Compotier (1912), fusain et papier collé (48 × 62 cm), collection privée, Le Compotier (1912)
  - La Guitare (étude), huile sur toile (73,6 × 61 cm), faite à Sorgues, collection particulière[127]
  - La Guitare (papier collé), fusain et papier collé sur papier (72 × 60 cm), collection particulière[126]
  - Nature morte (VAL), fusain sur papier (47,8 × 63,2 cm)[128]
  - Le Guéridon (STAL), huile sur toile (73 × 60 cm), Musée Folkwang (Essen)[129]
  - Bouteille et verre (STAL), 1912, huile sur toile (72,5 × 59,5 cm), Musée Folkwang (Essen)[124]
  - Fin été 1912, La Clarinette, huile et sable sur toile fine (91,4 × 64,5 cm), musée Solomon R. Guggenheim (New York), La Clarinette
  - Flûte, partition et bouteille de rhum (fusain), fusain sur papier Ingres (48 × 63 cm), Kunstmuseum (Bâle)[130]
  - Violon : « Mozart Kubelick », huile sur toile (45,7 × 61 cm), collection privée (Bâle)[131]
  - Verre, pipe, et raisin AL, huile sur toile (33 × 41 cm), collection privée[131]
  - Le Raisin, huile sur toile (34 × 24 cm), collection privée (New York)[131]
  - Raisins, huile sur toile (35,5 × 24,8 cm), collection privée, Raisins
  - Le Figaro, fusain sur papier (32 × 47 cm), Centre d'art et de culture Georges-Pompidou (Paris), donation collection Kahnweiler-Leiris[128]
  - Compotier et verre, fusain, papier faux bois collé sur papier (62,8 × 45,7 cm), The Leonard A. Lauder Cubist Trust (Metropolitan Museum of Art)[132]
  - Verre, bouteille et jeu de carte, huile sur toile (30 × 24,3 cm), musée d'art du comté de Los Angeles, Verre, bouteille et jeu de cartes, LACMA
  - Guitare (Le Petit Éclaireur), fusain, papier journal, papier faux bois et papier noir collé sur toile (92 × 65 cm), Musée de Lille métropole[133]
  - Verre et jeu de cartes, papier collé, et fusain sur papier (29,53 × 46,04 cm), musée d'art du comté de Los Angeles, Verre et jeu de cartes, LACMA
  - Arlequin (Harlequin), crayon et fusain sur papier Ingres, papier collé sur papier vergé (62 × 48 cm), collection privée, Arlequin (Harlequin)
  - Verre bouteille et journal, fusain, papier faux bois sur papier Ingres (48 × 62 cm), Fondation Beyeler[134]
  - La Clarinette, valse, huile et sable sur toile légère ovale (91,4 × 64,5 cm), Collection Peggy Guggenheim (Venise)[135]
  - L'Homme à la pipe, fusain et papier collé faux bois sur papier Ingres (62 × 48,6 cm), Kunstmuseum (Bâle)
  - Raisins, huile sur toile (35,5 × 24,8 cm), collection privée, Raisins
  - Nature morte (1912), fusain, crayon, papier apprêté découpé traces de mine de plomb sur papier vergé, fixé sur carton, Philadelphia Museum of Art, Nature morte (1912)
  - Violon et Clarinette, huile sur toile (55 × 43 cm), Galerie nationale de Prague
- 1912-1913, L'Homme à la pipe (papier collé collage), fusain et collage sur papier Ingres, Kunstmuseum (Bâle), Kupferstichkabinett[136]
  - Le Bock (nature morte Boc), fusain, papier faux bois, enveloppe de paquet de tabac collé sur papier replié en deux (31 × 23,2 cm), Kunstmuseum (Bâle)[137]
  - Bouteille de marc, fusain, papier faux bois collé sur papier (40 × 30,7 cm), collection particulière[138]
  - La Guitare (1912), fusain, papier faux bois collé sur papier (70,2 × 60,5 cm), collection particulière[138]
  - Rhum (1912), fusain, papier faux bois collé sur papier (70 × 63 cm), collection particulière[138]
- 1913, Compotier et Cartes, huile, crayon et fusain sur toile (81 × 60 cm), Centre Georges-Pompidou (Paris)
  - Nature morte à la guitare, VIN, fusain, papier faux bois, papier bleu collé sur papier Ingres (31 × 23,2 cm), Kunstmuseum (Bâle)[139], Philadelphia Museum of Art, Nature morte à la guitare, VIN.
  - Pipe verre et dé NAL, fusain, papier faux bois, papier noir, papier journal, emballage de paquet de cigarette collé sur papier (50 × 60 cm), Sprengel Museum Hannover[140].
  - Femme à la guitare, huile et fusain sur toile (130 × 73 cm), Centre Georges-Pompidou (Paris)[141]
  - Nature morte sur table, Gillette (48 × 62 cm), où est reproduite l'enveloppe d'une lame de rasoir Gillette, Centre national d'art et de culture Georges-Pompidou (Paris)[142]
  - Nature morte à la tenora, papier peint et papiers découpés et collés, fusain, craie et crayon sur toile préparée au gesso (95,2 × 120,3 cm), Museum of Modern Art[143]
  - Guéridon, huile et fusain sur toile, Kunstmuseum (Bâle)[144], Guéridon (The Musician Table)[note 2]
  - Aria de Bach, fusain, papier faux bois, papier noir collé sur papier (62 × 46 cm), National Gallery of Art, Washington (district de Columbia)
  - Femme à la guitare, huile sur toile (130 × 73 cm), Centre national d'art et de culture Georges-Pompidou (Paris), Femme à la guitare
  - Violon, papier collé, fusain, papier collé uni, papier faux bois, mural et journal sur papier (72 × 31 cm), Cleveland Museum of Art[145]
  - Le Damier, (le jeu de dames, l'as de trèfle), fusain, craie, papiers bruns collés sur toile peinte à l'huile (45 × 81 cm), Centre Georges-Pompidou (Paris)
  - Guitare, papier découpé, collé et peint, fusain, crayon et gouache sur toile apprêtée au gesso (99,7 × 65,1 cm), Museum of Modern Art (New York), Guitare, au MoMA
  - Violon et journal FÊTE, huile, crayon et fusain sur toile (90 × 60 cm), Philadelphia Museum[140]
  - Verre et paquet de tabac, crayon, fusain, papier découpé, papier faux bois et papier journal collés sur papier (29 × 45,8 cm), collection privée, Verre et paquet de tabac
  - La Guitare : « Statue d’épouvante » (73 × 100 cm), Musée Picasso (Paris)[146], œuvre localisée en 1982 en collection privée, donnée depuis au musée Picasso
- 1913-1914, Violon et pipe LE QUOTIDIEN, fusain, papier faux bois, galon de papier peint, papier noir, papier journal collés sur papier, contrecollé sur carton (74 × 100 cm), Centre national d'art et de culture Georges-Pompidou[137]
  - Violon, huile, fusain, crayon et papier collé sur toile (35 × 37 cm), Philadelphia Museum of Art[145]
  - Nature morte au violon, huile sur toile (92,71 × 71,4 cm), musée d'art du comté de Los Angeles, Nature morte au violon, LACMA
- 1914, Nature morte avec verre et lettres, papier découpé imprimé, collé, fusain et pastel (51,1 × 71,4 cm), Nature morte avec verre et lettres au MoMA
  - Nature morte avec bouteille, jeu de cartes, journal et paquet de tabac, fusain, mine de plomb encre papier imprimé et gouache sur papier vergé (50,8 × 55,9 cm), Philadelphia Museum of Art, Nature morte avec bouteille, jeu de cartes, journal et paquet de tabac
  - Nature morte à la pipe, huile et sable sur toile ovale (37,5 × 45,7 cm), musée d'art moderne de la ville de Paris[147]
  - Cartes et dé, huile sur toile (35,5 × 44 cm), Musée national centre d'art reine Sofía[148]
  - Bouteille et paquet de tabac (Le Courrier), fusain, crayon, papier faux bois, papier journal, papier peint enveloppe de papier de tabac, collés sur papier (52 × 67 cm), Philadelphia Museum of Art, Nature morte avec bouteille, jeu de carte
  - Nature morte sur la table, fusain, gouache et papiers collés sur papier (48 × 62 cm), Musée national d'art moderne, Centre national d'art et de culture Georges-Pompidou (Paris), dation de 1984[149]
  - Musique, huile, crayon et sciure de bois sur toile ovale (38 × 46 cm), collection particulière[150]
  - Nature morte à la pipe, huile sur toile (33 × 41 cm), musée Berggruen
  - Nature morte à la pipe, huile sur toile (92 × 66 cm), collection particulière[151]
  - L'Homme à la guitare, huile et sciure de bois sur toile (130 × 72,5 cm), musée national d'art moderne (Paris)[152]
  - La Mandoline (1914), fusain, papier faux bois, papier journal, carton ondulé collés sur papier (50 × 32 cm)[153]
  - Le Paquet de tabac (1914), crayon, fusain, craie, papier rehaussé de gouache et découpé, coupure de journal, enveloppe de paquet de cigarettes, collés sur papier peint (50 × 32 cm)
  - La Bouteille de rhum (1914), fusain, papier journal, papier beige, papier d'emballage noir, rehaussés de gouache et collés, carton (65,5 × 46,5 cm), collection particulière[154]

### 1917-1919

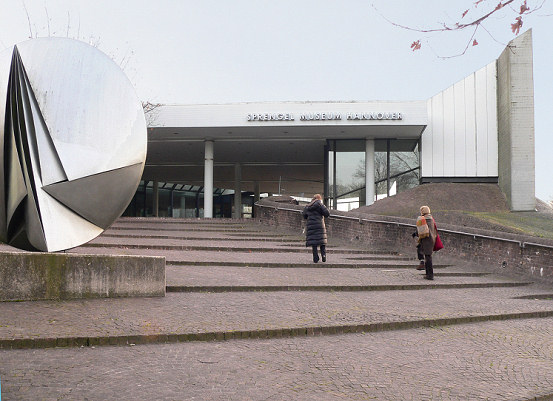
Sprengel Museum Hannover.

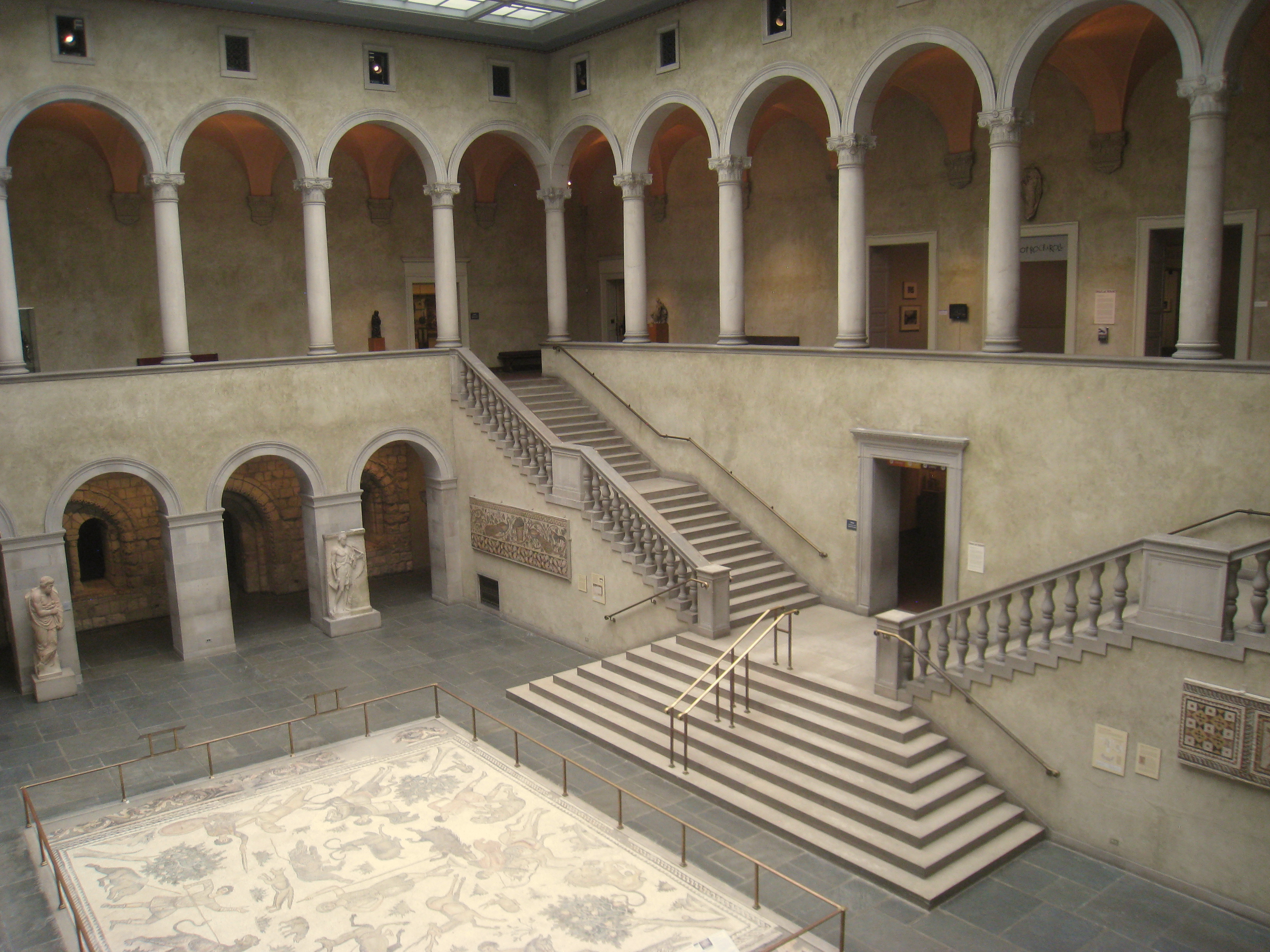
Worcester Art Museum, Worcester (Massachusetts)

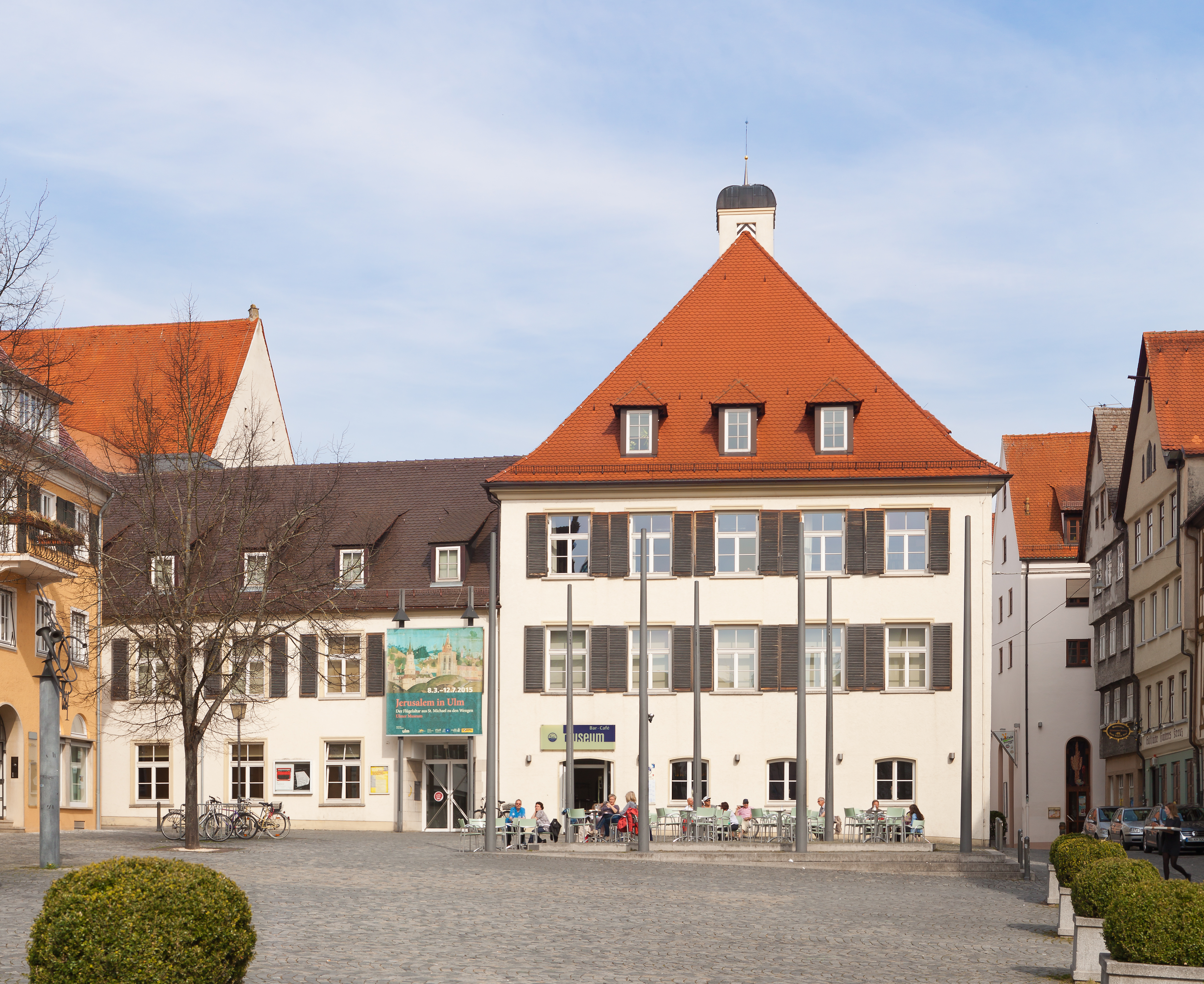
Ulmer Museum, Ulm.

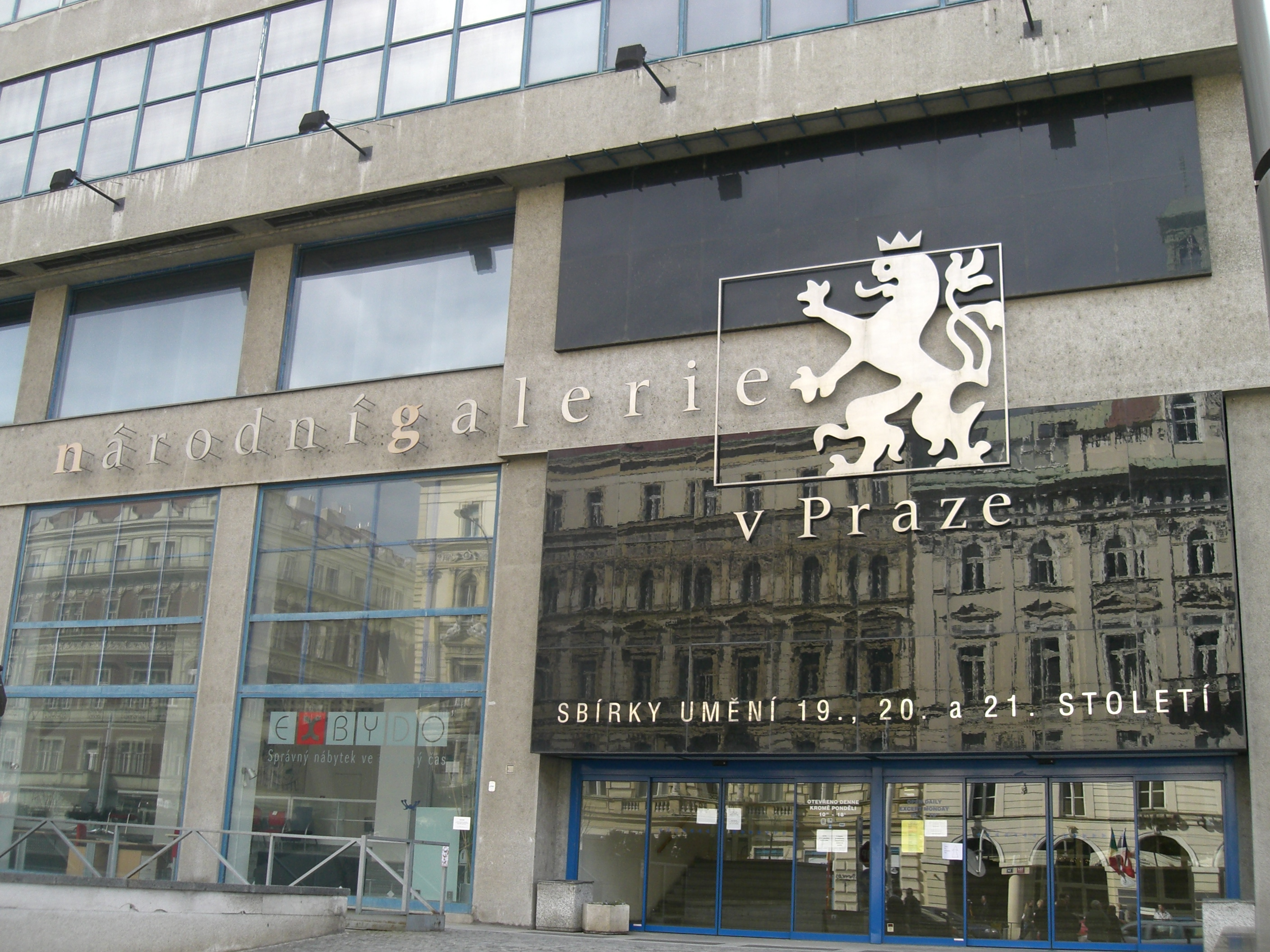
Galerie nationale de Prague (Národní galerie v Praze)

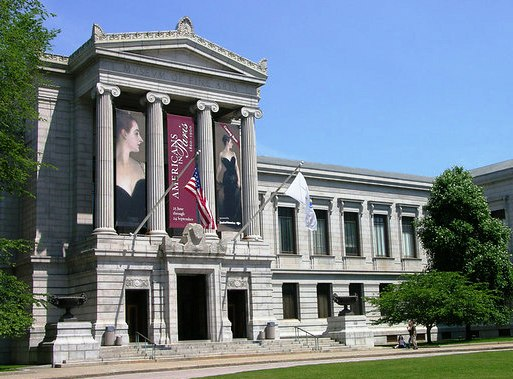
Musée des beaux-arts de Boston.

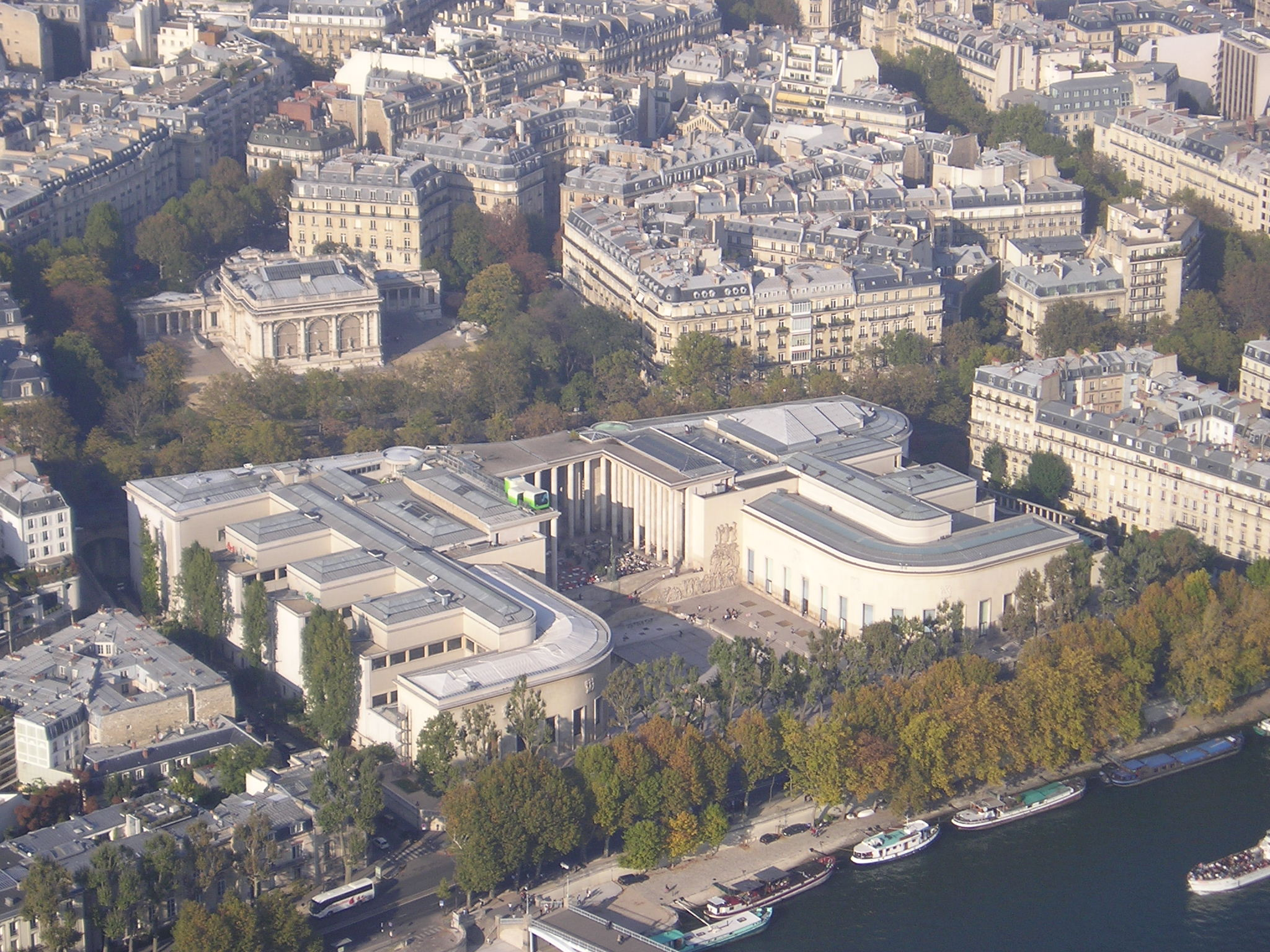
Palais de Tokyo (Paris)

- 1917, Le Paquet de tabac (1917), crayon aquarelle, sur papier (20,4 × 26,6 cm)
  - Guitare et verre (60,1 × 91,5 cm), Musée Kröller-Müller, Otterlo
  - Nature morte géométrique dans un losange (38 × 55 cm), Musée Kröller-Müller, Otterlo
  - Verre, pipe et journal, huile sur toile (54,93 × 43,18 cm), collection privée, Verre, pipe et journal
  - La Joueuse de mandoline (92 × 65 cm), musée de Lille métropole[155]
  - Verre et as de trèfle, huile sur toile (35 × 46 cm), collection privée, Verre et as de trèfle
- 1917-1918, La Musicienne I (221,3 × 113 cm), Kunstmuseum (Bâle)[156], La Musicienne I
  - La Musicienne II, dimensions et localisation inconnues, d'aspect voisin de La Musicienne I, La Musicienne II
  - Instruments de musique et journal, encre sur papier quadrillé (23 × 18 cm), musée national d'art moderne (Paris)[157]
  - La Tasse, huile, sable, mine de plomb, gouache et fusain sur carton (63,5 × 47,9 cm), Philadelphia Museum of Art, La Tasse
- 1918, Compotier et cartes, huile rehaussée au crayon et au fusain sur toile (81 × 60 cm), Centre national d'art et de culture Georges-Pompidou (Paris)[158]
  - Nature morte (1918), huile sur toile (45 × 65 cm), collection particulière[159]
  - Guitare et clarinette, papier découpé sur carton ondulé fusain et crayon (92 × 95,3 cm), Philadelphia Museum of Art, Guitare et clarinette
  - Bouteille de rhum, huile sur toile (90 × 70,5 cm), Fondation Beyeler (Bâle)[160]
  - Formes musicales, fusain, papier découpé, traces de mine de plomb sur bois (77,5 × 95,3 cm), Philadelphia Museum of Art, Formes musicales[160]
  - Rhum et guitare, huile sur toile (60 × 73 cm), collection Juan Abelló (Madrid)[161]
  - La Table (1918), huile sur toile (132,9 × 75,6 cm), Philadelphia Museum of Art, La Table (1918)
  - Nature morte au guéridon, huile sur toile (130 × 74,5 cm), Musée van Abben, Eindhoven[162]
  - Nature morte au compotier, Le Radical, huile sur toile (72,5 × 99,5 cm), Kunstmuseum (Bâle)[163], Nature morte au compotier, Le Radical
  - Nature morte (1918), huile et sable sur toile (100 × 65 cm), collection privée, Nature morte (1918)
- 1918, Nature morte aux instruments de musique, huile sur toile (64,8 × 92,1 cm), Norton Simon Museum of Art (Pasadena, Californie), Nature morte aux instruments de musique

## 1919 à 1932

### 1919-1925

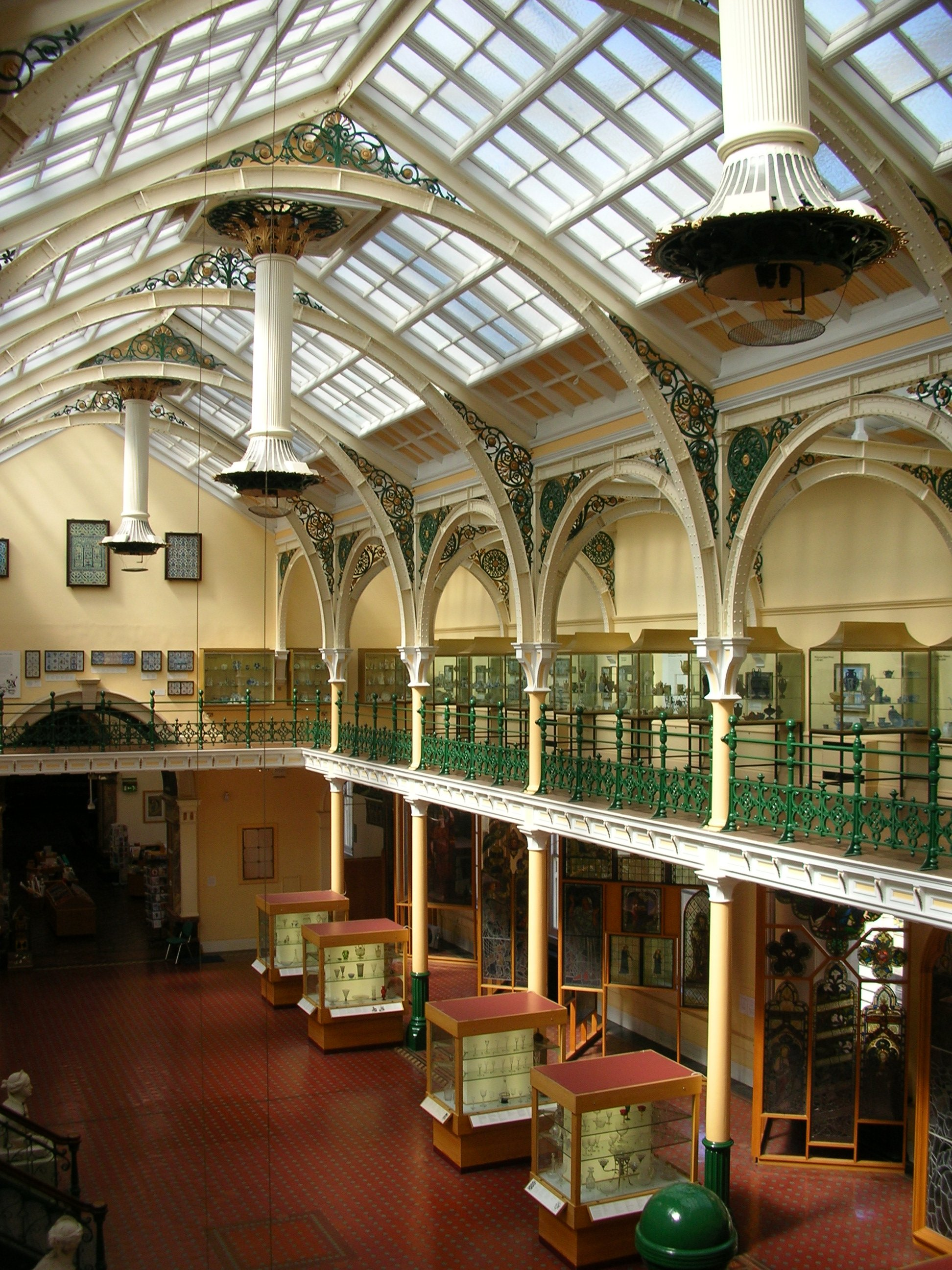
Galerie d'origine du Birmingham Museum and Art Gallery

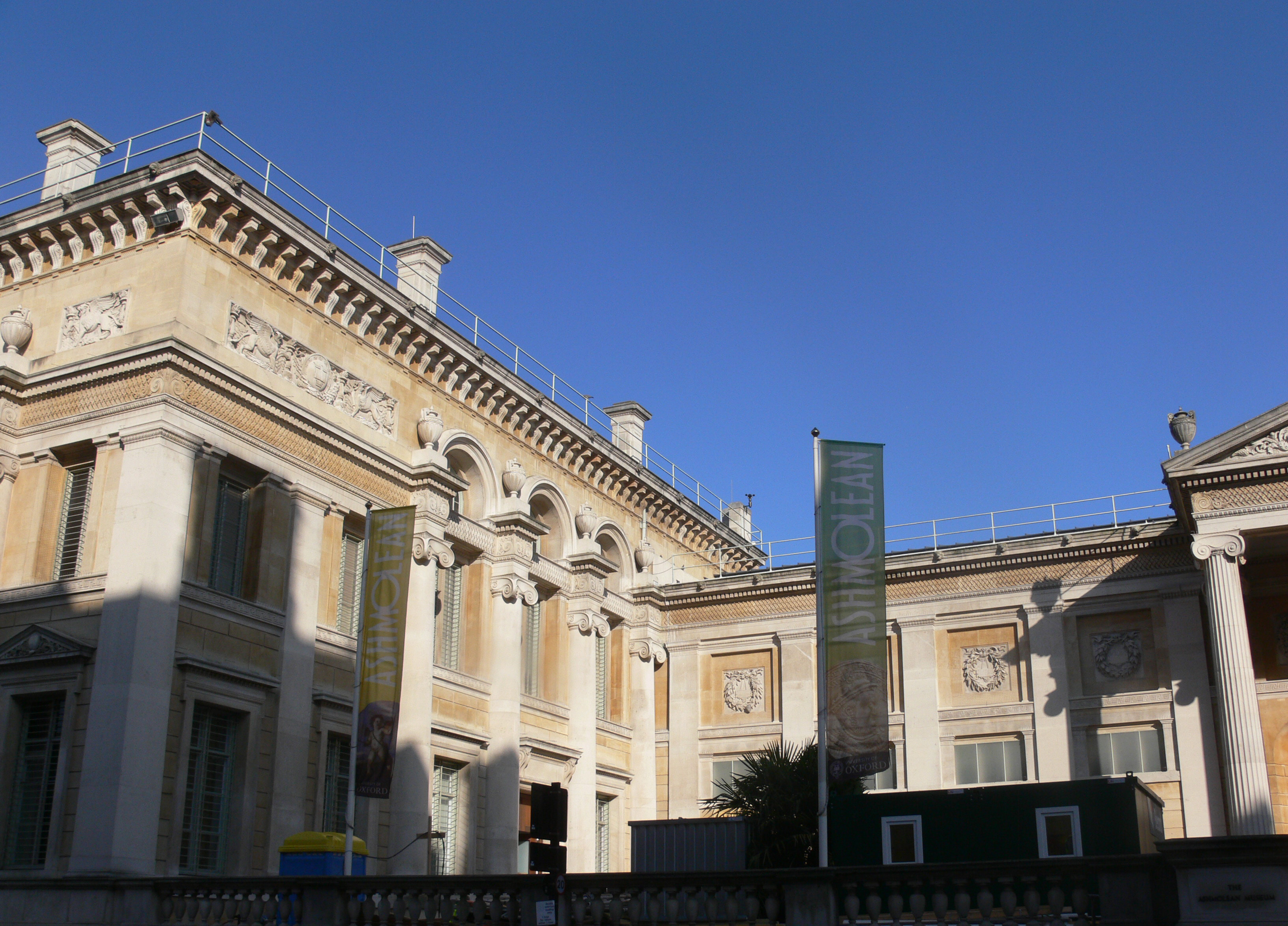
Ashmolean Museum, Oxford

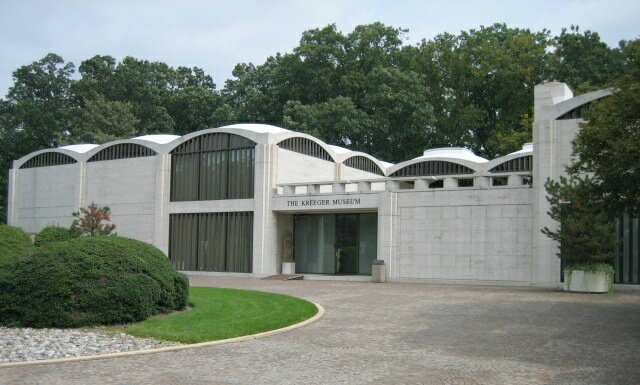
Kreeger Museum, Washington

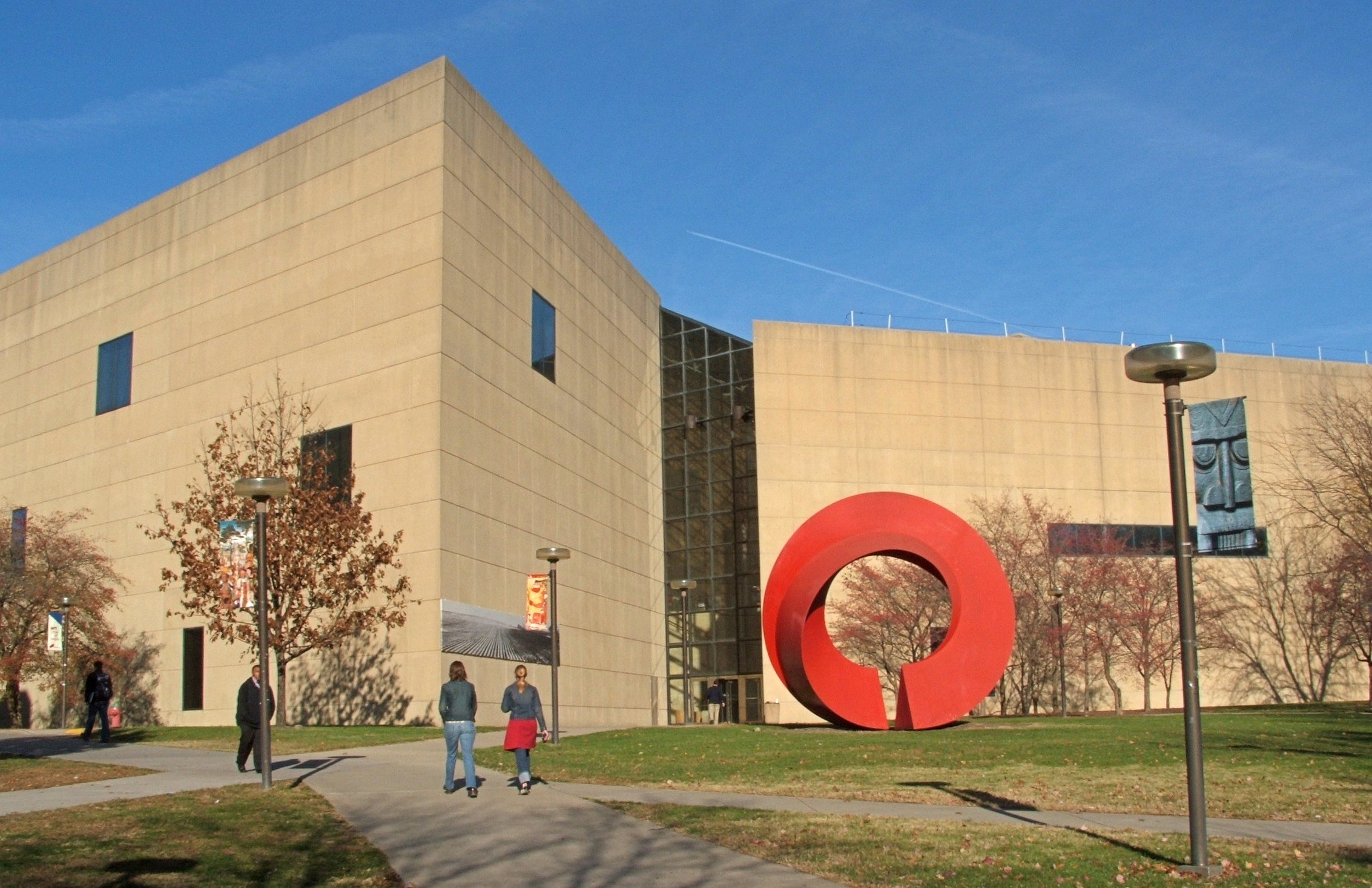
Indiana University Art Museum

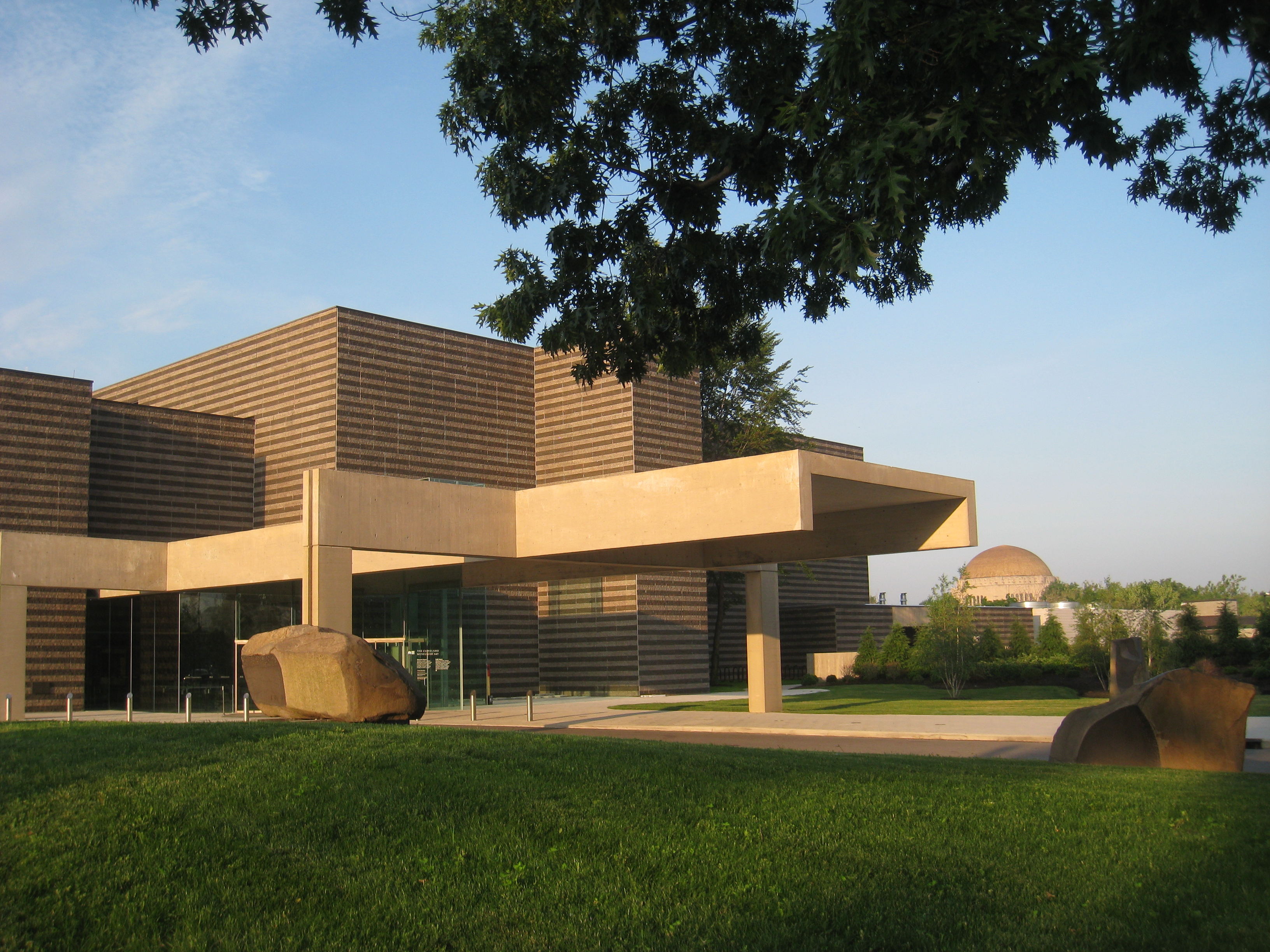
Cleveland Museum of Art

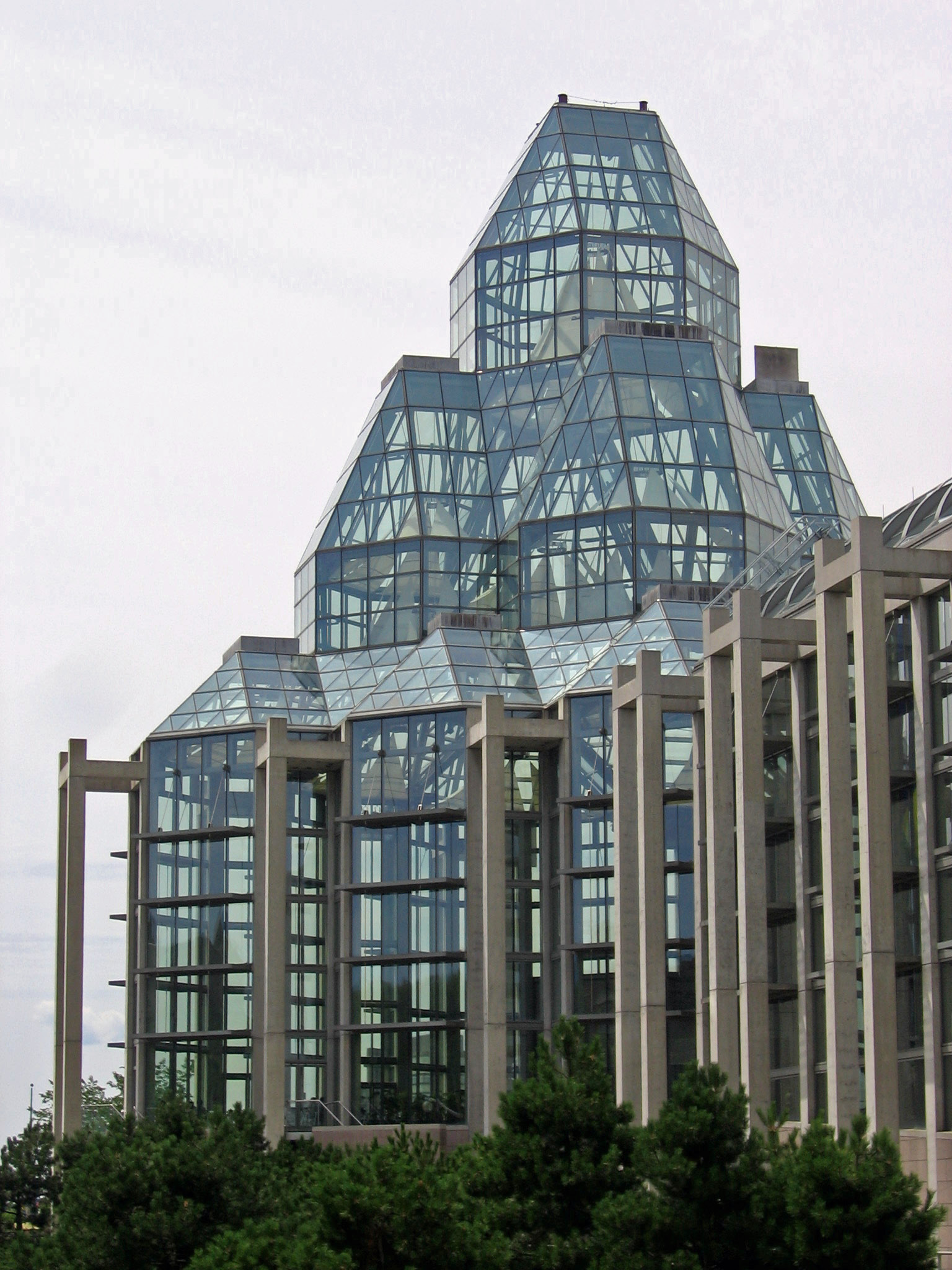
Musée des beaux-arts du Canada (Ottawa)

- 1918, Nature morte à la pipe, huile sur toile (38 × 46 cm), Galerie nationale de Prague[164]
- 1918-1920, Le Compotier (journal), huile sur toile, collection particulière (60 × 92 cm)[165]
- 1919, Café-Bar, huile sur toile (159,7 × 81,5 cm), Kunstmuseum (Bâle)[166]
  - Nature morte à la guitare, huile sur toile (45 × 65 cm), musée national d'art moderne, Centre national d'art et de culture Georges-Pompidou[167]
  - Le Compotier avec grappe de raisin et verre, huile sur toile (45 × 65 cm), musée national d'art moderne, Centre national d'art et de culture Georges-Pompidou[168]
  - 1919 (sans date ?) Nature morte (soie sur papier) (56,2 × 38,1 cm), The Phillips Collection, Washington (district de Columbia), Nature morte (soie sur papier)
  - début 1919, Guitare, verre et fruit sur le buffet, nature morte, huile sur toile (81 × 100,3 cm), musée Solomon R. Guggenheim New York, voir Guitare, verre et fruit sur le buffet
  - Guitare et Compotier, huile sur toile (73,5 × 130 cm), Centre national d'art et de culture Georges-Pompidou[169]
  - Nature morte à la sonate, huile sur toile (35,5 × 65 cm), Centre national d'art et de culture Georges-Pompidou[170]
  - Guitare et partition, huile sur toile (60 × 73 cm), Centre national d'art et de culture Georges-Pompidou[171]
- 1919-1920, Corbeille de fruits, huile et crayon sur bois (16,5 × 26 cm), collection Isabelle Maeght[172]
- 1920, Statue de femme (21 × 8,9 × 8,9 cm), Philadelphia Museum of Art, Statue de femme
  - Le Buffet (1920), huile sur toile (81 × 100 cm), en 1992 : collection particulière[173], en 2013 : Musée Albertina (Vienne, Autriche)[174]
  - Abstraction, gouache, aquarelle et crayon sur papier (27,6 × 34,9 cm), The Phillips Collection, Abstraction
- 1920-1921, Guitare et pipe (Polka), huile et sable sur toile (43,2 × 92,4 cm), Philadelphia Museum of Art[175]
  - Coupe de fruits et partition de musique (35,2 × 73 cm), collection privée, Coupe de fruits et partition
- 1921, Nature morte cubiste, gouache sur papier en forme d'obus (15 × 30 cm), collection Isabelle Maeght[172]
  - Guitare et nature morte sur la cheminée, huile sur toile (130,5 × 74,3 cm), Metropolitan Museum of Art, Guitare et nature morte sur la cheminée
  - Guitare et verre (1921), huile sur toile (43. × 73 cm), Centre national d'art et de culture Georges-Pompidou (Paris)[176]
  - Nature morte à la guitare II, huile sur toile (43 × 73 cm), Národní galerie (Prague)[176]
  - Nature morte à la guitare I (valse), huile sur toile (131 × 74 cm), Národní galerie (Prague)[177]
  - Nature morte III, verre et fruits, lithographie en couleur, musée d'art d'Indianapolis, Nature morte III, verre et fruits
  - Le Panier de fruits (aquarelle) (15 × 32,2 cm), collection privée, Le Panier de fruits (aquarelle)
- 1922, Canéphores
  - Canéphore II, huile sur toile (180,5 × 73 cm), Musée national d'art moderne (Paris)[178] Canéphore (Braque) Celle-ci est la première d'une paire de tableaux de même dimension, traitant le même sujet de manière légèrement différente : la première a un seul bras levé, l'autre porte son panier à deux mains
  - Canéphore II, huile sur toile (180,5 × 73,5 cm), Musée national d'art moderne (Paris)[179] Canéphore (Braque)
  - Guitare et nature morte sur un guéridon, huile sur toile (117,2 × 61 cm), Metropolitan Museum of Art (New York), voir Guitare et nature morte sur un guéridon
  - Sans titre (Mes meilleurs vœux), aquarelle sur cartoline (13,4 × 16,7 cm), Centre Georges-Pompidou (Paris)
  - Nature morte aux poires, huile sur toile (19 × 46 cm), Centre Georges-Pompidou (Paris)[180]
  - Femme à la mandoline, huile sur carton (41 × 33 cm), Centre Georges-Pompidou (Paris)
- 1923, Femme portant un panier de fruits (Met) (146,7 × 77,2 cm), Metropolitan Museum of Art (New York), Woman Carrying a Basket of Fruits. Cette peinture fait partie de la série des Corps de femmes, dans la suite des Canéphores
  - La Table (The Studio Table), aquatinte sur papier, The Phillips Collection, La Table (The Studio Table)
  - Cheminée, huile sur toile (130 × 74 cm), Kunsthaus de Zurich[181]
- 1923-1924, Les Trois Baigneuses, huile sur bois (18 × 75 cm), collection particulière[182]
- 1924, La Corbeille d'anémones, huile sur toile (21 × 65,4 cm), collection privée, La Corbeille d'anémones
  - Fruits et coupe, huile et sable sur toile (21,6 × 65,4 cm), collection privée, Fruits et coupe
  - Fruit et fourchette, huile sur toile (24 × 40,5 cm), collection particulière, Fruit et fourchette
  - Nature morte à la guitare sur un guéridon, huile et sable sur toile (191,1 × 70,8 cm), Metropolitan Museum of Art, Nature morte à la guitare sur un guéridon
  - Nature morte à la guitare (Still Life with a Guitare), huile et sable sur toile (117,2 × 61 cm), Nature morte à la guitare (Still Life with a Guitare)
  - Broc, pipe et poire, huile sur toile (33,9 × 42,8 cm), The Phillips Collection, Broc, pipe et poire
  - Nature morte à la guitare (Met), huile sur toile (117,2 × 61 cm), Metropolitan Museum of Art, Nature morte à la guitare, Met
  - Nu couché I, huile et sable sur toile (26,7 × 65,4 cm), collection privée, Nu couché I
  - Prunes vertes et citron, huile sur toile (19 × 46 cm), collection privée, Prunes vertes et citron
  - Nature morte (fusain), fusain et mine de plomb sur papier (29,5 × 35 cm), Tate Modern, Nature morte (fusain)
- 1924-1926, Nu couché, fusain, mine de plomb avec contours dégradés sur papier (35,2 × 60,3 cm), Philadelphia Museum of Art, Nu couché
- 1925, Nu couché II, huile sur toile (49,5 × 59,7 cm), Fitzwilliam Museum, Cambridge Nu couché II
  - Baigneuse assise, huile sur toile (35,2 × 27 cm), Philadelphia Museum of Art, Baigneuse assise. Cette peinture fait partie de la série des Corps de femmes, à la suite des Canéphores
  - Baigneuse (bather), huile sur panneau (67 × 53 cm), Tate Modern, Baigneuse. Cette peinture fait partie de la série des Corps de femmes, dans la suite des Canéphores
  - Cheminée, huile sur toile (131 × 74 cm), collection Samuel Abraham Marx[183]
  - Guitare, assiette, plat de fruits, cruche et partition, huile sur toile (72,4 × 92,7 cm), Museum of Modern Art, Guitare, assiette, plat de fruits, cruche et partition
  - Verre et plat de pommes, huile sur panneau (40 × 60 cm), Tate Modern, Verre et plat de pommes
  - Plat de fruits, cruche et couteau, huile sur toile (50 × 60,5 cm), collection Gustav Zumsteg (Zurich)[184]
  - Guitare et nature morte sur la cheminée, huile et sable sur toile (130,5 × 74,6 cm), Metropolitan Museum of Art[185]
  - Anémones et deux citrons, huile sur toile (50 × 61 cm), collection particulière[186]
  - Nature morte à la table de marbre, huile sur toile (48,5 × 65 cm), collection particulière[187]
  - Femme nue assise avec fruit, huile sur toile (100,3 × 81,3 cm), National Gallery of Art (Washington), collection Chester Dale[note 3], Femme nue assise avec fruit. Cette peinture fait partie de la série des Corps de femmes à la suite des Canéphores.

### 1926-1931

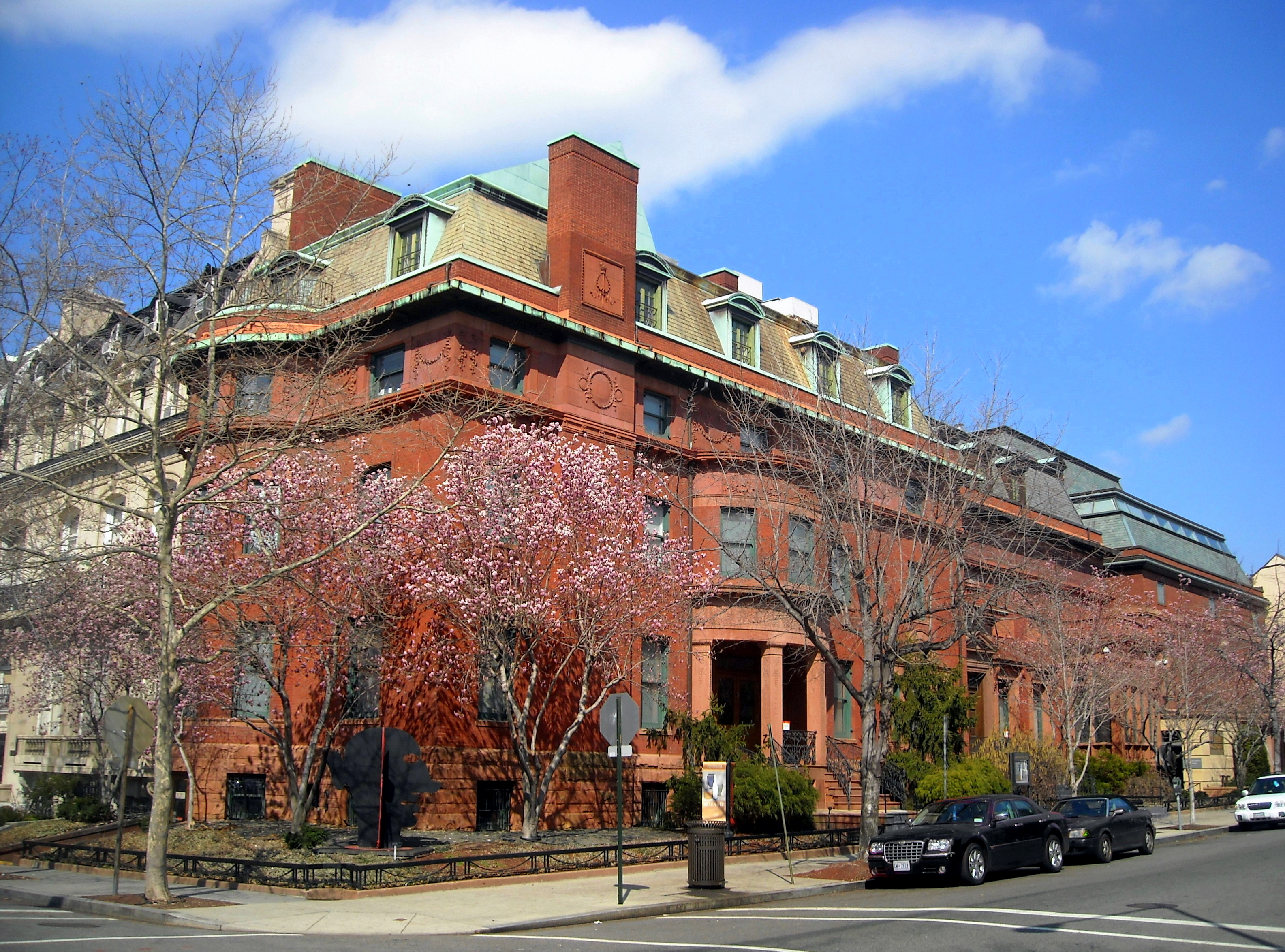
The Phillips Collection, qui abrite L'Oiseau (Bird) de Braque, dont il est maintenant l'emblème et le logo

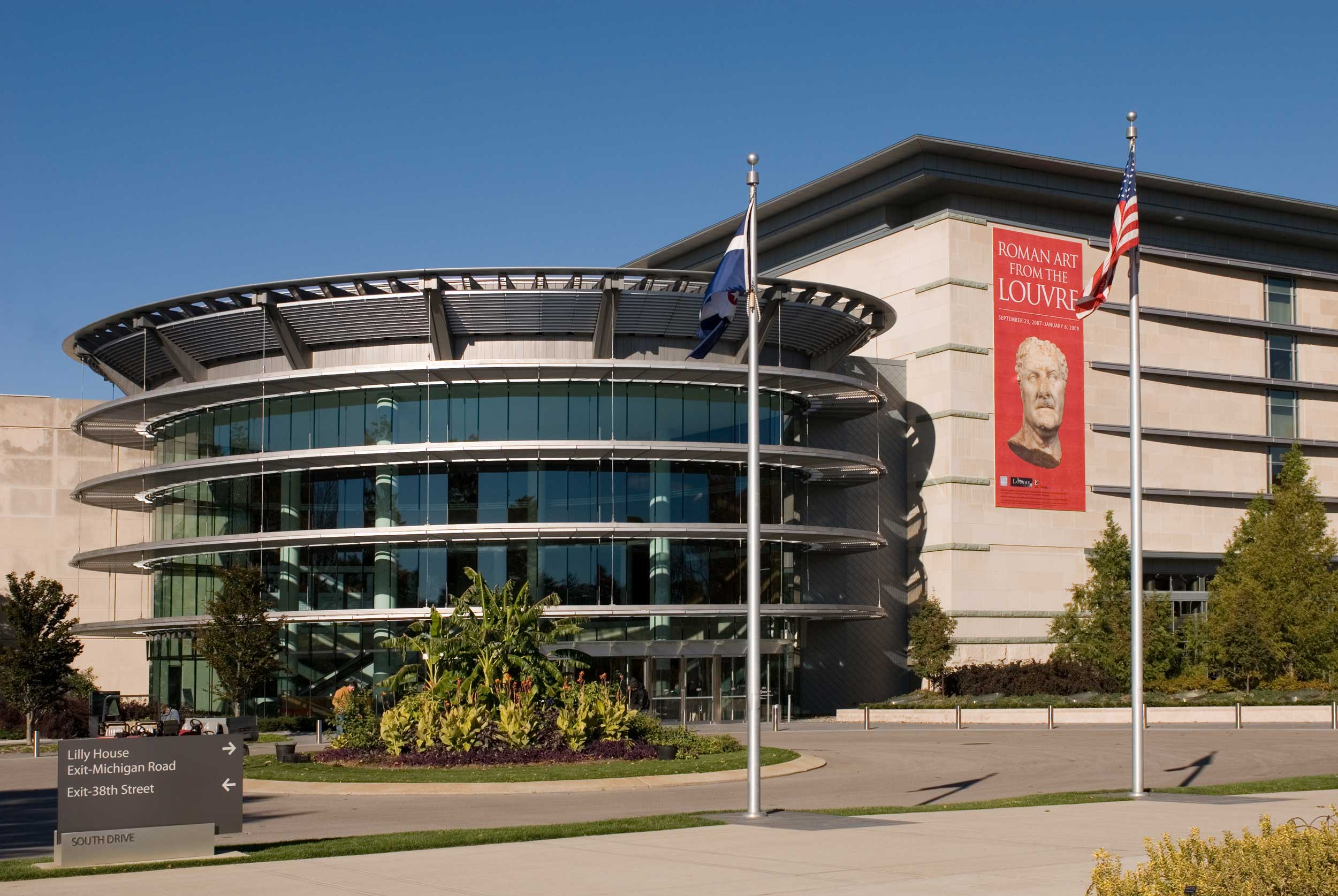
Musée d'art d'Indianapolis

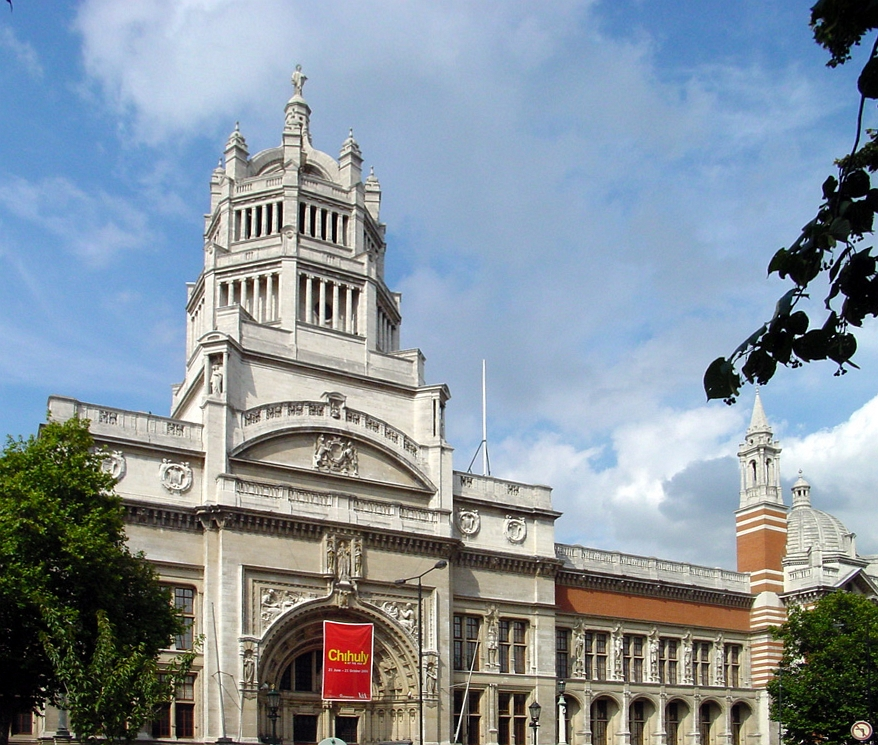
Victoria and Albert Museum.

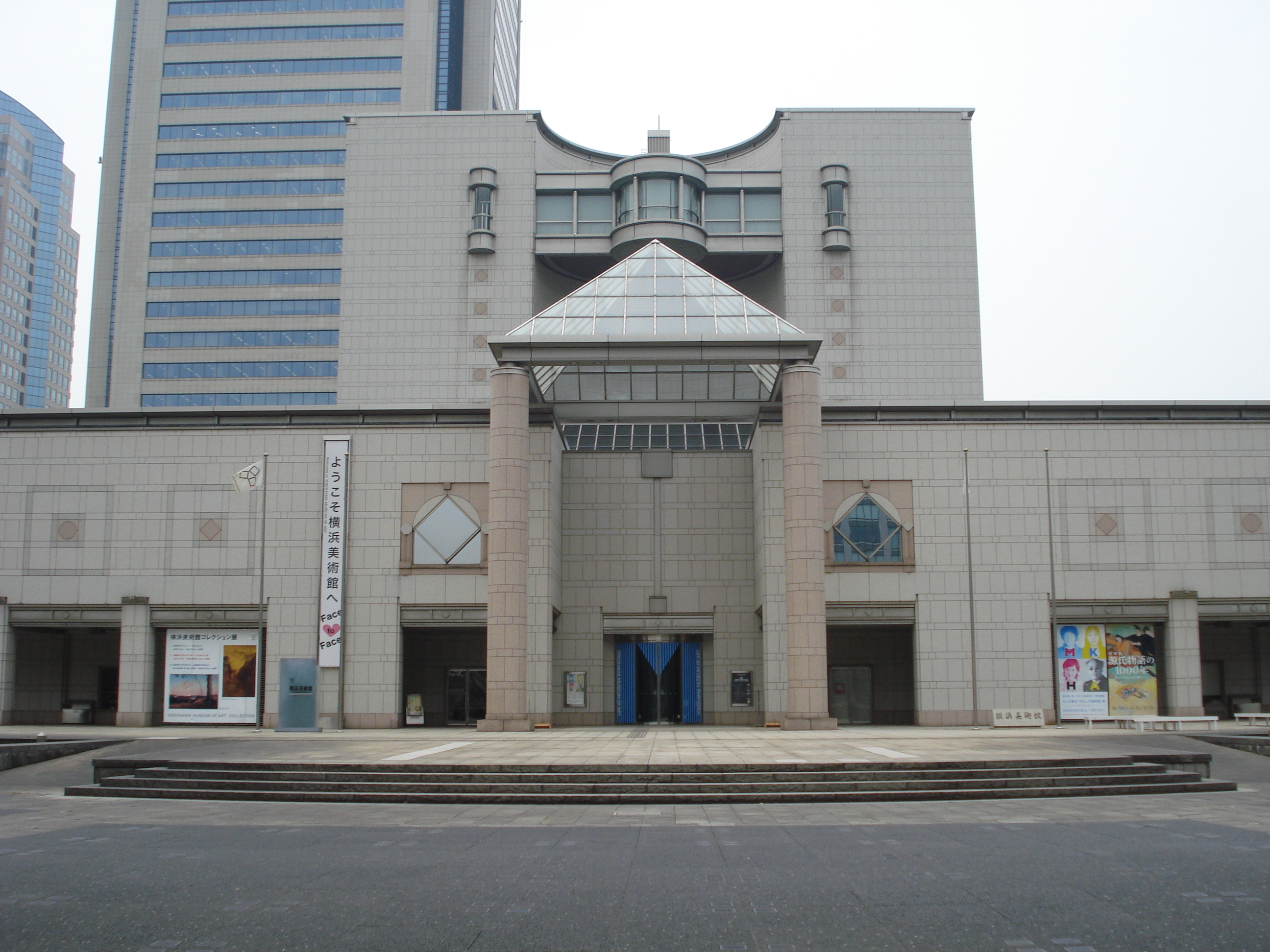
Musée d'art de Yokohama

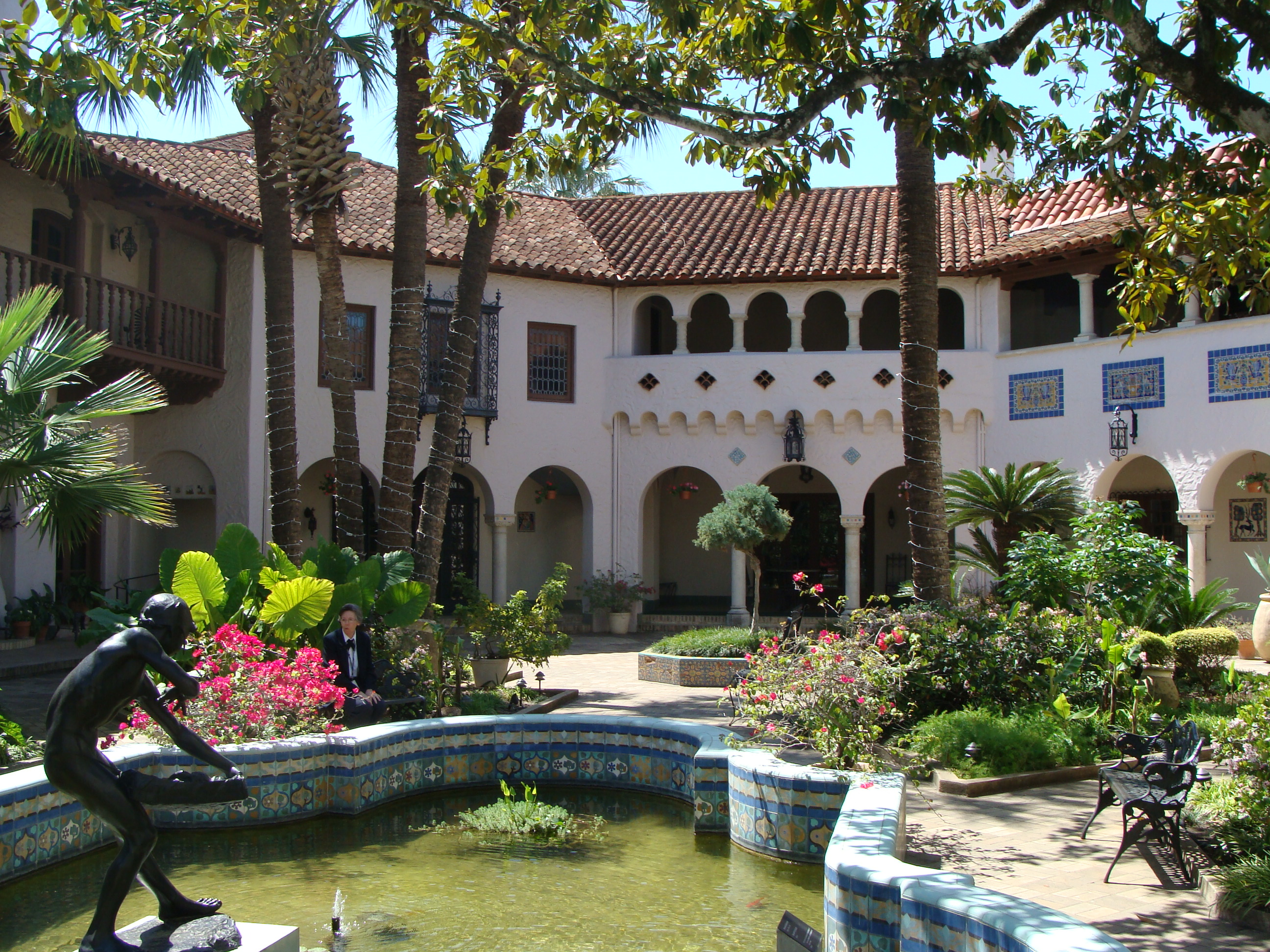
Cour intérieure du musée McNay de San Antonio (Texas)

- 1926, Nu au panier de fruits, huile sur toile (162 × 74,3 cm), National Gallery of Art (Washington), collection Chester Dale, Nu au panier de fruits. Cette peinture fait partie de la série des Corps de femmes à la suite des Canéphores.
  - Nu couché 3, huile sur panneau (26,4 × 68,3 cm), collection privée 
  - 1926 (?), Nature morte bleue avec prunes et verre d'eau, huile sur toile (23,2 × 73,1 cm), Museum of fine arts (Boston), Nature morte bleue avec prunes et verre d'eau
  - Pomme et banane, huile sur panneau (16,5 × 22 cm), collection privée, Pomme et banane
  - Plat de fruits, verre et bouteille, huile sur toile (44 × 54,6 cm), Kelvingrove Art Gallery and Museum (Glasgow), Plat de fruits, verre et bouteille
  - Prune, poire, noix et couteau, huile sur toile (22,86 cm), The Phillips Collection, Prune, poire, noix et couteau
  - Verre et fruit (1926), huile et sable sur toile (40 × 73 cm), collection privée, Verre et fruit (1926)
  - Le Compotier de raisin, huile, graviers et sable sur toile (100 × 80,8 cm), musée Solomon R. Guggenheim (New York), voir Le Compotier de raisin
  - Plat de fruits, verre et bouteille, huile sur toile (44 × 54,6 cm), Kelvingrove Art Gallery and Museum (Glasgow), Plat de fruits, verre et bouteille
  - Pichet, partition, fruits et serviette, huile et sable sur toile (36,8 × 120 cm), Nprtp, Simon Museum of Art, Pichet, partition, fruits et serviette
  - Femme assise avec un panier de fruits
- 1926-1928, Compotier et fruits, huile sur toile (43,7 × 73,3 cm), Philadelphia Museum of Art, Compotier et fruits
- 1926-1927, Nature morte au pichet, huile sur toile (192 × 43 cm), collection particulière[188]
  - Nature morte au compotier[note 4], huile sur toile (192 × 43 cm), collection particulière[189]
- 1927, Nature morte à la clarinette, huile sur toile (55,9 × 75 cm), The Phillips Collection[190]
  - Nu (1927), pastel sur papier marouflé sur toile (90 × 71 cm), collection particulière[191]
  - Guitare et pichet, huile sur toile (81 × 116,5 cm), Tate Modern, Guitare et pichet
  - Citron et huitres, huile sur toile (27,3 × 34,9 cm), The Phillips Collection, Citron et huitres
  - Citrons, pêches et compotier, huile sur toile (22,5 × 73,3 cm), The Phillips Collection, Citrons, pêches et compotier
  - Compotier, verre, fruits et pipe, huile sur panneau, Galerie Jan Krugier[note 5](Genève)[192]
  - Nature morte avec raisins et clarinette, huile sur toile (53,9 × 73 cm), The Phillips Collection, Nature morte avec raisins et clarinette
  - Fruits sur une nappe et compotier, huile sur toile (130,5 × 75 cm), Centre Georges-Pompidou (Paris)[193]
  - Pichet et fruits, huile sur toile (21,3 × 70,7 cm), Birmingham Museum and Art Gallery, Pichet et fruits
  - Verre et citrons, huile sur panneau (20,5 × 37 cm), collection privée, Verre et citrons
- 1928, Le Guéridon (Braque, 1928), huile sur toile (197 × 73 cm), Museum of Modern Art (New York)[194]
  - Citrons et rond de serviette, huile et mine de plomb sur toile (40 × 120 cm), The Phillips Collection, Citrons et rond de serviette
  - Pichet, citrons et assiette de fruits, huile sur toile (40,5 × 121 cm), Musée Ludwig, Cologne, Pichet, citrons et assiette de fruits, Pichet, citrons et assiette de fruits exposé au Mildred Lane Kemper Art Museum (Saint-Louis, Missouri)
  - Nature morte, la table, huile sur toile (81,3 × 130,8 cm), National Gallery of Art, Nature morte, la table
  - Cabine et bateau, huile sur toile (38,4 × 46 cm), collection privée, Cabine et bateau
  - Assiette de fruits et panier de fruits, huile et sable sur toile (49,9 × 90,2 cm, Virginia Museum of Fine Arts, Richmond (Virginie), Assiette de fruits et panier de fruits
  - Verre et fruits (1928), huile et sable sur toile (26 × 64,8 cm), collection privée, Verre et fruits (1928)
  - Guitare et pichet, huile sur toile (81 × 116,5 cm), Tate Modern, Londres, Guitare et pichet
  - La Cheminée (1928), huile sur toile (130 × 74 cm), Kunsthaus de Zurich (Suisse), présentation au Grand Palais
  - Falaise et bateau sur la plage, huile sur toile (33,1 × 41 cm), collection privée, Falaise et bateau sur la plage
- 1928-1931, Nature morte à la table verte, huile sur toile (54 × 73 cm), (anciennement ?) galerie Jan Krugier (Genève)[195]
- 1929, Baigneuse, huile sur toile (20 × 36,8 cm), collection privée, Aperçu de Baigneuse
  - La Plage de Dieppe, huile sur toile (24,5 × 35 cm), Moderna Museet, Stockholm[196]
  - Bouteille et raisins, huile sur toile (46 × 38 cm), collection privée, Bouteille et raisins
  - Le Grand Guéridon, intitulé également La Table ronde, huile sur toile (145,7 × 113,7 cm), The Phillips Collection[197]
  - Cabines au drapeau, huile sur toile (23,1 × 33 cm), collection privée, Cabines au drapeau
  - Le Vase de cristal, huile sur toile (41,2 × 120,5 cm), Cleveland Museum of Art, Le Vase de cristal
  - Nature morte (1929), huile sur toile (24,1 × 41 cm), Metropolitan, Nature morte (1929)
  - Le Rond de serviette (The Napkin Ring), huile sur toile (39,4 × 120,7 cm), Indiana University Art Museum, Le Rond de serviette (The Napkin Ring)
  - Le Rond de serviette (marbre), assemblage, composition avec incrustation dans le marbre (45,1 × 134,9 cm), collection privée, Le Rond de serviette (marbre)
  - Nature morte, Le Jour, huile sur toile (115 × 146,7 cm), National Gallery of Art (Washington), Nature morte, Le Jour
- 1930, Nature morte avec bouteille, verre et compotier, huile sur toile (50 × 73 cm), collection particulière[198]
  - Palette (Mur de l'atelier André Breton), huile sur bois (22 × 13 × 0,5 cm), objet, Centre Georges-Pompidou (Paris) ; descriptif : palette de peintre, fabrication artisanale, en forme de rectangle irrégulier, Utilisée sur ses deux faces et signée sur l'une, sous la prise du pouce, répertorié sur le site du Centre Georges-Pompidou virtuel, consulter l'inventaire du Centre Georges-Pompidou
  - Tête, pastel sur papier Ingres (57,5 × 44,5 cm), Centre Georges-Pompidou (Paris)
  - La Falaise d'Étretat, huile sur toile (43 × 73 cm), collection particulière[199]
  - Guitare et bouteille de marc sur une table, huile sur toile (130,5 × 75 cm), Cleveland Museum of Art[200]
  - La Mandoline bleue, huile sur toile (46 × 35 cm), musée d'art de Saint-Louis, La Mandoline bleue
  - Verre et plat de fruits, huile sur toile (27,3 × 35,2 cm), collection privée, Verre et plat de fruits
  - Nature morte au verre (1930), huile sur toile (51,3 × 65,1 cm), Mildred Lane Kemper Art Museum (St Louis, Missouri), Nature morte au verre
  - Nature morte avec pipe, huile sur toile (24,4 × 33 cm), McNay Art Museum, San Antonio (Texas), Nature morte avec pipe
- 1931, Carafe, verre et fruit, huile sur toile (50,1 × 73 cm), collection privée, Carafe, verre et fruit
  - Grande nature morte brune, huile sur toile (131 × 190 cm)[201], (à vérifier)
  - Nu couché au guéridon, huile sur toile (24 × 41 cm), collection privée[202], aperçu sur Artnet
  - Verre et fruit, huile et sable sur toile (38,1 × 46,4 cm), musée d'art de Saint-Louis, Verre et fruit
  - Le Paquet de tabac, huile sur toile (24 × 35 cm), Ashmolean Museum (Oxford), Le Paquet de tabac
  - Verre et coupe de fruits, huile sur toile (27 × 35 cm), collection privée, Verre et coupe de fruits
  - Verre et plat de fruits, huile sur toile (38,2 × 46,3 cm), collection privée, Verre et plat de fruits

## 1932 à 1944

### 1932-1941

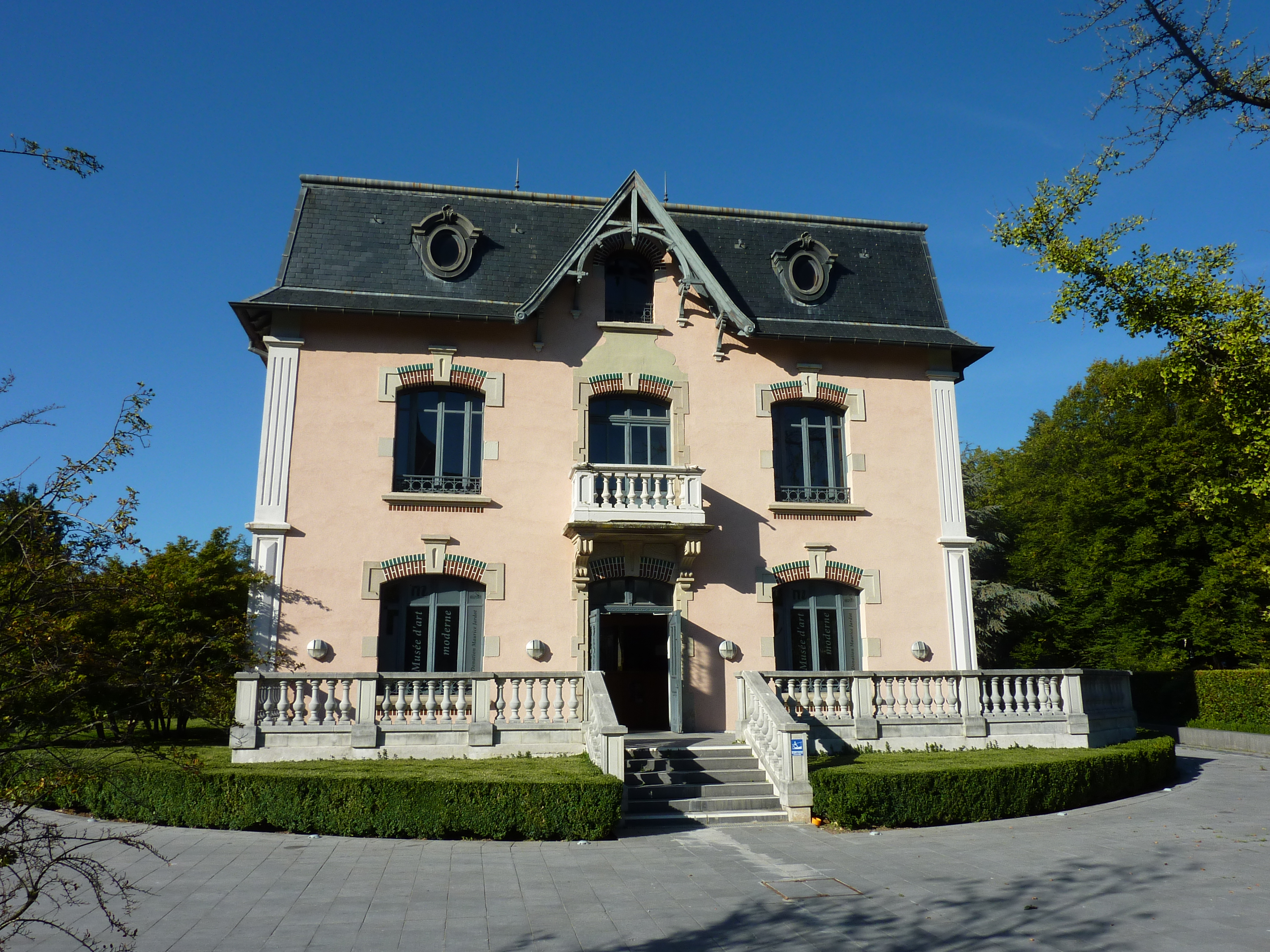
Musée d'art moderne de Belfort.

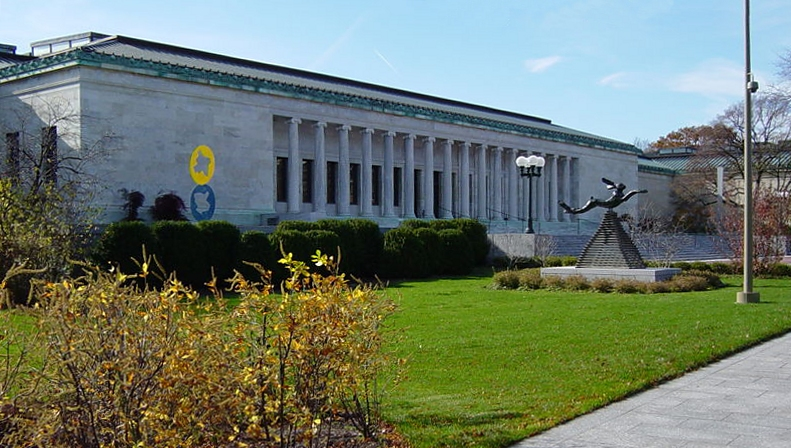
Musée d'art de Toledo, Toledo (Ohio)

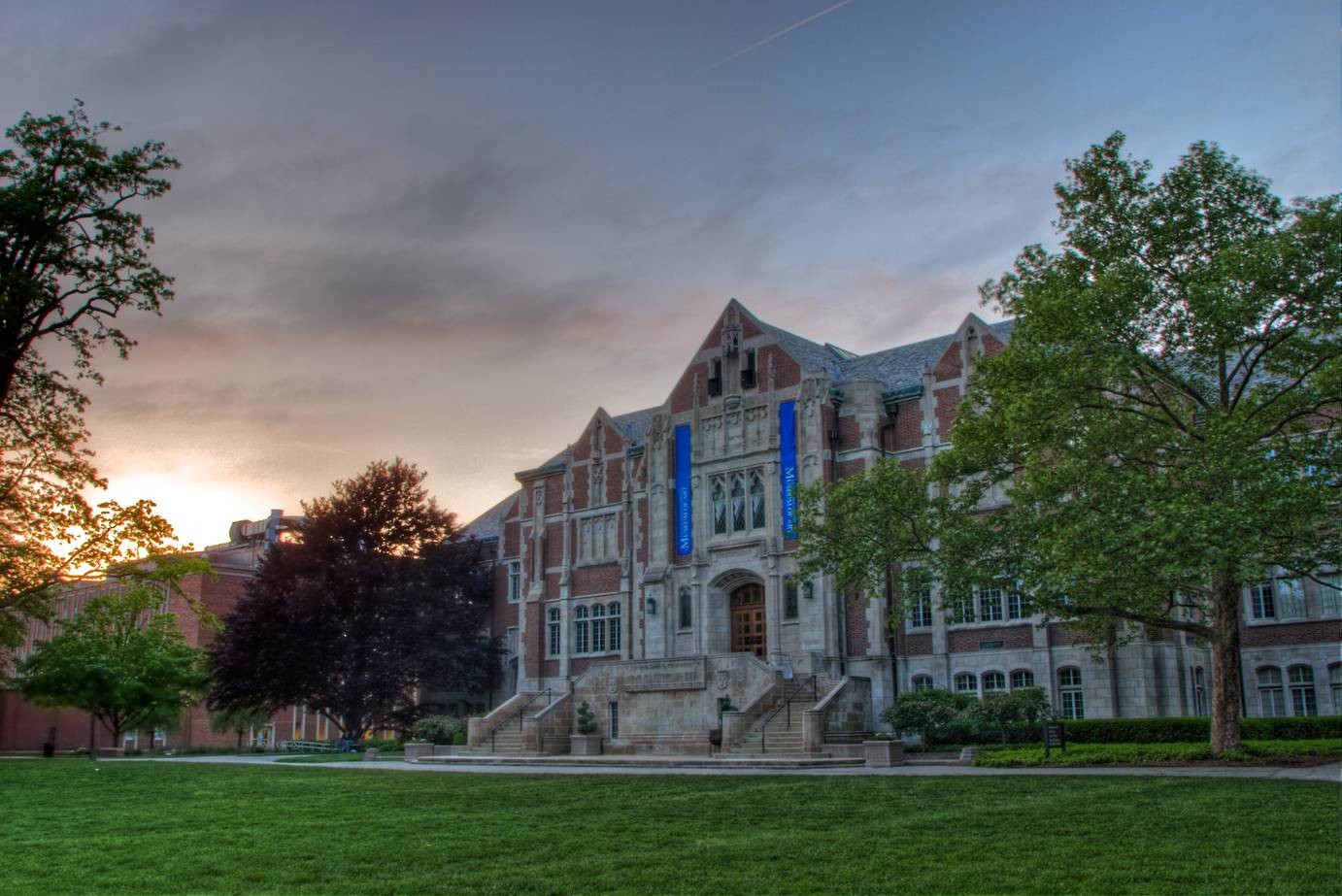
David Owsley Museum of Art, département des beaux-arts de l'université d'État de Ball.

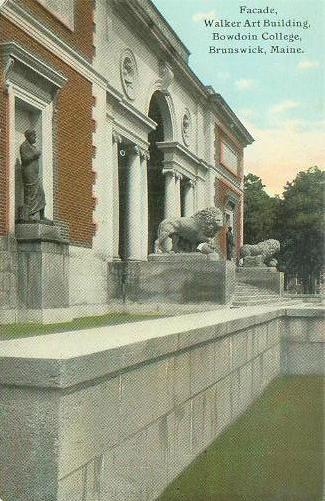
Bowdoin College Museum of Art, façade du musée, Brunswick (Maine).

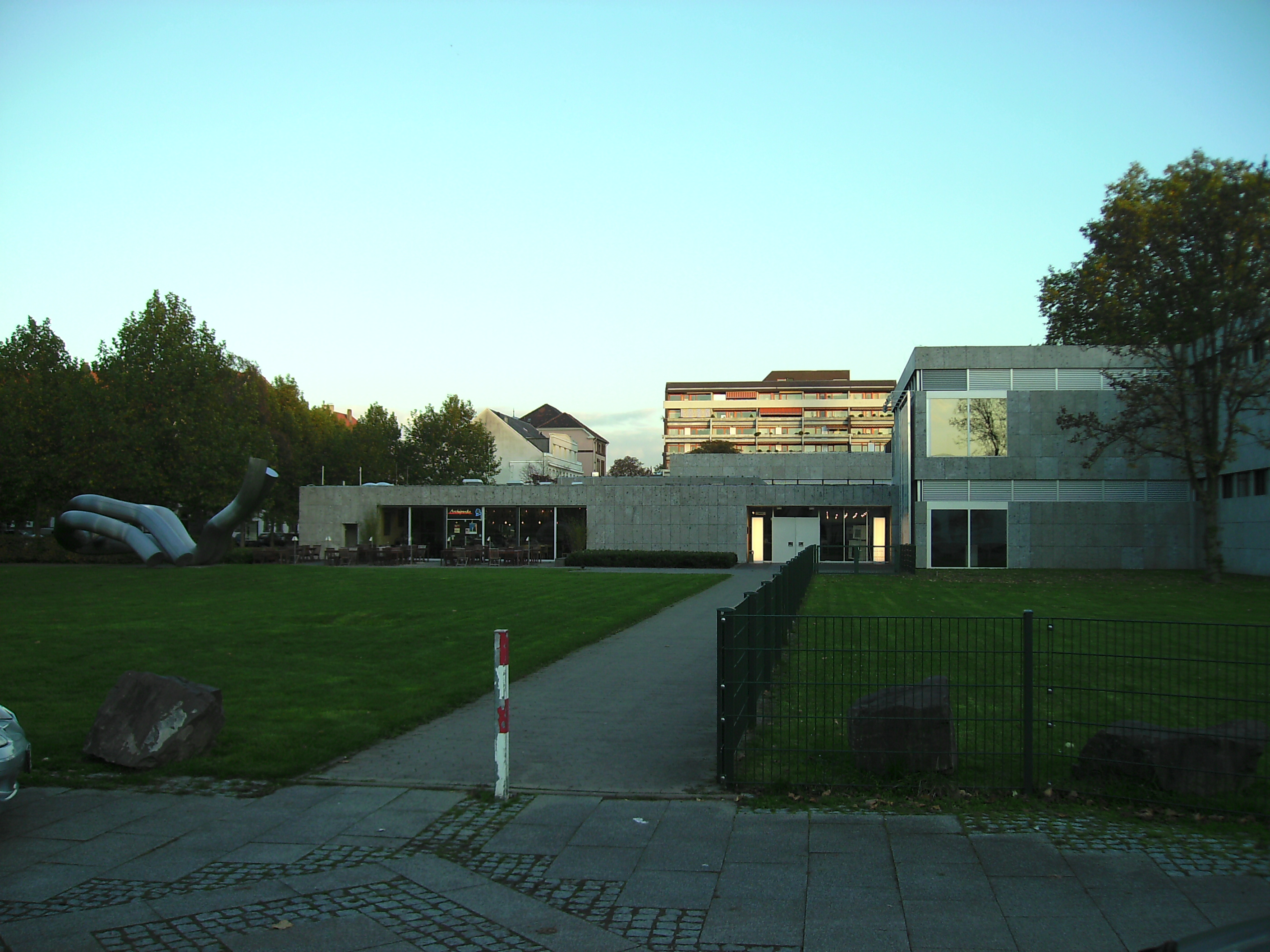
Musée de la Sarre (Sarrebruck)

- 1932, Les Bateaux bleus, huile sur panneau (23 × 33 cm), collection privée, Les Bateaux bleus
  - Nature morte au pichet, huile sur toile (50 × 73 cm), collection particulière[203]
  - Grande nature morte brune (Le Compotier), huile sur toile (129,5 × 195,5 cm), Centre Georges-Pompidou (Paris)[204]
  - La Plage, huile sur toile (dimensions inconnues), collection particulière[205]
- 1932-1939, Hera et Themis, eau-forte sur papier, imprimeur Demetrios Galanis, Victoria and Albert Museum, Hera et Themis
- 1933, La Serviette rose, dimensions non précisées, collection privée, référence à La Serviette rose
  - La Nappe rose, huile et sable sur toile (97,2 × 130,2 cm), Chrysler Museum of Art, Norfolk (Virginie), La Nappe rose
  - Nature morte à la nappe rouge (1934), huile sur toile (81 × 100 cm), collection particulière[206], Nature morte à la nappe rouge
- 1935, Nappe jaune, huile sur toile (114,3 × 144,8 cm), collection privée, qui reçoit en 1937 le premier prix de la Fondation Carnegie de Pittsburg, Pennsylvanie[207]
  - Nu couché, huile sur toile (114 × 195,8 cm), collection Nahmad, Suisse[208]
  - Verre, fruits et couteau, huile sur toile (48,5 × 64,5 cm), collection privée, Verre, fruits et couteau
- 1935-1936, Le Guéridon (SFMOMA), huile et sable sur toile (180,34 × 73,66 cm), San Francisco Museum of Modern Art, Le Guéridon de San Francisco
- 1936, Nature morte au compotier, huile sur toile (60,3 × 81,3 cm), Philadelphia Museum of Art[209]
  - Nature morte à la nappe rouge (1936), deuxième nature morte à la nappe rouge annoncée sur le site du Norton Museum of Art de Palm Beach (Floride), mais inaccessible, noter l'annonce
  - Vase, palette et mandoline, huile, fusain et crayon sur toile (81,28 × 162,5 cm), San Francisco Museum of Modern Art, Vase, palette et mandoline
- 1936, Femme assise au chevalet (Paravent jaune), huile sur toile (130 × 162 cm), collection particulière[210], Metropolitan Museum of Art acquise en 1995, Femme assise au chevalet
  - Femme à la palette, huile sur toile (92,1 × 92,2 cm), musée des beaux-arts de Lyon[211]
- 1936-1937, Le Duo, huile sur toile (130 × 162 cm), offre deux profils de femmes assises sur leur chaise, Centre Georges-Pompidou depuis 1939[Quoi ?][212],[213].
- 1937, Concert, huile sur toile (71,12 × 90,17 cm), musée d'art du comté de Los Angeles, Concert
  - Femme à la mandoline, huile sur toile, 2 dessins sur papier carnet, pour Étude à la mandoline, archives Laurens[214]
- 1937, Femme à la mandoline, huile sur toile (130,2 × 97,2 cm), Museum of Modern Art, Femme à la mandoline
  - Nature morte aux poissons roses, huile sur toile (17 × 61 cm), musée d'art d'Indianapolis (image non accessible)
  - Dieppe, huile sur toile (35,6 × 46,3 cm), collection privée, Dieppe
  - Nature morte aux huitres, huile sur toile (53,7 × 93,3 cm), Mildred Lane Kemper Art Museum, Saint-Louis (Missouri), Nature morte aux huitres
  - Nature morte aux poissons roses, 
  - Silhouette double, huile sur toile, dimensions inconnues, collection privée, Silhouette double
  - Le Chevalet, également appelé Nature morte au chevalet, huile sur toile (89,5 × 107,5 cm), musée d'art de Yokohama (Japon), aperçu de Le Chevalet
  - Tempête sur la plage, huile sur panneau (20,5 × 38,1 cm), Philadelphia Museum of Art, Tempête sur la plage
- 1938, L'Atelier au crâne, huile sur toile (92 × 92 cm), collection privée[215]
  - Balustre et crâne, huile sur toile (45 × 55 cm), collection privée, Balustrade et crâne
  - Fruit, verre et mandoline (Fruit, Glass and Mandolin), huile et sable sur toile (81 × 100 cm), National Gallery of Art (Washington), Fruit, verre et mandoline
  - Atelier au vase noir, huile et sable sur toile (97,2 × 129,5 cm), Kreeger Museum, Washington (district de Columbia), Atelier au vase noir
  - Tabouret, vase et palette, huile sur toile (92 × 92 cm), collection privée[216]
- 1939, Vanitas, huile sur toile (38 × 55 cm), Centre Georges-Pompidou[217], donation de 1965 de Mme Braque
  - Vanitas, huile sur toile (50 × 61 cm), collection privée[218]
  - Le Guéridon rouge, huile sur toile commencée en 1939, travaillée et révisée jusqu'en 1952 (183 × 73 cm), Musée national d'art moderne, Centre Georges-Pompidou (Paris)[219]
  - Atelier, vase devant la fenêtre, huile et sable sur toile (113 × 146 cm), Metropolitan Museum of Art, acquis par donation en 1993 Atelier, vase devant la fenêtre
  - Artiste et modèle, huile et sable sur toile (129 × 180 cm), Nortorn Simon Museum of Art, Pasadena[220], Artiste et modèle
- 1940, Les Deux Rougets, huile sur papier marouflé sur toile (47 × 62 cm), collection particulière[221]
- 1941, La Carafe et les poissons, huile sur toile (33,5 × 55,5 cm), Centre Georges-Pompidou (Paris)[222]
  - Deux poissons dans un plat avec une cruche, également intitulé Les Deux Rougets, huile sur papier marouflé sur toile (47 × 62 cm), la série de poissons sur fond noir, nature morte très dépouillée, collection particulière[221]
  - Mandoline à la partition (Le Banjo), huile sur toile (108 × 89 cm), collection Charles et Palmer Ducommun[223]
  - Le Pain, huile et sable sur toile (41 × 120 cm), Centre Georges-Pompidou (voir les détails sur le site du Centre Georges-Pompidou virtuel)
  - Le Candélabre (Le Bougeoir), huile sur panneau (35,5 × 36 cm), collection privée, Le Candélabre (Le Bougeoir)
  - Cafetière, huile et sable sur toile (36 × 120 cm), collection particulière, Cafetière
  - Œufs sur le poêle, huile sur toile (38 × 78 cm), collection privée, Œufs sur le poêle
  - Nature morte au poisson, huile sur toile (60 × 73 cm), musée d'art de Toledo (Ohio) Nature morte au poisson
  - Le Dessert, huile et sable sur toile (41,3 × 72,2 cm), musée d'art du comté de Los Angeles, Le Dessert
- 1941-1945, Vanitas (Nature morte au crâne), huile sur toile (50 × 61 cm), collection particulière[218]
- 1941-1943, Nature morte au crâne, huile sur toile (50 × 61 cm), collection privée[218]
- 1941-1960, Mon vélo, huile sur toile (92 × 73 cm), collection particulière[224]
- 1942, Grand intérieur à la palette (143 × 195,6 cm), Menil Collection (Houston)[225]

### 1942-1944

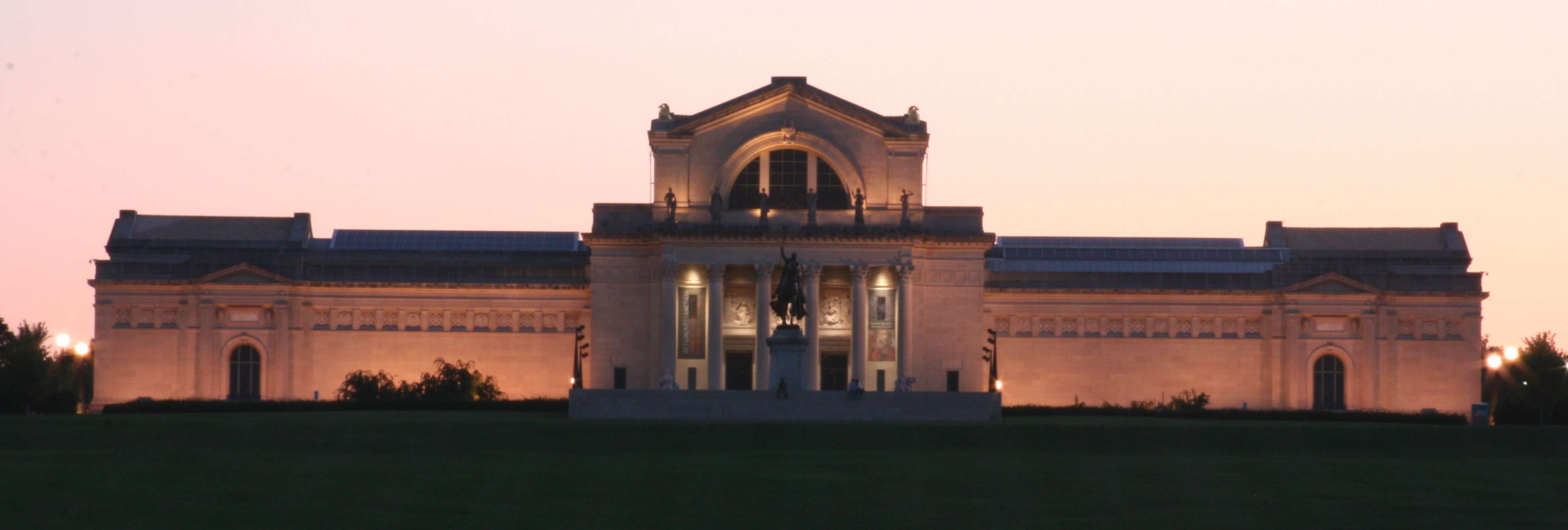
Musée d'art de Saint-Louis, Saint-Louis (Missouri)

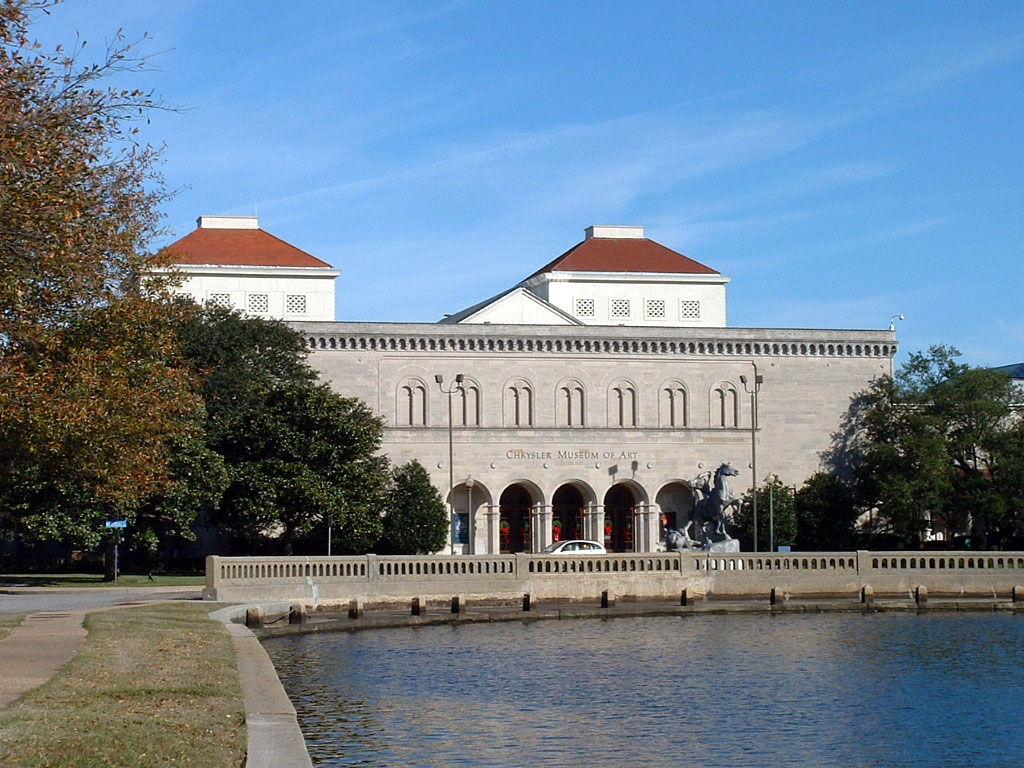
Chrysler Museum of Art, Norfolk (Virginie).

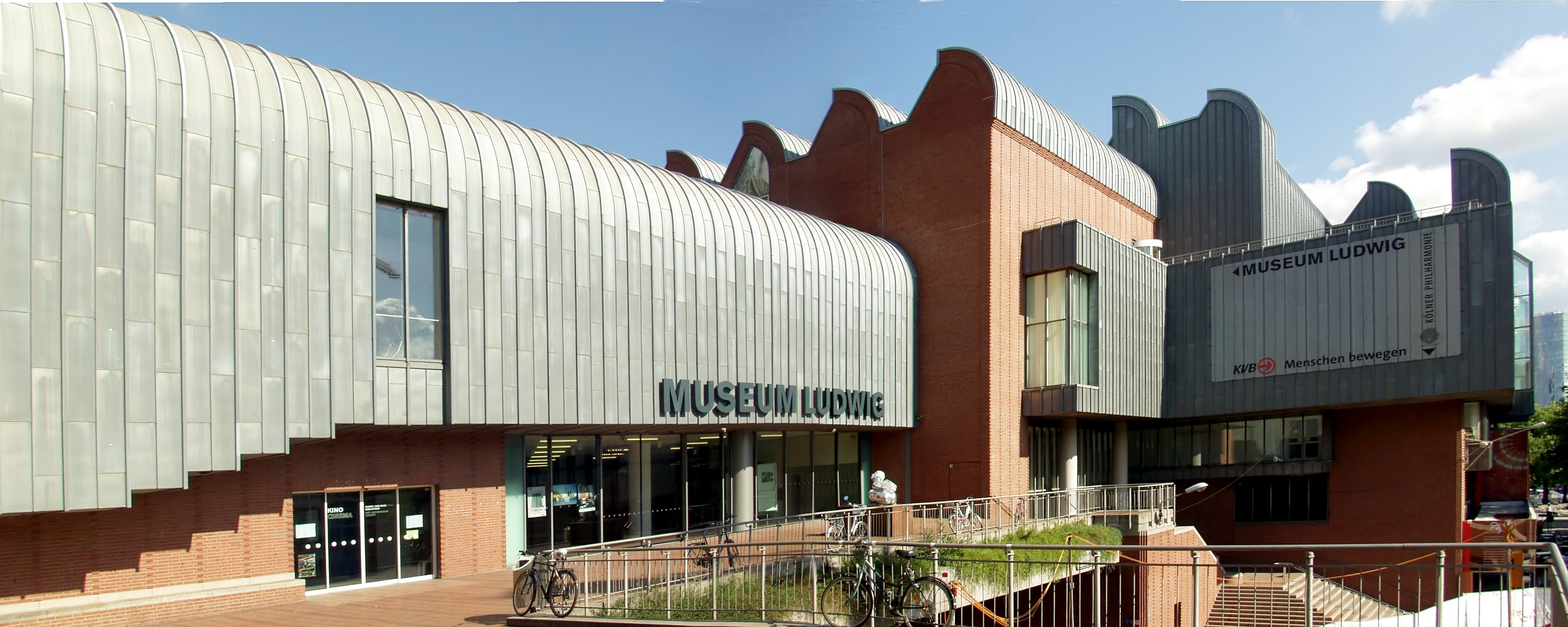
Musée Ludwig (Cologne)

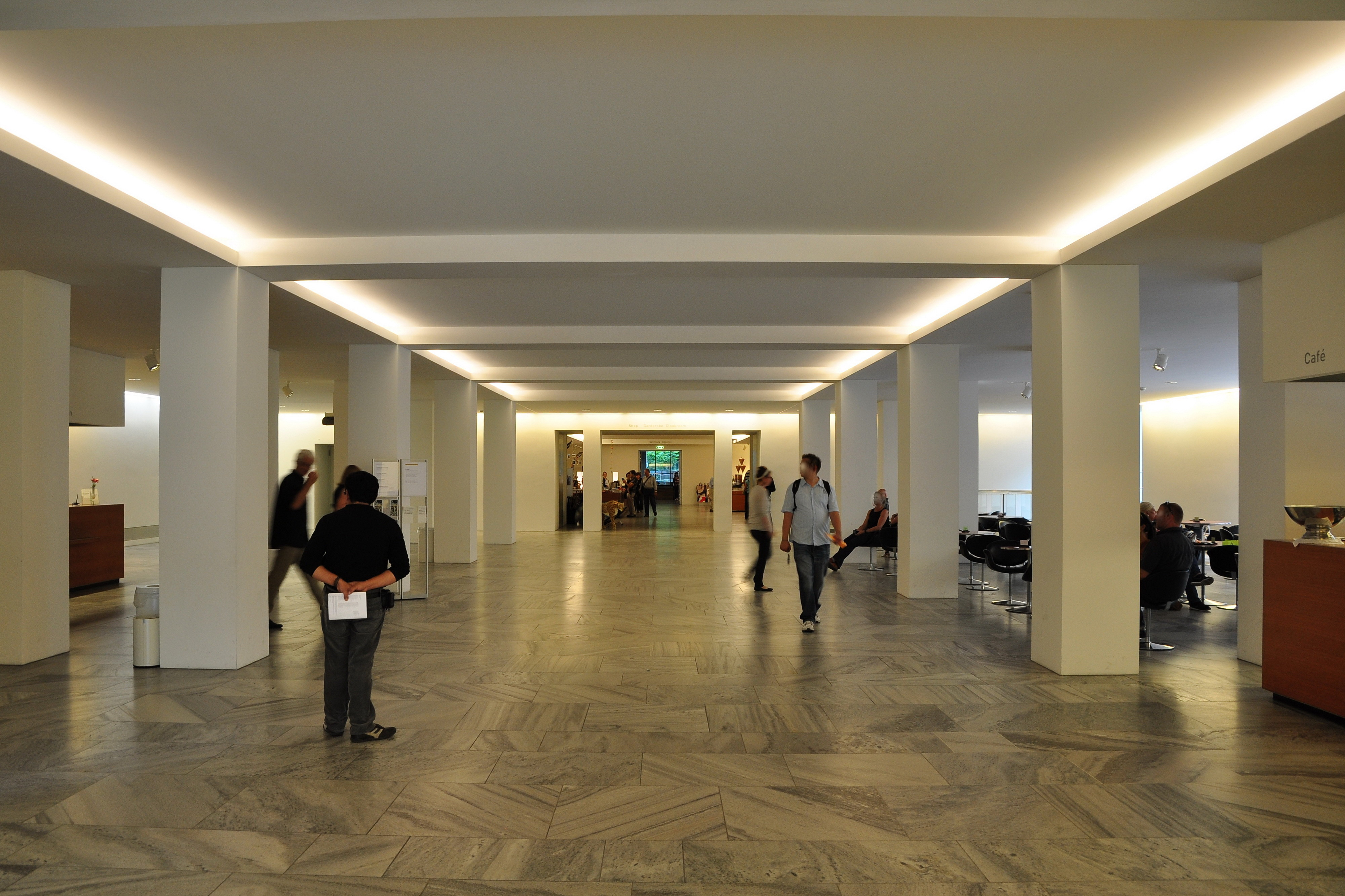
Kunsthaus de Zurich, intérieur

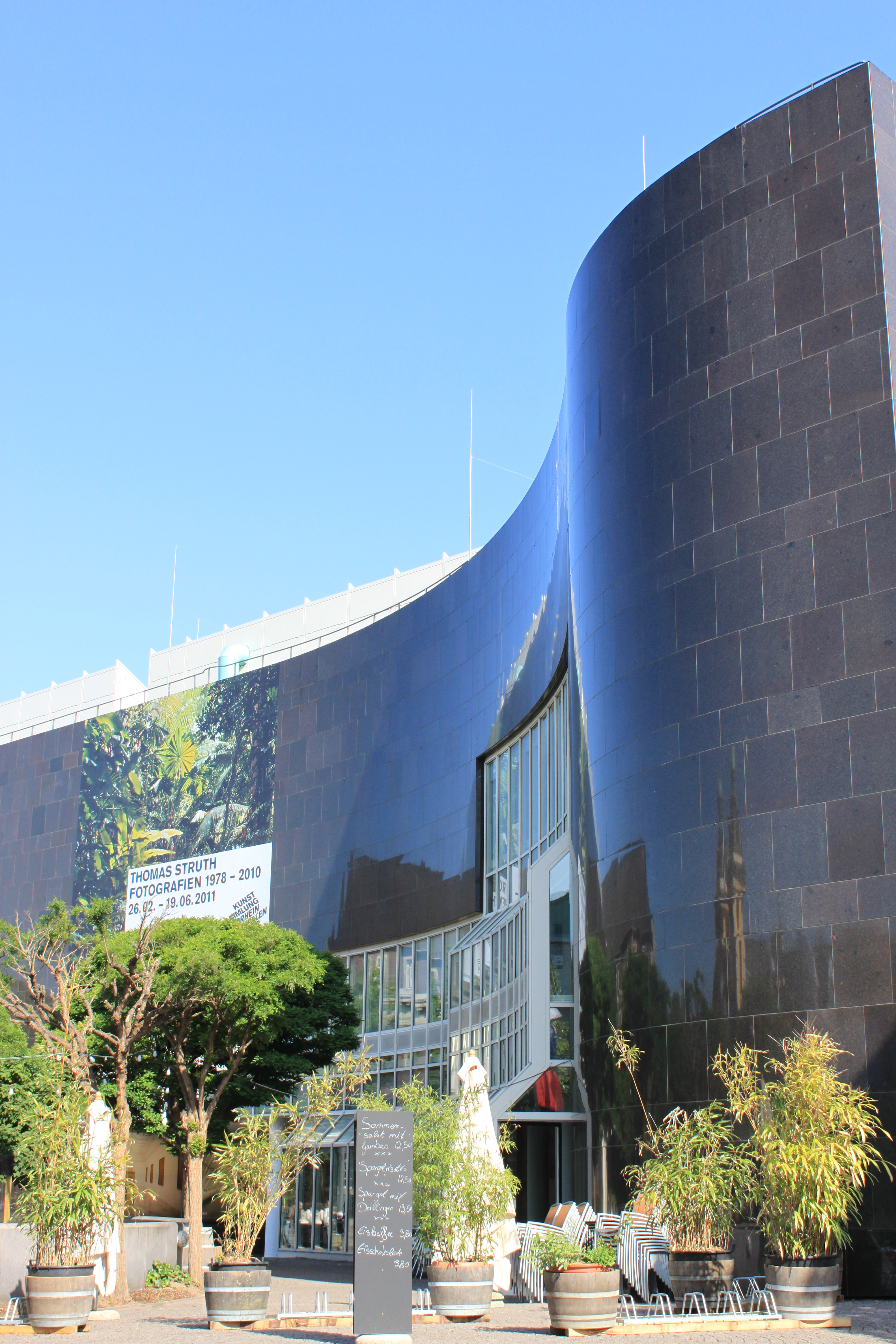
Musée Fédéral de la Rhénanie-du-Nord-Westphalie (Düsseldorf)

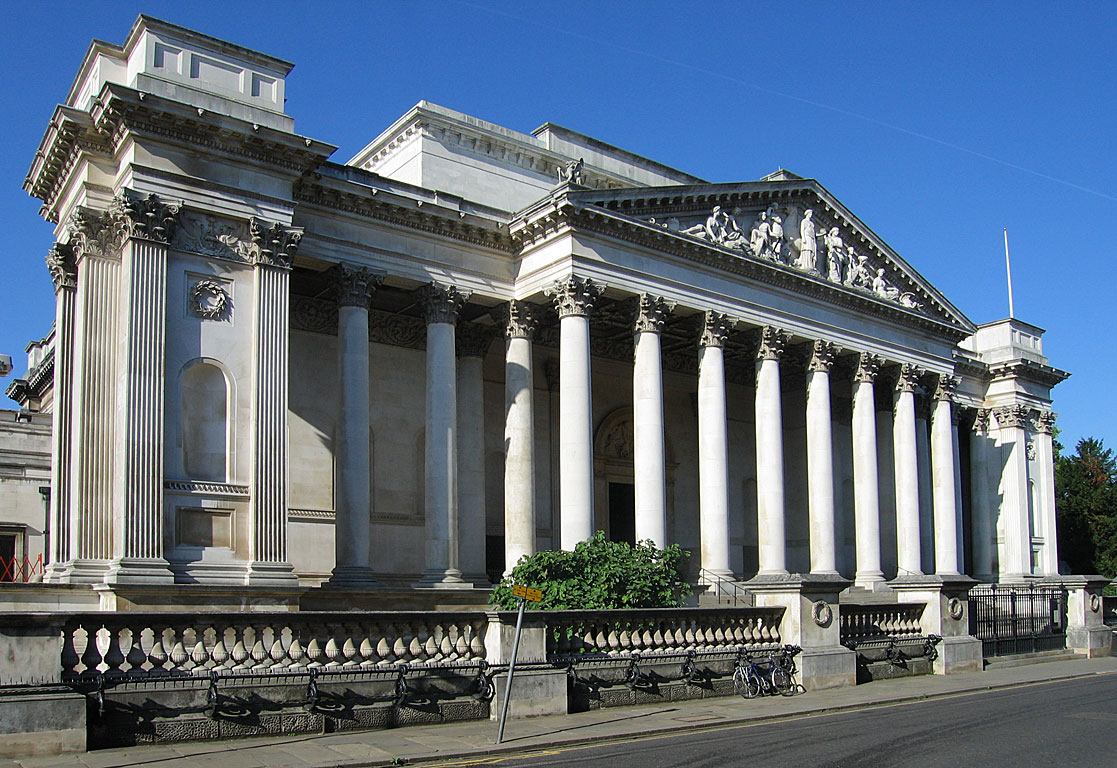
Fitzwilliam Museum (Cambridge)

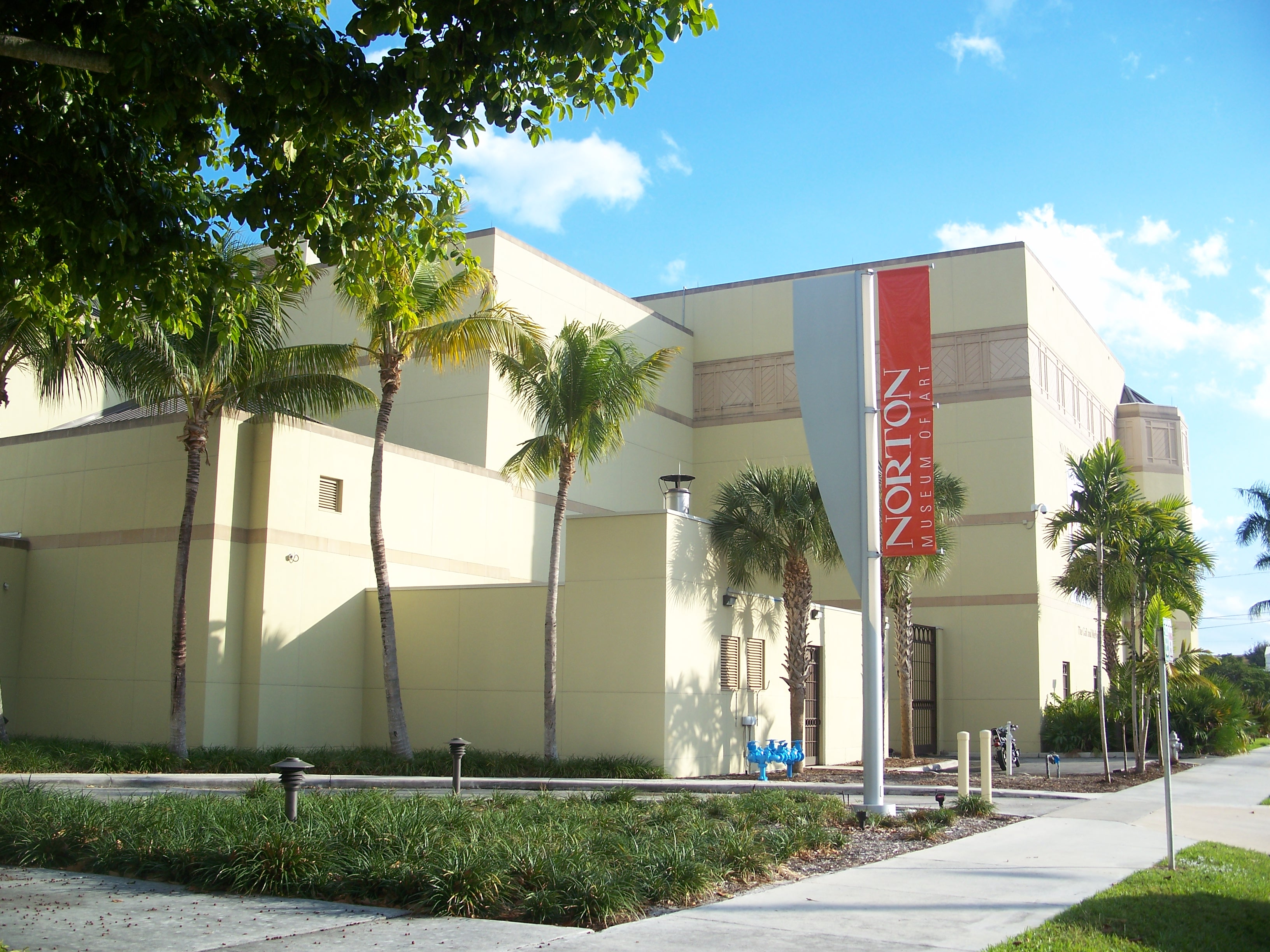
Norton Museum of Art, Palm Beach (Floride)

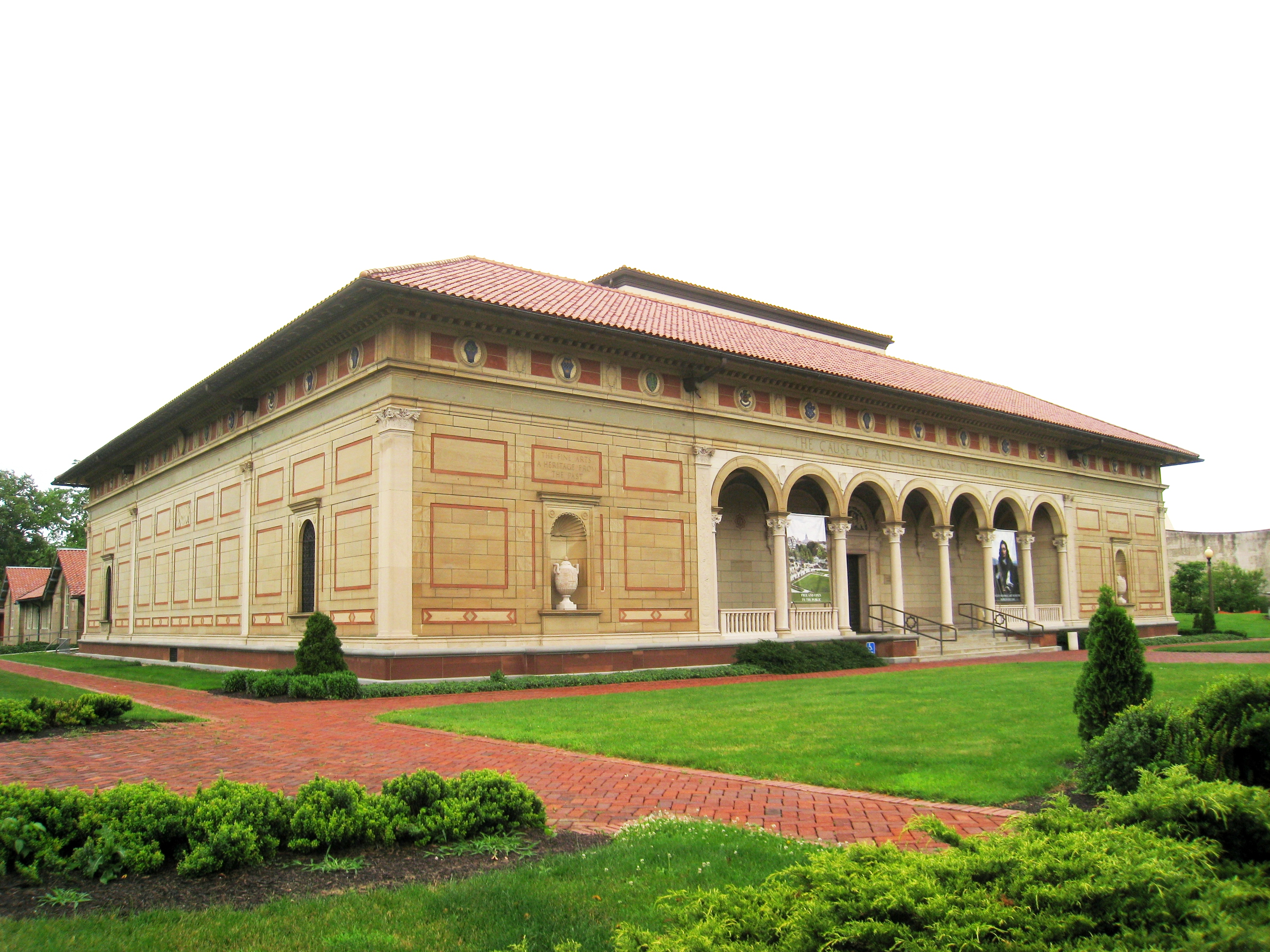
Allen Memorial Art Museum, Oberlin (Ohio)

- 1942, L'Homme au chevalet, huile sur papier marouflé sur toile (100 × 81 cm), collection privée[226]
  - L'Homme à la guitare, huile sur toile (130 × 97 cm), collection privée[227]
  - Théière et plateau de fromage, huile sur toile (33,8 × 55,4 cm), Philadelphia Museum of Art, Théière et plateau de fromage
  - Les Poissons noirs, huile sur toile (33 × 55 cm), Centre Georges-Pompidou (Paris)[228], don de l'artiste en 1947
  - Toilette devant la fenêtre, huile sur toile (130 × 97 cm), Centre Georges-Pompidou (Paris)[229]
  - Tabouret, vase et palette, huile sur toile (92 × 92 cm), collection privée[216]
  - Profil de femme au chapeau, huile sur papier collé sur toile (63 × 50 cm), Haggerty Museum of Art (Milwaukee, Wisconsin), Profil de femme au chapeau.
  - La Patience, huile sur toile (145 × 113 cm), musée d'art contemporain Goulandrís (Athènes)[230]
  - Grand intérieur à la palette, huile sur toile (141 × 195,6 cm), Menil Collection (Houston)[231]
  - Table de cuisine, huile sur toile (163 × 78 cm), collection privée[232]
- 1942-1944, Le Poêle, huile sur toile (33 × 55 cm), Yale University Art Gallery (New Haven, Connecticut)[233]
- 1942-1944, La Toilette aux carreaux verts, huile sur toile (162 × 63,8 cm), The Philips Collection Washington[234], pourrait être le même tableau que Le Lavabo, répertorié en 1944, ou encore Le Cabinet de toilette, à vérifier
- 1943, Pichet et crâne, huile sur toile (43 × 73 cm), Musée de la Sarre[235]
  - Tête de mort, huile sur toile (145,7 × 88,3 cm), collection privée[236]
  - Nature morte à la palette, huile sur toile (58,8 × 80 cm), musée d'art de Saint-Louis, Saint-Louis (Missouri)[237].
  - Guitare bleue, huile sur toile (70,9 × 52,5 cm), Allen Memorial Art Museum, Oberlin (Ohio), Guitare bleue
  - Le Tapis vert, huile sur toile (38 × 55 cm), Centre Georges-Pompidou (Paris)
  - Vase et poisson noir, huile sur toile (64,7 × 80 cm), Menil Collection (Houston)[238]
- 1943-1944, Table de cuisine avec grill, huile et sable sur toile (130 × 73,5 cm), musée d'art du comté de Los Angeles, Table de cuisine avec grill. En 1997, John Golding la répertoriait dans son catalogue au titre de collection privée, Suisse[234]
- 1944, Le Salon (intérieur), huile sur toile, huile sur toile (120,5 × 150,5 cm), Musée national d'art moderne, Centre Georges-Pompidou (acquis en 1946)[239]
  - Le Billard, huile et sable sur toile (130,5 × 195,5 cm), Centre Georges-Pompidou, acquis en 1946, achat des musées nationaux[240]
  - Le Cabinet de toilette, huile sur toile (162,2 × 63,8 cm), The Phillips Collection, Le Cabinet de toilette
  - Pot d'étain et assiette de fruits, huile sur toile (34,925 × 64,77 cm), The Phillips collection, Pot d'étain et assiette de fruits
  - Le Lavabo, huile sur toile (162,242 5 × 63,817 5 cm), The Phillips Collection, Pot d'étain et assiette de fruits
  - Le Billard horizontal, huile sur toile, Musée national d'art moderne, Centre Georges-Pompidou (Paris)[241]
- 1944-1945, Le Billard sous le lustre, huile sur toile (50 × 62 cm), collection Claude Laurens en 1997[242]
- 1944-1952, La Table de billard (The Billiard table I), huile sable et fusain sur toile (181 × 97,8 cm), Metropolitan Museum, La Table de billard (The Billiard table I)
  - Le Billard vertical, huile sur toile (181 × 97,8 cm), collection Jacques et Natasha Gelman, reproduit dans Zurcher, 1988, p. 187), cité par John Golding en 1997[243]

## 1944 à 1963

### 1945-1953

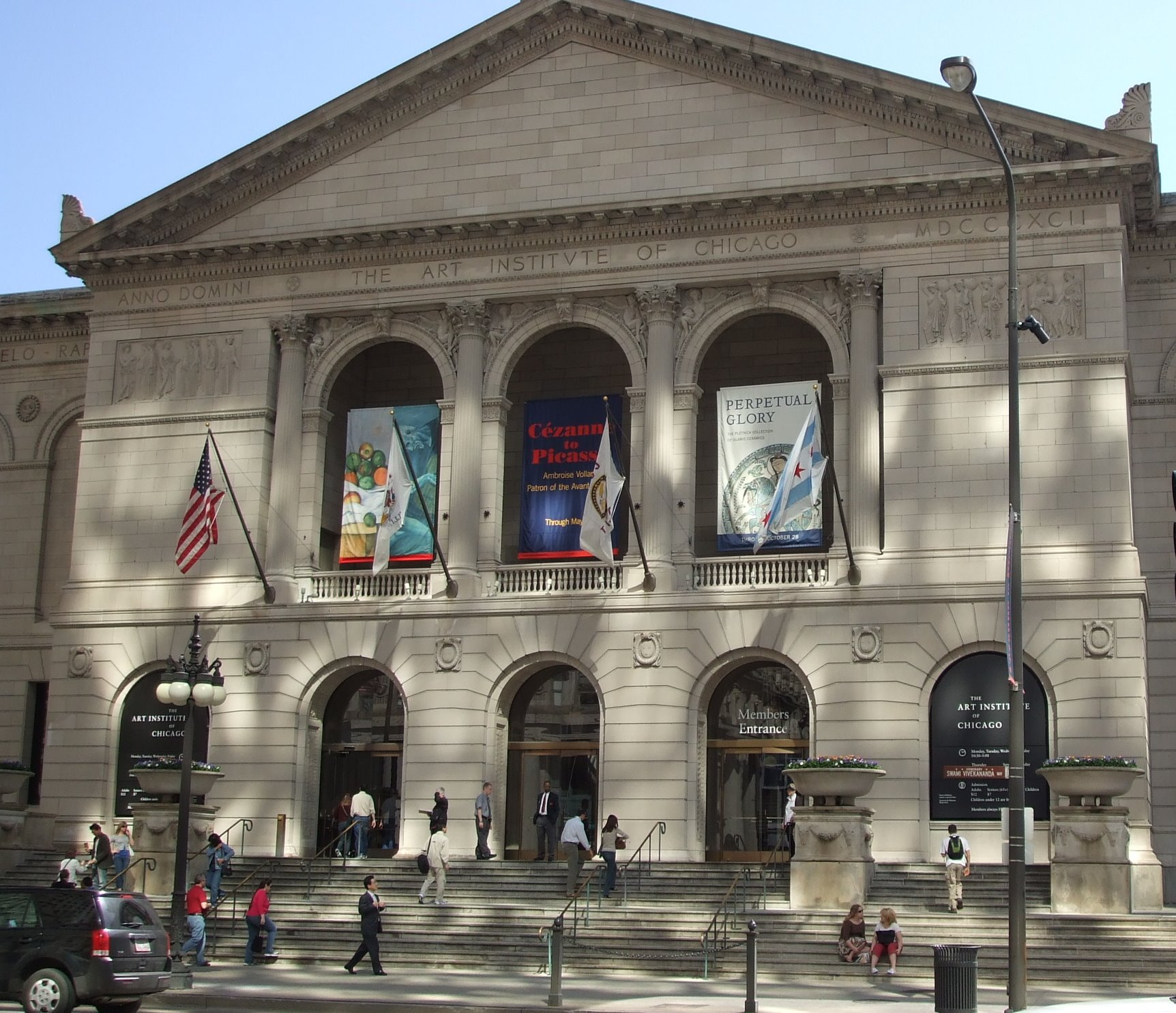
Institut d'art de Chicago

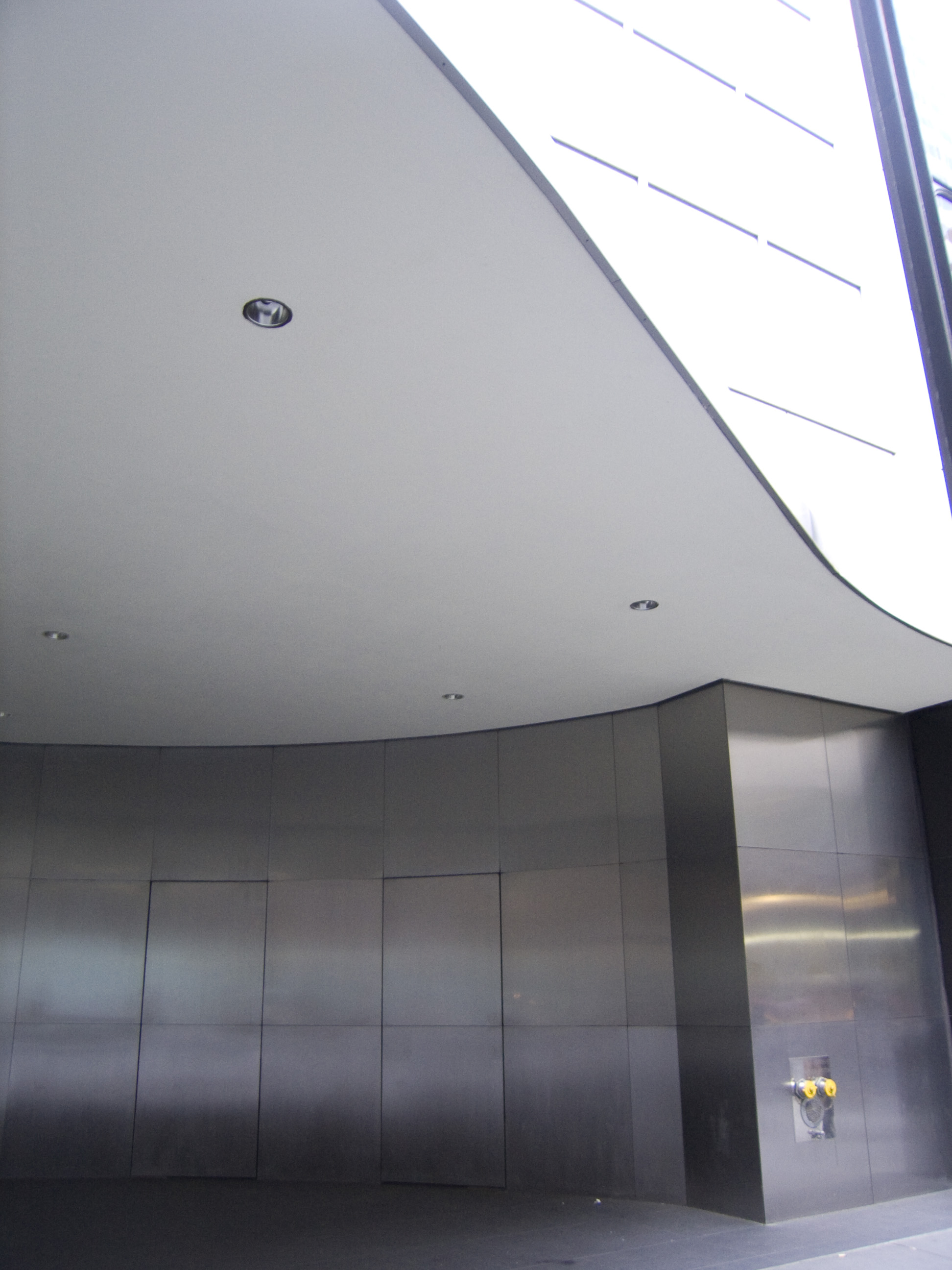
Museum of Modern Art

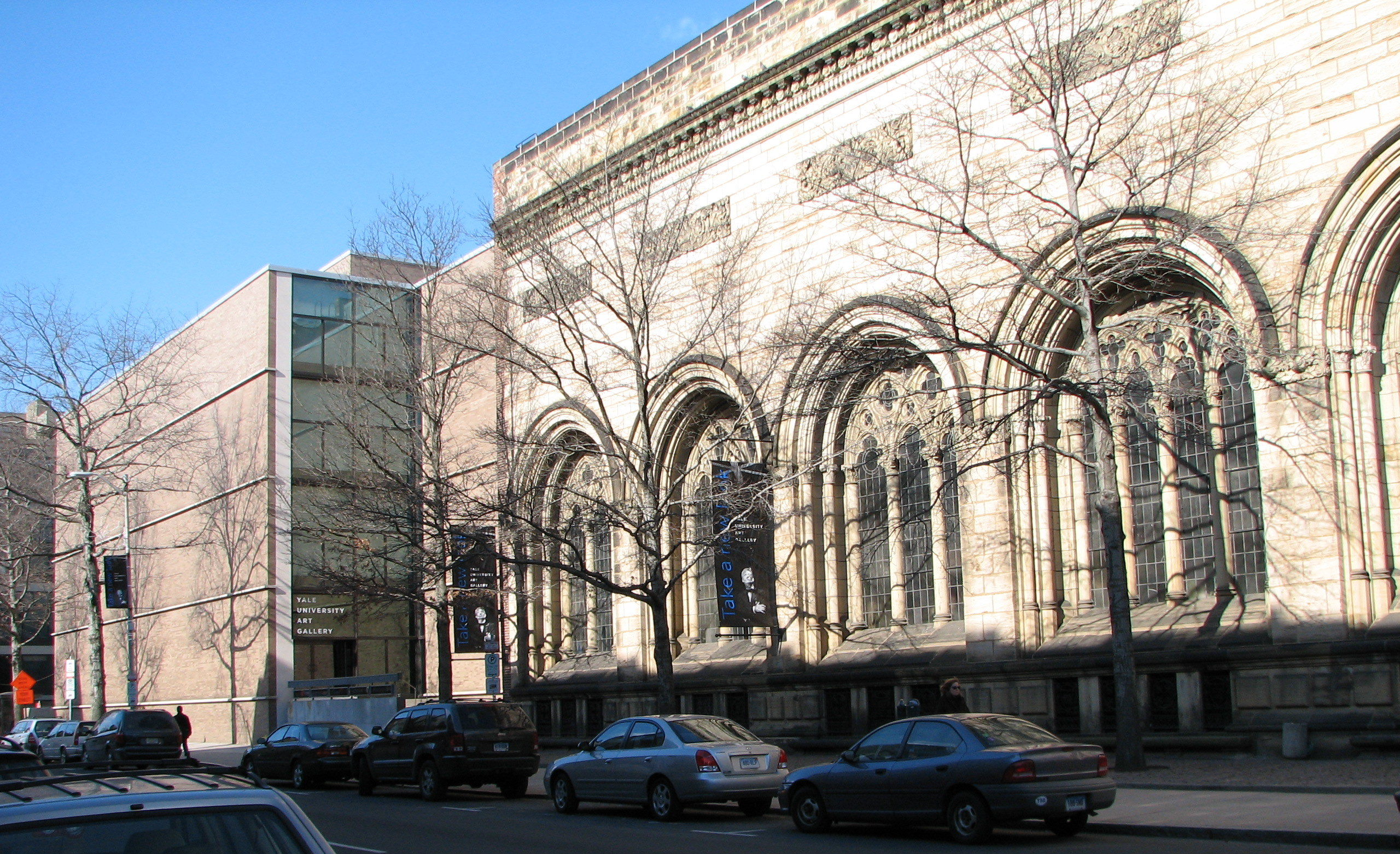
Yale University Art Gallery.

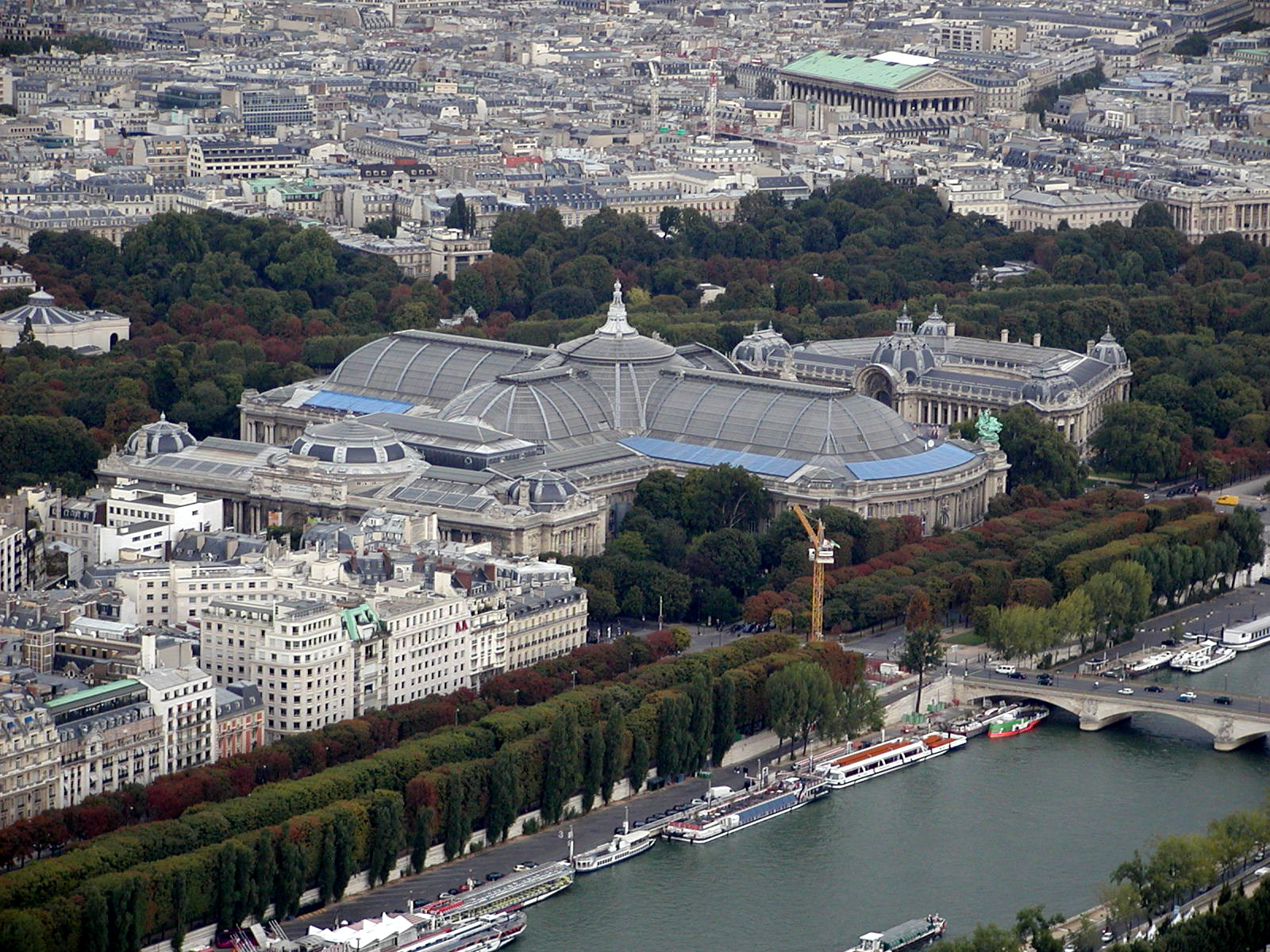
Grand Palais (Paris)

- 1943-1948, Le Saucisson, huile sur toile (21,5 × 34,5 cm), collection privée[243]
- 1944-1952, La Table de billard (The Billiard table II), huile, sable et fusain sur toile (89,5 × 116 cm), collection Laurens en 1997, reproduit pas Zurcher 1988, p. 187), cité par John Golding[244]
- 1944-1945, Le Billard sous la lampe, huile sur toile (50 × 62 cm), collection Laurens[244]
- 1944-1952, Le Billard (III), huile et sable sur toile (181 × 97,8 cm), collection Jacques et Natasha Gelman[245]
- 1945, La Femme au livre, huile sur toile (132 × 77 cm), collection Samir Traboulsi (Paris)[246]
  - Le Billard (1945), huile sur papier marouflé sur toile (89 × 116,3 cm), Tate Modern[247]
- 1946, Les Tournesols sur la table, huile et sable sur toile (105 × 105 cm), Corporate Art Collection, The Reader's Digest Association[248]
- 1947, La Caisse d'emballage, huile sur toile (38 × 55 cm), collection privée Caisse d'emballage[249]
  - La Chaise, huile sur toile (61 × 50 cm), Centre Georges-Pompidou (Paris)[193]
- 1947-1960, Chaise de jardin, huile sur toile (65,1 × 50,2 cm), Metropolitan Museum of Art, Chaise de jardin, Garden Chair, au MET
  - Les Chaises, huile sur toile (81 × 100 cm), collection particulière[250],
- 1947-1949, Le Chaudron, huile sur toile (116 × 69 cm), Musées d'État de Berlin, non localisé avec précision[251],
  - Le Billard (dernière version), huile sur toile (145 × 195 cm), se trouve au Musée d'art contemporain de Caracas (Venezuela). Il a été exposé au Grand Palais (Paris) lors de la rétrospective Georges Braque 2013[252], avec la mention des années où il a été achevé : 1947-1949[252]
- 1948, Théière noire aux deux citrons, huile sur panneau (31,4 × 49,2 cm), collection privée, aperçu Théière noire aux deux citrons
  - La Terrasse (1948), huile sur toile (97 × 130 cm), collection privée[253]
- 1948-1950, Nature morte à la bouteille et à la langouste, huile sur papier marouflé sur toile (100 × 80 cm), collection privée[254]
- 1948-1950, Nature morte à la langouste, huile sur toile (162 × 73 cm), collection Adrien Maeght[254]
- 1948-1951, L'Aquarium (Les Grands Poissons), huile sur carton (62 × 81 cm), collection privée[255]
- 1948-1952, Le Double Bouquet, huile et sable sur toile (100 × 100 cm), collection Jan Krugier (Genève)[256]
- 1949, Profil et palette sur fond noir, huile sur toile (100 × 63 cm), collection privée[257]
- 1949-1954, Ajax, huile sur toile (179 × 71 cm), Institut d'art de Chicago[258]
- 1949, Atelier I, huile sur toile (92 × 73 cm), collection particulière[259]
  - Atelier II, huile sur toile (131 × 132,5 cm), Kunstsammlung Nordrhein-Westfalen, Düsseldorf[260], avec la mention des années où il a été achevé : 1947-1949
  - Atelier III, huile sur toile (130,8 × 74 cm), Metropolitan Museum of Art, Atelier III
  - Atelier III, huile sur toile (130 × 74 cm), collection privée[261] (le MEt ci-dessus déclare ce tableau légué par Florence Schoenborn en 1996, le catalogue de l'exposition 1997 signale : prêté par le fonds de Florence Schoenborn)
  - Atelier IV, huile sur toile (130 × 195 cm), collection particulière[262]. Toutes ailes déployées, il occupe un tiers de l'espace
- 1949-1950, Atelier V (également intitulé Atelier III) huile sur toile (147 × 176,5 cm), collection privée en 1997, Museum of Modern Art en 2013[263]
- 1950-1951, Atelier VI, huile sur toile (130 × 162,5 cm), Fondation Maeght, Saint-Paul-de-Vence[264]
- 1951, La Nuit, huile sur toile (162 × 162,573 cm), collection particulière, Saint-Paul-de-Vence[265]
- 1951-1952, Les Deux fenêtres, huile et sable sur toile (96,5 × 129,5 cm), Philadelphia Museum of Art, Les Deux fenêtres[266]
- 1951, Champ de blé, huile sur toile (35,6 × 55,9 cm), Institut d'art de Chicago, voir Champ de blé
  - Le Champ de blé, huile sur toile (26,3 × 55,8 cm), Institut d'art de Chicago[267]
- 1952, Le Philodendron, huile sur toile (130,175 × 73,977 5 cm), The Phillips Collection, Le Philodendron
  - Le Grand Vase, huile et sable sur toile (73 × 97,75 cm)
  - Le Philodendron, huile sur toile (180 × 72,5 cm), collection privée, prêt à la rétrospective 2013 des galeries du Grand Palais (Paris), par la galerie L'Or du temps, rue de l'Échaudé (Paris)[268].
  - L'Ondée, huile sur toile (34,925 × 54,61 cm), The Phillips Collection, L'Ondée[269]
- 1952-1956, Atelier IX est le dernier état de l'Atelier VII (1952-1956) modifié, le peintre a déplacé les objets et il a changé de numéro[270]. Le dernier état de ce tableau est présenté au Grand Palais en 2013, huile sur toile (146 × 146 cm), Musée national d'art moderne, Centre Georges-Pompidou (Paris)[271]
- 1953, Le Vase de fleurs, huile sur toile (116 × 60 cm), collection Paule et Adrien Maeght, non répertoriée dans le catalogue Maeght[272].
  - Étude pour le plafond du Louvre, 3 gouaches sur papier (21 × 36,5 cm), musée d'art moderne de Belfort[273]
  - Étude pour le plafond du Louvre, 3 gouaches sur papier (30 × 18,5 cm), collection privée[273]
  - Les Oiseaux, peinture monumentale (270 × 212 cm), voir le plafond
- 1953-1954, La Treille, huile sur toile (97 × 130 cm), collection privée[253]

### 1953-1963

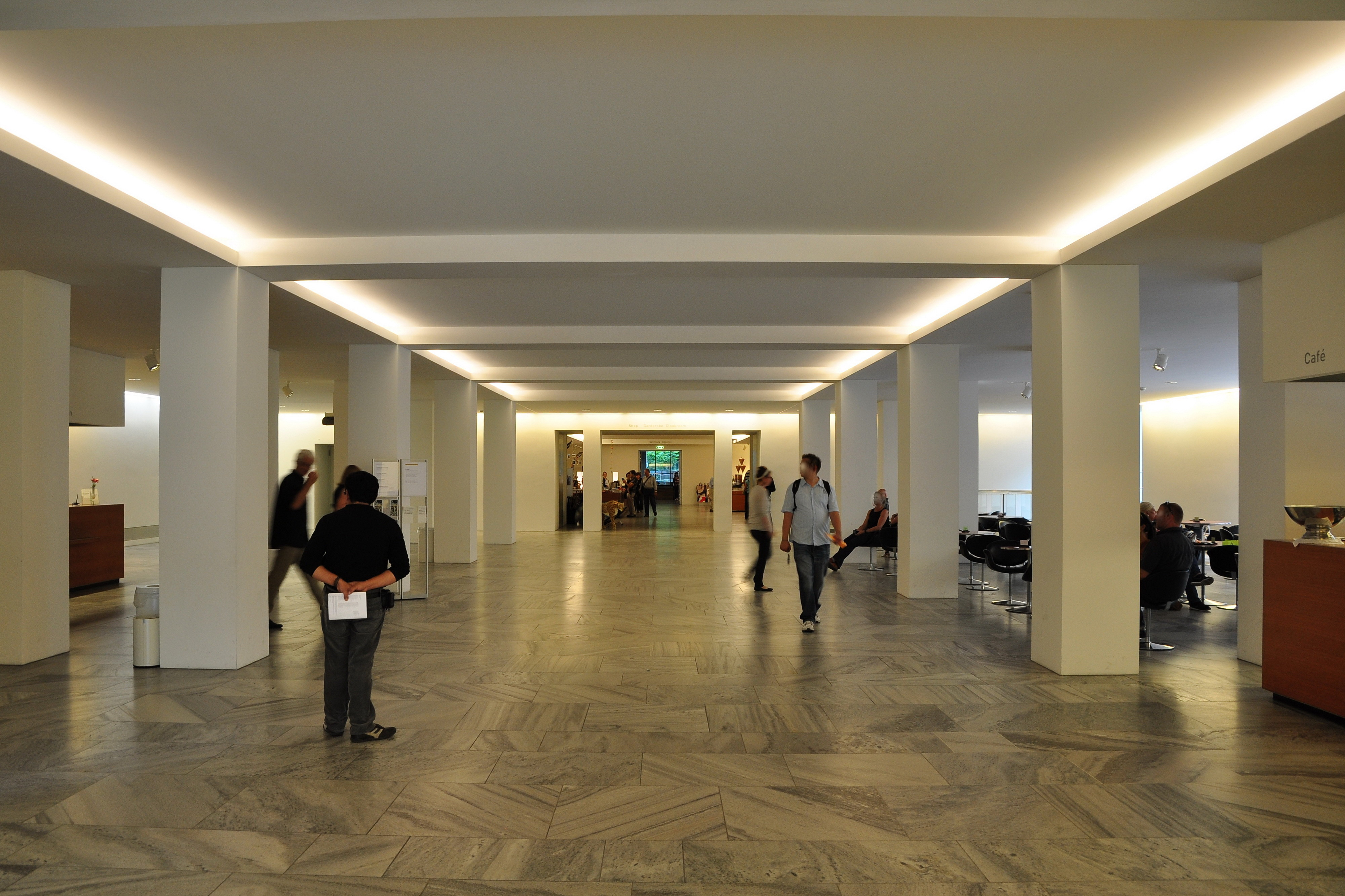
Kunsthaus de Zurich, intérieur

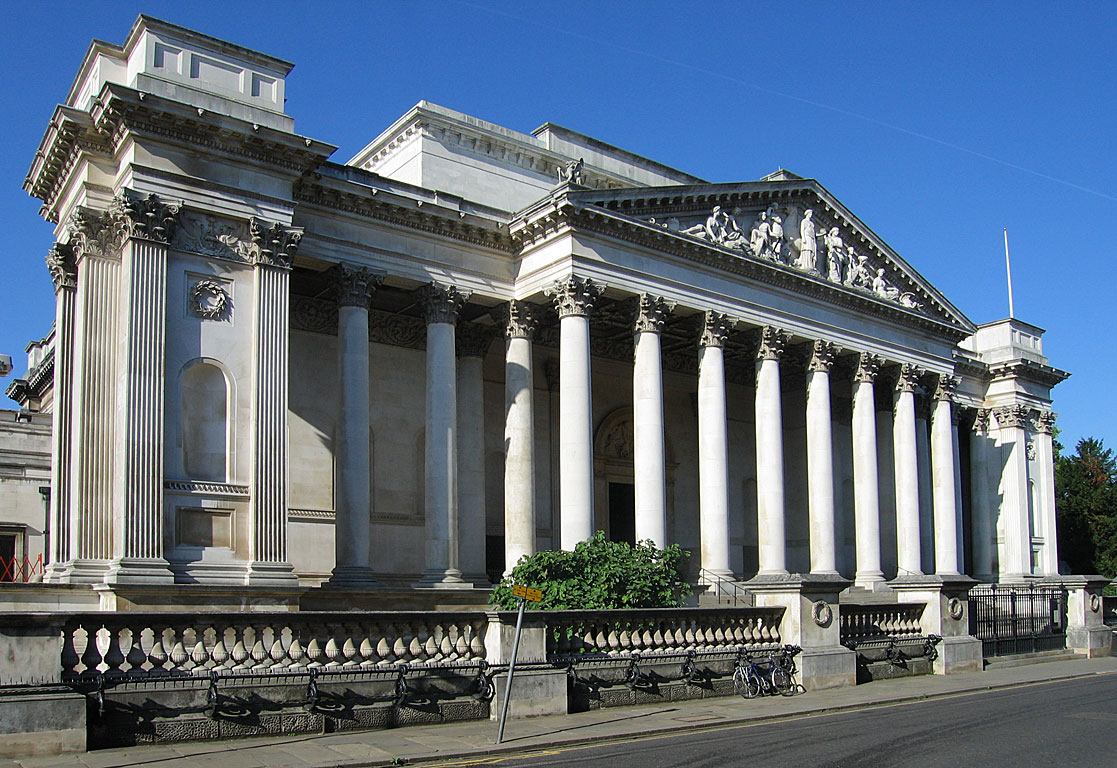
Fitzwilliam Museum (Cambridge)

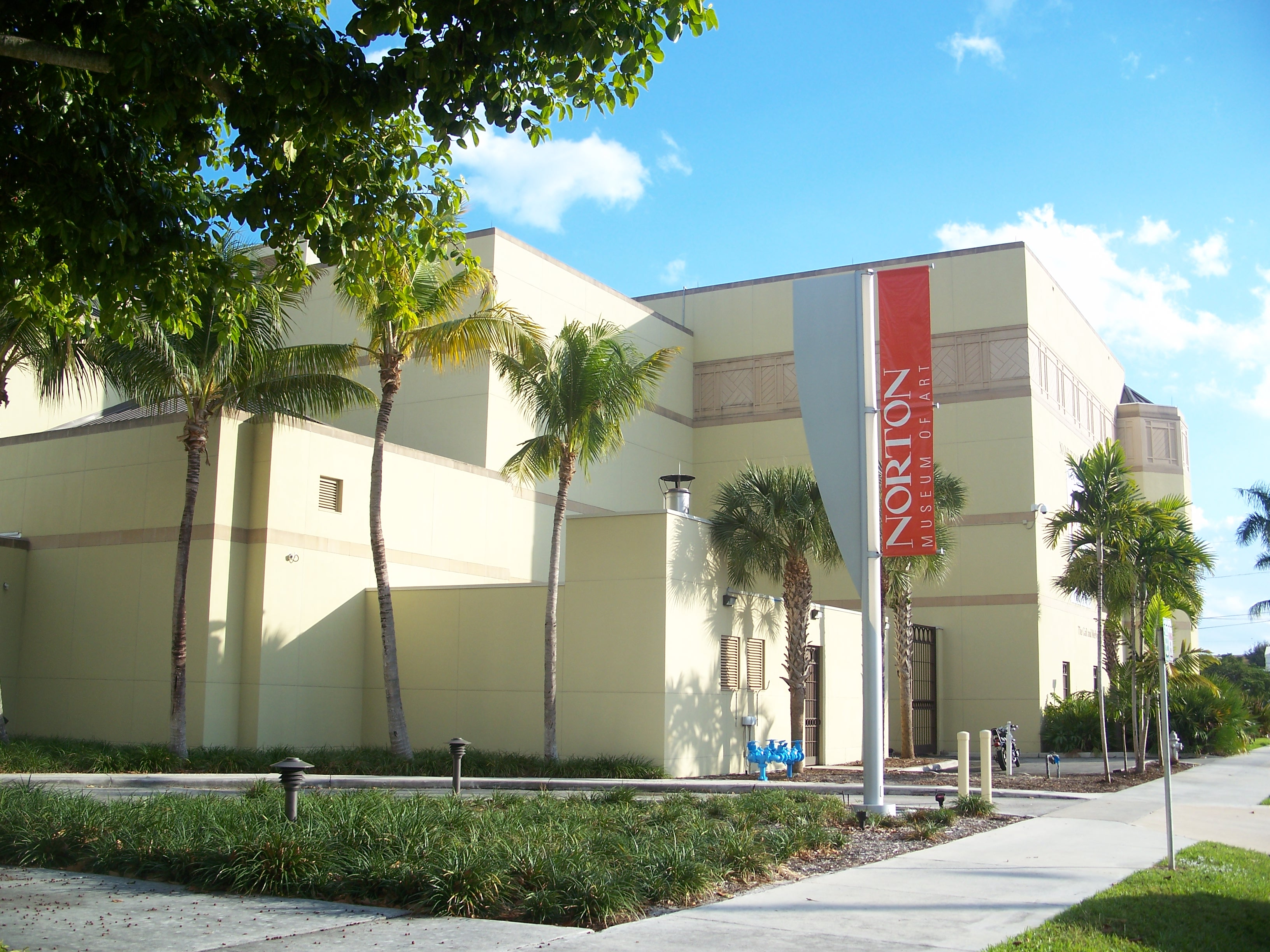
Norton Museum of Art, Palm Beach (Floride)

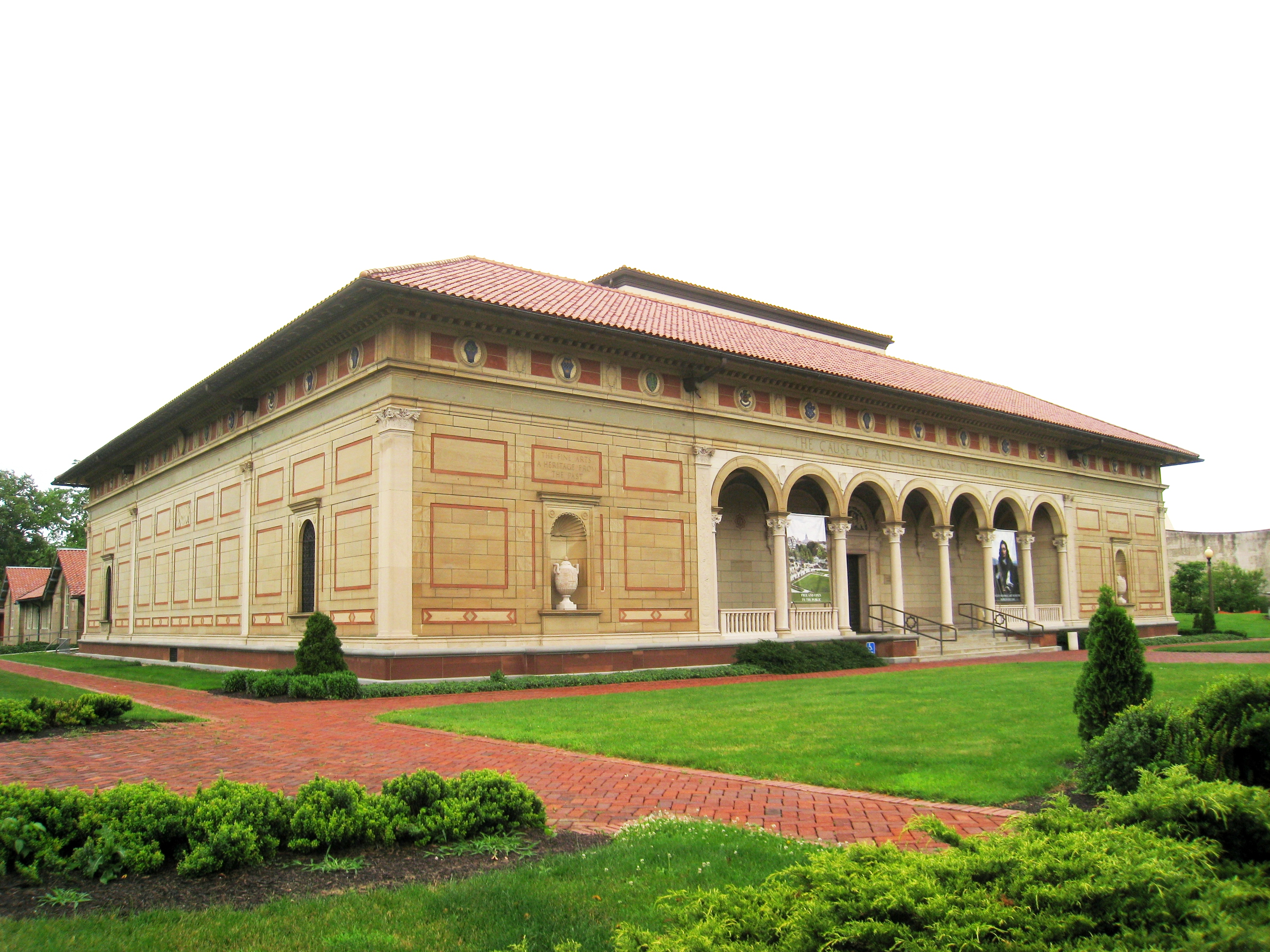
Allen Memorial Art Museum, Oberlin (Ohio)

- 1953- 1956, L'Écho, huile sur toile (130 × 162 cm), collection Helly Nahmad, (Genève)[274]. L'œuvre n'est peut-être plus localisée à cet endroit, compte tenu des derniers développements[275], Lire l'article d'Harry Bellet dans Le Monde
- 1952-1954, Picador, Corrida, Torero, Passe de cape (19 × 30 cm et 22,3 × 34,8 cm), ensemble tauromachique de quatre gouaches. Trois de ces œuvres ont une taille identique, à l'exception du Picador, qui est légèrement plus petit[276]
- 1954, L'Oiseau au feu, huile et fusain sur papier marouflé sur toile (27,7 × 48,9 cm), offert à l'historien d'art John Richardson, à New York[274]. Une estampe également intitulée Oiseau de feu a été tirée chez Maeght en 1958
- 1954-1962, Les Oiseaux (1954-1962), huile sur papier marouflé sur toile (72 × 92 cm), Musées de Belfort[277]
- 1954, Oiseau 1, Oiseau 2, huile sur toile (80 × 285 cm), collection Adrien Maeght[278]
- 1954, Composition aux étoiles, huile sur toile (195 × 97 cm), collection privée[279]
- 1955, Oiseau de feu, gouache, dimensions non précisées[280]
- 1955, Paysage au ciel sombre, huile sur toile (20,5 × 64,5 cm), collection privée[281]
- 1954-1956, Atelier VIII (132,1 × 196,9 cm), Fundación Masaveu, Oviedo[282]
- 1955-1956, La Plaine, huile sur toile (21 × 73 cm), collection privée[283]
- 1956, Marine, huile sur toile (26 × 65 cm), collection Adrien Maeght[284]
- 1956, Barque sur la grève, huile sur toile (33 × 77 cm), collection Florence Malraux[285]
- 1956, Le Champ de colza, huile sur toile (20 × 65 cm), collection privée[286]
- 1952-1956 L'Atelier IX, avec de grandes ailes qui viennent çà et là perturber l'espace. Pendant ces années-là, les oiseaux envahissent son œuvre[287]
- 1955-1956L'Oiseau et son nid (130,5 × 173,5 cm), Centre Georges-Pompidou (Paris)[288]
- 1956-1957, Paysage, les champs ciel bas (27 × 44,5 cm), collection Isabelle Maeght[289]
- 1956-1961, À tire d'aile, huile et sable sur toile marouflée sur panneau (114 × 170,5 cm), Centre Georges-Pompidou (Paris) ; l'apothéose du travail du peintre sur les oiseaux[290], voir la référence sur le Centre Georges-Pompidou virtuel.
- 1956-1957 Les Oiseaux noirs, (ou 1960 selon les sources) (129 × 181 cm), collection Adrien Maeght[291]
- 1956, L'Oiseau (Bird), huile sur toile (49,53 × cm), devenu le logo de The Phillips Collection, Washington, L'Oiseau, que Duncan Phillips a fait reproduire en bas-relief
- 1956-1962, L'Oiseau dans le paulownia, huile sur toile (129 × 173 cm), collection privée[292]
- 1957, Oiseaux dans le paulownia, huile sur toile (88 × 105 cm), avec deux oiseaux en vol au-dessus de l'arbre, collection privée[293]
  - Oiseaux dans les blés, huile sur toile (24 × 41 cm), collection privée[294]
- 1958, Amaryllis, aquarelle (54,2 × 44,8 cm), Institut d'art de Chicago, 
  - Bord de mer, huile sur toile (31 × 65 cm), collection Mme et M. Claude Laurens[295]
  - Le Nid dans le feuillage, huile sur toile (114 × 132 cm), collection Isabelle Maeght[296]
  - Marine, l'orage, barque sur la plage, huile sur toile (24 × 42 cm), collection Aimé Maeght[297]
  - Paysage, huile sur toile (21 × 73 cm), collection Adrien Maeght[298]
  - Les Oiseaux en vol, huile sur toile (72 × 162 cm), collection privée[299]
- 1960, L'Oiseau noir et l'oiseau blanc, huile sur toile (134 × 167,5 cm), collection particulière[note 6]
  - Les Oiseaux (1960), huile sur toile (134 × 167,5 cm), collection particulière ; le concept est réduit à des signes, presque abstraits, jouant avec la lumière[300]
  - La Charrue, huile sur toile (84 × 195 cm0, collection Adrien Maeght (Saint-Paul-de-Vence)[301]
- 1960-1961, Les Falaises, huile sur carton (18 × 48 cm), musée national d'art moderne, Centre Georges-Pompidou (Paris)[302]
- 1960-1962, L'Aquarium bleu, huile sur toile (76 × 106 cm), collection particulière[303],
- (?) Nature morte aux citrons, huile sur bois (11,2 × 17,7 cm), dédicacée par René Char auquel Mme Braque l'avait offerte après la mort de son mari le 5 avril 1965[304]
- 1961-1963, La Sarcleuse, huile sur toile (102,5 × 176,5 cm), Musée national d'art moderne, Centre Georges-Pompidou (Paris)[305], La Sarcleuse, donation de Mme Braque en 1965
- 1962, Oiseau en vol, huile sur toile (38 × 55 cm), musée Pierre-André-Benoit (Alès) (?)

## 1907-1963, lithographies, gravures, eaux-fortes, pointes sèches, sculptures, orfèvrerie
- 1907, Étude de nu, eau-forte (27,7 × 19,3 cm), Museum of Modern Art (New York),
- 1911, Nature morte I, estampe pointe sèche (34,5 × 21,9 cm), David Owsley Museum of Art, campus de l'université d'État de Ball, Muncie (Indiana), États-Unis,
- 1911-1912, Fox, pointe sèche (54,5 × 38 cm), MoMA, New York
- 1911-1912, Job, pointe sèche (14,3 × 20 cm), MoMA, New York
- 1912, Composition, nature morte et verres, gravure et pointe sèche (91,4 × 64,5 cm), Metropolitan Museum, New York
- 1920-1922, Tête de femme, crayon sur papier (48,1 × 63,5 cm), The Bowdoin College Museum of Art, Brunswick (Maine)
- 1931, Heraklès, plâtre gravé (187 × 105,8 cm) ; Zao, plâtre gravé ; Zélos, plâtre gravé, Fondation Maeght ; ces trois œuvres ont une hauteur identique, mais une largeur différente [306]
- 1932, Théogonie d'Hésiode, ensemble de huit eaux fortes (53 × 38 cm), Musées de Belfort[307]
- 1932, Eurybia et Eros, gravure sur papier Montval (53,34 × 38,1 cm), musée d'art du comté de Los Angeles[308]
- 1932, Eurybia et Eros, estampe, gravure sur papier Montval (53,34 × 38,1 cm), musée d'art du comté de Los Angeles, Eurybia et Eros
- (?) La Femme debout, statuette en six exemplaires[309]
- 1939, Le Petit Cheval, bronze (19 × 19 × 6 cm), fondeur non mentionné, Centre Georges-Pompidou (Paris)[310],[207]
- 1939-1940, Cheval et charrue, sculpture, bronze (25,5 × 46 × 21 cm), Centre Georges-Pompidou (Paris)[311]
- 1940, Vase, bronze (30 × 21 × 15 cm), fondeur C. Robecchi, Centre Georges-Pompidou (Paris)[312]
- 1941, Tête de cheval, bronze (42 × 91 × 17,5 cm), Centre Georges-Pompidou (Paris)[313]
- 1942-1943, Ibis, bronze (18 × 11 × 6 cm), fonderie Valsuani, Centre Georges-Pompidou (Paris), répertorié sur le Centre Georges-Pompidou virtuel[314]
- 1945, Phaéton ou Char I, lithographie sur papier, musée Kröller-Müller, Otterlo[315]
  - Phaéton, lithographie sur papier, Pinacothèque nationale d'Athènes[316]
  - Femme à la mandoline (1945), lithographie en couleur tirée à 225 exemplaires pour la page de couverture du livre Braque le patron, de Jean Paulhan (24,13 × 17,5 cm), le musée d'art du comté de Los Angeles présente l'exemplaire 7 sur 225, Femme à la mandoline, 1945
- 1946-47, Hélios, lithographie rehaussée, huile, mine graphite et encre de Chine sur papier (44 × 31 cm), Centre Georges-Pompidou (Paris)[317]
- 1949, Sans titre, oiseau, lithographie sur papier Rives (38,25 × 28 cm), David Owsley Museum of Art, campus de l'université d'État de Ball (Muncie, Indiana, États-Unis)[318]
- 1949, Théière sur un plateau, mine graphite, encre de Chine, aquarelle sur carton (14,2 × 29,7 cm), Centre Georges-Pompidou (Paris)[319]
- 1950, Tête I, (similaire ou profil Hécate), eau-forte (20 × 28 cm), 6 exemplaires sur Japon impérial[320]
- 1951, Tête de jeune fille, lithographie, en noir, vernie à la main par l'artiste (32 × 25 cm), 39 exemplaires sur papier Arches[321]
  - Tête grecque, eau-forte en noir (17 × 22,5 cm), 20 ex. sur Arches[322]
- 1954, Oiseau IV, lithographie en noir et bistre, vernie à la main par l'artiste (22 × 32 cm), 75 exemplaires sur Arches[323]
- 1955, Le Nid, eau-forte en noir (22 × 32 cm), tirée à 30 exemplaires sur papier Auvergne[324]
  - L'Oiseau traversant les nuages, lithographie originale en couleurs (41 × 69 cm), 75 ex. sur Arches[325]
- 1956, Les Deux Oiseaux, eau-forte en deux couleurs (16,5 × 27,5 cm), 75 ex. sur Arches[325]
- 1939-1956, Hespéris, sculpture en pierre claire sur pied en bois, un visage solitaire de profil, Fondation Maeght[326]
- 1939-1957, Hymen, sculpture en bronze en 6 exemplaires, présente deux profils affrontés. Les sculptures humaines sont des têtes toujours de profil comme dans les reliefs de l'ancienne Égypte. Ce style de sculpture est issu des tableaux comme Le Duo[327],[306], Fondation Maeght[328], Musée d'art contemporain de Téhéran[329]
- 1939-1957, Hymen, sculpture, bronze (76 × 50 × 33 cm), Susse fondeur, Centre Georges-Pompidou (Paris)[330]
- 1957, Le Lierre, eau-forte en deux couleurs, 75 ex. sur Auvergne[331]
  - Vol de nuit, lithographie en couleurs (41 × 69 cm), 75 ex. sur Arches[332]
- 1958, Oiseau au soleil couchant , lithographie (48,5 × 65,4 cm), Institut d'art de Chicago, tiré à 75 ex. sur Arches.
  - Astre et oiseau II (fond gris), lithographie en couleurs (44 × 52 cm)[333]
  - L'Oiseau de feu (37 × 35 cm)[334]
  - Résurrection de l'oiseau, eau-forte (41 × 31 cm), 75 ex. sur papier Rives[334]
- 1960, Oiseau bleu et jaune, lithographie (33 × 50,5 cm), 75 ex. sur papier Rives[334]
  - Profil aux étoiles, gravure en couleurs sur papier Rives (29,85 × 24,77 cm), musée d'art du comté de Los Angeles, 
  - Profil grec, lithographie (33,5 × 24,5 cm), 150 ex. sur papier Arches[335]
- 1961, Oiseau bistre, lithographie (25,5 × 20 cm), 75 ex. sur papier Rives[336]
  - L'Oiseau de passage, eau-forte (59 × 41 cm), 75 ex. sur papier Rives[336]
  - Trois oiseaux en vol, eau-forte (63,5 × 44,5 cm), 75 ex. sur papier Rives[336]
  - Oiseaux en vol, lithographie (67,5 × 55,5 cm)[337]
  - L'Oiseau dans le feuillage, lithographie (80,5 × 105,5 cm)[338],[339]
- 1962, L'Oiseau d'octobre, lithographie (54,5 × 74 cm), tirée à 90 ex. sur papier Rives[336]
  - Le Pays total, lithographie au pochoir (20,32 × 25,4 cm), The Phillips Collection, Washington, image non représentée, don d'Anne S. Hobler, 2013
  - Équinoxe, lithographie (54 × 80 cm)[336]
  - Oiseau blanc (White Bird), eau-forte en couleurs, aquatinte (42,23 × 53,34 cm), musée d'art du comté de Los Angeles, issue du portfolio de L'Ordre des oiseaux, illustrations lithographiques du poème de Saint-John Perse,
  - L'Ordre des oiseaux, eaux-fortes originales en couleur (44 × 55,5 cm), sur un poème de Saint-John Perse, ouvrage de bibliophilie, 48 p. voir quelques lithographies commencé en 1961, première publication 1962, réédition 1963, Éditions Au Vent d'Arles[340]. Localisation inconnue. Livre de Saint-John Perse, illustré par les lithographie de Braque, vidéo
  - Nature morte, les pommes, xylographie (36,67 × 47,6 cm), David Owsley Museum of Art, campus of Ball State University (Muncie, Indiana, États-Unis),
- 1963, Lettera amorosa, 27 lithographies en couleur illustrant un poème de René Char (38,5 × 28,5 cm), Édition Edwin Engelberts (Genève), Lithographies et texte
  - Lettera Amorosa, lithographie en couleurs de Georges Braque, poème de René Char (ex. 30 × 54 cm), collection particulière, présenté à la rétrospective du Grand Palais 2013, avec deux autres épreuves du même portfolio, lire le descriptif
  - Lettera Amorosa, frontispice, lithographie en couleur, épreuve d'essai, collection particulière[341]

## Mosaïques et Vitraux
- 1964, Oiseau Blanc (White Bird), vitrail aux couleurs bleues et blanches , La Chapelle Saint-Bernard, Fondation Maeght [342]
- 1964, Les Poissons (The Fish), grande mosaïque aux couleurs bleues et noires , revêtement du bassin Braque de la Fondation Maeght [342]

## Les Bijoux de Braque

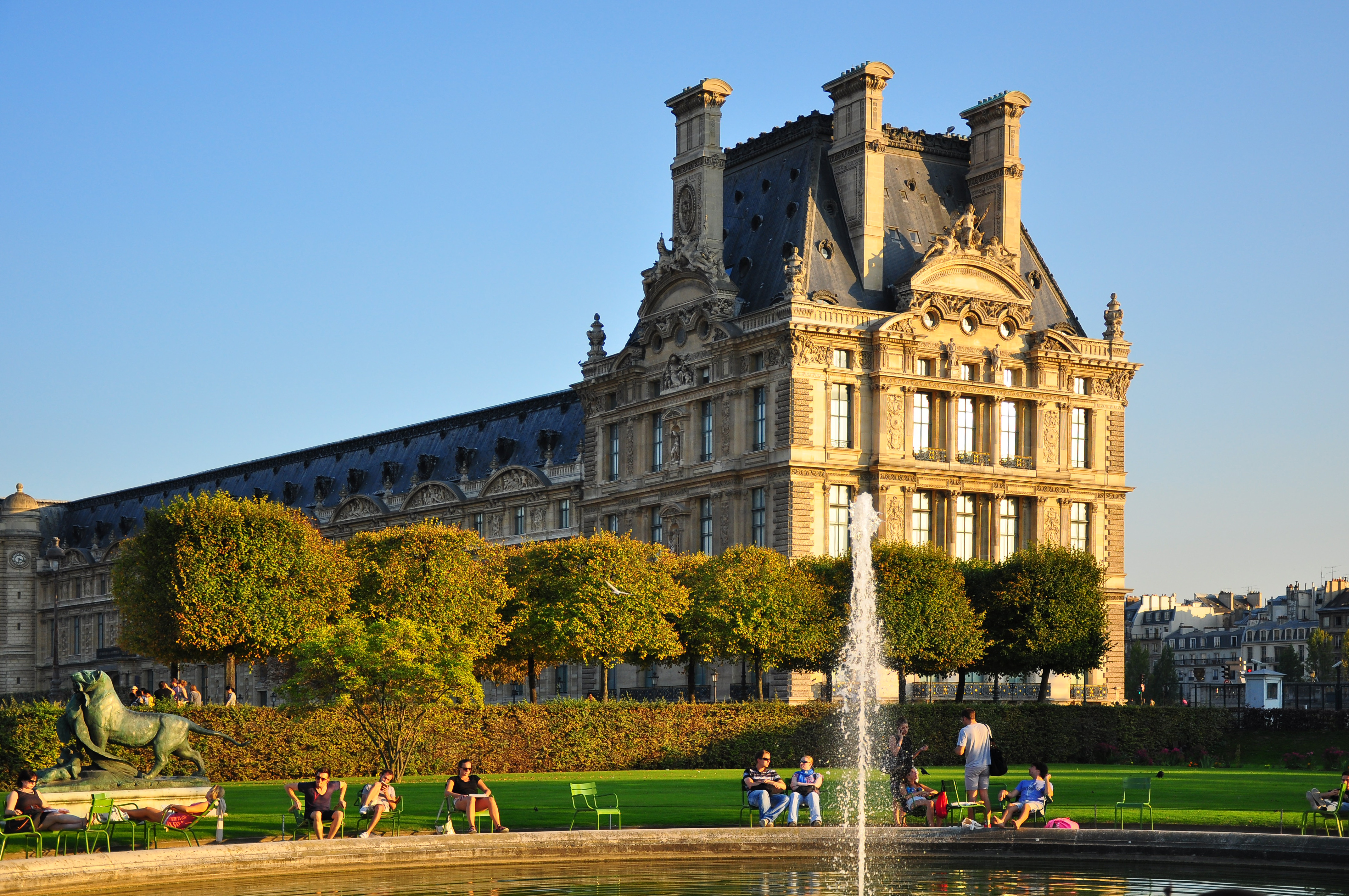
Palais du Louvre, côté jardin des Tuileries.

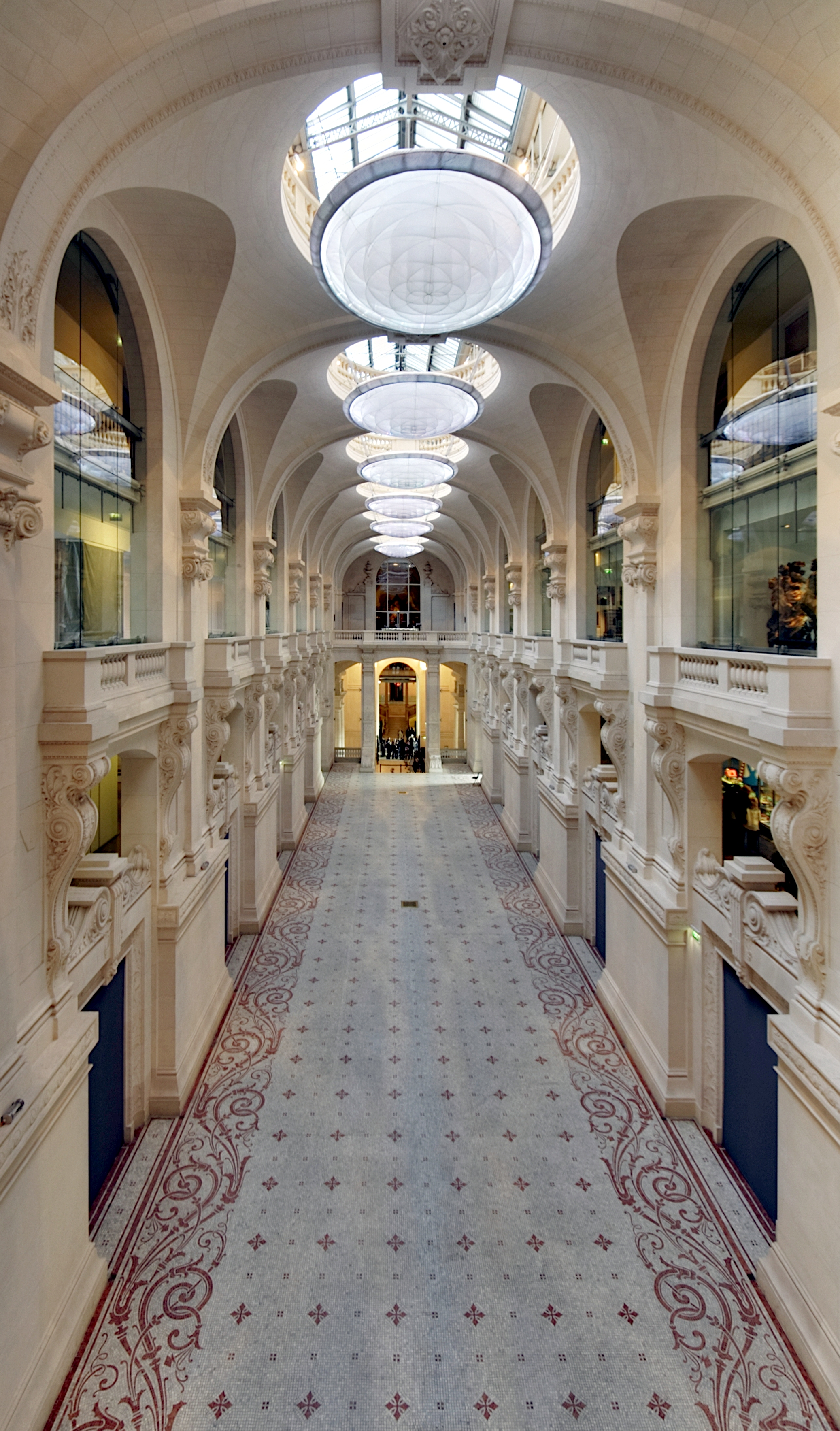
Musée des arts décoratifs (Paris)

« En 1961, de plus en plus souffrant, et incapable de travailler longtemps à ses peintures, Braque accepte de reprendre des dessins afin qu'ils servent de modèles pour la réalisation de bijoux, en particulier de camées en onyx montés en bagues. Il en a offert une à sa femme représentant le profil d’Hécate et il en a porté une lui-même en chevalière pendant la dernière année de sa vie : La Métamorphose d'Eos, oiseau blanc représentant l'aurore. »

## Livres illustrés
- 1955, la "Théogonie" d'Hésiode, livre d'artiste en 150 exemplaires, avec 20 eaux fortes originales de Georges Braque, dont 16 gravures hors-texte datant de 1932 et 4 gravures réalisées en 1953. Éditions  Maeght[343].